# 鈴村健一
鈴村 健一（すずむら けんいち、1974年9月12日 - ）は、日本の男性声優、ナレーター、ラジオパーソナリティ、歌手。インテンション代表取締役、同社所属。新潟県生まれ、大阪府豊中市出身。妻は声優、女優、歌手の坂本真綾。
代表作に『機動戦士ガンダム SEED DESTINY』（シン・アスカ）、『銀魂』（沖田総悟）、『黒子のバスケ』（紫原敦）、『鬼滅の刃』（伊黒小芭内）、『うたの☆プリンスさまっ♪』（聖川真斗）、『桜蘭高校ホスト部』（常陸院光）、『Fate/Grand Order』（ロマニ・アーキマン）、『宇宙戦艦ヤマト2199』（島大介）、『銀河英雄伝説 Die Neue These』（ヤン・ウェンリー）などがある。

## 来歴

### デビュー前
鈴村の友人が持ってきた「声優になりませんか？」と書かれていた新聞の切り抜きを目にしたことが声優となるきっかけとなった。
当初は高校2年生の時に漫画『美味しんぼ』に影響され、「何かを作って人に提供するって面白いなあ」と考え調理師を志望しており、和食の専門学校に通うため願書まで取り寄せていた。だが、鈴村の友人に声優を勧められた際に「ああ、こっちもいいな」と考えオーディションを一緒に受けた結果、合格して養成所の入所が決まった。なお、一緒に受けた友人は不合格であった。
代々木アニメーション学院や日本ナレーション演技研究所などを経て、1994年にテレビアニメ『マクロス7』のモーリー役でデビューした。

### デビュー後
デビュー以降は仕事に恵まれず、24歳までの約4年間は端役のキャスティングがほとんどであり、ボイストレーニングやワークショップに通いながらゲームセンターでアルバイトをしていた。苦難のなか活躍する自身の姿を思い描き「いつかできる」とポジティブなイメージを浮かべ続けていたという。
その直後、『時空転抄ナスカ』で三浦恭資役で初の主役を演じ、これを機に人生がかわるだろうかと思ったと語っているが、27歳になるまで役者一本で生計を立てていくことは叶わず、大きな転機は訪れなかった。人生でいちばん貧乏を経験したのが、24歳から27歳までの間で1カ月の食費は8000円であった。当時は日清の小麦粉が1パック120円であったため、それをどう食べるか考えるだけで1カ月は持った。さらに、大変な時に限って臨時収入が入ってきていたため、今までどおりワークショップに通ったり、「自分を磨くことを継続できていたのはよかった」と語る。逆に、貧乏な生活が楽しめるタイプだったため危機感が足りず、それが原因で売れなかったような気がしているとも語っている。
そんな時、マネージャーに「そろそろオーディションに受からないと終わるよ？」と言われていたが、27歳の年に受けたオーディションがことごとく決まり、それまでに続けてきたことで「培ったものが認めてもらえたんだ」と語る。
以後、アニメやゲーム、ラジオパーソナリティや音楽活動など、さまざまな分野で活躍する。
2008年、第2回声優アワードにてベストパーソナリティ賞・シナジー賞（『仮面ライダー電王』）をダブル受賞。同年10月8日、ランティスよりメジャーデビュー。毎年末に開催される「Original Entertainment Paradise“おれパラ”」ではホストの一人としてライブを披露している。
2011年8月13日、オフィシャルブログで坂本真綾と8月8日に結婚したことを報告。同年、第1回ミュージック・ジャケット大賞2011で準大賞を受賞（『CHRONICLE to the future』）。
2012年、第6回声優アワードにて、テレビアニメ『うたの☆プリンスさまっ♪』のユニット「ST☆RISH」として歌唱賞を受賞。同年4月に長年所属していたアーツビジョンを離れ、翌月5月1日にアーツビジョン時代からのマネージャーである桑原敦と共に株式会社インテンションを立ち上げたことを報告。
2016年、第10回声優アワードで助演男優賞とパーソナリティ賞をダブル受賞。同年、第6回ミュージック・ジャケット大賞2016で特別賞を受賞した（『月と太陽のうた』）。
2021年12月27日、鈴村の妻で声優の坂本真綾が第1子を妊娠したことを株式会社インテンション公式サイトにて発表した。2022年4月22日に第1子の誕生を報告した。
2022年、第16回声優アワードにて、富山敬賞を受賞。
2024年5月16日、体調不良のため静養に専念することがインテンション公式サイトにて発表されたが、同年7月31日、体調を考慮しながらではあるが少しずつ活動を再開することが同サイトにて発表された。
2025年、第19回声優アワードにて、テレビアニメ『勇気爆発バーンブレイバーン』の「ブレイバーン」として歌唱賞を受賞。
同年6月、自身が生まれ育った北九州市の観光大使に就任。

## 人物・エピソード
愛称は「スズ」や「ピンピン（岩田光央・鈴村健一 スウィートイグニッション）」など。
好きな色は青と紫。好きな季節は夏。
新潟県で生まれ、転勤が多い家庭で育ったことから、新潟県以外にも岡山県岡山市、福岡県北九州市門司区、神奈川県川崎市などに住んでいたことがある。その後、15歳から19歳までは大阪府豊中市に住んでおり、中学3年から豊中市立第二中学校を経て大阪府立少路高等学校に入学し、卒業している。
「関西弁はあまり話せない」というが、素の喋りでは標準語のアクセントに近い関西弁訛りで話す場合が多い。
幼いころは体が弱く、重度の喘息持ちで学生時代のほとんどを病院で過ごしていた。現在は完治しているものの今でも息が上がりやすい体質である。昔はかなりの偏食で小学校中学年ごろまでは給食も満足に食べられなかった。その反動からか大人になってからは自他共に認めるグルメになったとのこと。
将来はものを作るのが好きだったため、大工、体が弱く医者にお世話になったため、医者になりたいと思っていたという。
喘息だったため、小学校時代は合気道をしていた。小学校時代にはサッカーをしており、その前は少年野球も少ししていた。中学時代は軟式テニス部、高校時代は硬式テニス部に所属していたが、高校時代では2か月で足に怪我をして、テニス部を辞めたという。その後、プラプラ学校を歩いていたところ、体育館の裏で麻雀をしている4人組がおり、見ていたところ「うちの部入る? バドミントン同好会だけど」と言われて、やりだしたところ楽しくて、けっこう真面目にバドミントンをしていたという。
座右の銘は「人生捉えかた次第」。
爽やかな声でテンションの高いキャラクターからクールなキャラクターまで幅広くこなすキャラクターの魅力をうまくとらえる表現力には定評がある。
神谷浩史とともに『東映公認 鈴村健一・神谷浩史の仮面ラジレンジャー』のパーソナリティを務めるなど、筋金入りの特撮ファンとして知られる。
声優として特別なムーブメントとなった役に『機動戦士ガンダムSEED DESTINY』のシン・アスカを挙げている。なお、『機動戦士ガンダムSEED DESTINY』の前作『機動戦士ガンダムSEED』のオーデションにも受けたが落ちていた旨を明かしている。収録時は「まさにシンとシンクロしている」「人生で最も長い1年だった」と語っている。

## 出演
太字はメインキャラクター。

### テレビアニメ
1995年
- マクロス7（モーリー）

1996年
- 水色時代（柴崎、男子生徒B、同級生、男子委員、ブラバン部員 他）

1997年
- 少女革命ウテナ（男子生徒）

1998年
- アキハバラ電脳組（男子生徒）
- 快傑蒸気探偵団 TV ANIMATION SERIES（作業員、ナルタキ）
- 時空転抄ナスカ（三浦恭資）
- 熱沙の覇王ガンダーラ（グラサン、パイロット、若い男）
- 爆走兄弟レッツ&ゴー!! MAX（真嶋左京）
- ヨシモトムチッ子物語（クワバラムカデ）

1999年
- 魔術士オーフェン（生徒A）
- 超速スピナー（赤城大樹）
- 彼氏彼女の事情（従兄弟B）
- イソップワールド（トッチョ）
- KAIKANフレーズ（桐生敦郎）
- クレヨンしんちゃん（1999年 - 2025年、ナオキ、高久津見也）
- ジバクくん（マイト、乱丸）

2000年
- 風まかせ月影蘭（杜氏）
- GEAR戦士電童（2000年 - 2001年、スバル）
- 週刊ストーリーランド（男子、矢右衛門の弟子）
- 人造人間キカイダー THE ANIMATION（ミュージシャン）
- ちびまる子ちゃん（山口くん）
- ファーブル先生は名探偵（カミーユ、編集者）
- BOYS BE…（神崎恭一）
- ポケットモンスター（2000年 - 2002年、ヒサシ、サイガ、チーコ）
- 闇の末裔（山下）
- はじめの一歩（2000年 - 2001年、練馬拳闘会練習生、記者、テスト会場の青年）

2001年
- X -エックス-（司狼神威、研究員2）
- オフサイド（ジャン・トレゾール）
- おまかせ!プルーデンスおばさん（リードボーカル）
- キャプテン翼（第3作）（2001年 - 2002年、若林源三）
- ココロ図書館（愛亀）
- 砂漠の海賊!キャプテンクッパ（セイロン）
- 超GALS!寿蘭（麻生裕也）
- ゾイド新世紀スラッシュゼロ（暴走族）
- 電脳冒険記ウェブダイバー（フェニクオン、ペガシオン、研究員A、ススム〈職員A〉）
- 忍たま乱太郎（2001年 - 2024年、清八、六年生、忍者）
- バビル2世（神谷浩一）
- 爆転シュートベイブレード（富士、スティーブ、バルトロメ）
- パラッパラッパー（2001年 - 2002年、マット）
- ヒカルの碁（伊角慎一郎、海王中三将）

2002年
- あたしンち（宅急便、水島純）
- アベノ橋魔法☆商店街（銀行員B）
- おジャ魔女どれみドッカ〜ン!（桜木）
- キックオフ2002（ハソックジン）
- ギャラクシーエンジェル（カトウ秘書官）
- 十二国記（楽俊）
- スパイラル －推理の絆－（鳴海歩）
- 超重神グラヴィオン（2002年 - 2004年、紅エイジ） - 2シリーズ
- デジモンフロンティア（2002年 - 2003年、木村輝一 / ダスクモン / ベルグモン / レーベモン / カイザーレオモン）
- デュエル・マスターズ（猿山武志）
- ドラゴンドライブ（氷室ヒカル）
- ハングリーハート WILD STRIKER（加賀美勇樹、木場優也）
- 円盤皇女ワるきゅーレ（2002年 - 2003年、時野和人） - 2シリーズ

2003年
- AVENGER（テオ）
- 明日のナージャ（レオナルド・カルディナーレ）
- アストロボーイ・鉄腕アトム（西野幸夫）
- おねがい☆ツインズ（島崎康生）
- GAD GUARD（真田ハジキ）
- カレイドスター（Dio）
- 真月譚 月姫（遠野志貴）
- セイント・ビーストシリーズ（2003年 - 2007年、風牙のマヤ） - 2シリーズ
- ダイバージェンス・イヴ（アゼベド中尉、オペレーター）
- ななか6/17（凪原稔二）
- ぽぽたん（大地）
- ポケットモンスター アドバンスジェネレーション（リョウヘイ）
- まっすぐにいこう。（伊集院たけし）

2004年
- 学園アリス（毛利玲生）
- 機動戦士ガンダムSEED DESTINY（2004年 - 2005年、シン・アスカ）
- くじびきアンバランス（六原麦男）
- ごくせん（沢田慎）
- 魁!!クロマティ高校（田中牧男）
- 探偵学園Q（神内琢磨）
- 超変身コス∞プレイヤー（黒之皇子・アの方）
- みさきクロニクル〜ダイバージェンス・イヴ〜（ノデラ、オペレーター 他）
- 流星戦隊ムスメット（ヒロキ）

2005年
- いちご100%（真中淳平）
- トリニティ・ブラッド（ディートリッヒ・フォン・ローエングリューン）
- ノエイン もうひとりの君へ（アトリ）
- ピーチガール（岡安浬）

2006年
- ウィッチブレイド（瀬川弘樹）
- 桜蘭高校ホスト部（常陸院光）
- 学園ヘヴン BOY'S LOVE HYPER!（滝俊介）
- 銀色のオリンシス（執政官）
- 銀魂（2006年 - 2018年、沖田総悟 / カイザー・ソーゴ・ドS・オキタIII世、ヌメ龍、父ちゃん 他） - 4シリーズ
- 少年陰陽師（朱雀）
- D.Gray-man（2006年 - 2008年、ラビ）
- TOKKO 特公（申道蘭丸）
- 半分の月がのぼる空（戎崎裕一）

2007年
- 獣神演武 -HERO TALES-（岱燈獅麗）
- ZOMBIE-LOAN（赤月知佳）
- ぼくらの（畑飼浩之）
- MAJOR（八木沼隼人）
- 湾岸ミッドナイト（相沢圭一郎）

2008年
- あまつき（銀朱）
- ケロロ軍曹（元テレビ）
- ソウルイーター（キリク・ルング）
- 鉄腕バーディー DECODE（サタジット・シャマラン）
- BUS GAMER（美柴鴇）

2009年
- アラド戦記〜スラップアップパーティー〜（カペンシス）
- うみねこのなく頃に（右代宮譲治）
- 獣の奏者 エリン（イアル）
- フレッシュプリキュア!（2009年 - 2010年、サウラー〈南瞬〉）

2010年
- アイアンマン（翔）
- 会長はメイド様!（五十嵐虎、犬山家五兄弟 他）
- STAR DRIVER 輝きのタクト（ボウ・ツキヒコ）
- NARUTO -ナルト- 疾風伝（2010年 - 2016年、ウタカタ、重明、スケア）
- バトルスピリッツ ブレイヴ（2010年 - 2011年、暗闇のザジ〈イザーズ〉）
- ポケットモンスター ベストウイッシュ（サブマネージャーA）

2011年
- いつか天魔の黒ウサギ（ハスガ・エントリオ）
- うたの☆プリンスさまっ♪ マジLOVEシリーズ（2011年 - 2022年、聖川真斗） - 4シリーズ+スペシャル1作品
- 神様のメモ帳（平坂錬次）
- たまゆら〜hitotose〜（酒屋）
- 真剣で私に恋しなさい!!（師岡卓也）
- 夢喰いメリー（飯島良太）
- よんでますよ、アザゼルさん。（紐井）

2012年
- アクエリオンEVOL（カイエン・スズシロ）
- アクセル・ワールド（アッシュ・ローラー）
- イクシオン サーガ DT（ギュスターヴ）
- 黒子のバスケ（2012年 - 2015年、紫原敦） - 3シリーズ / 2016年に『ウインターカップ総集編』劇場上映
- 恋と選挙とチョコレート（毛利夜雲）
- CØDE:BREAKER（刻）
- 坂道のアポロン（室井）
- しろくまカフェ（営業マン）
- ZETMAN（早見）
- 男子高校生の日常（ヨシタケ 他）
- トータル・イクリプス（マスター）
- 夏色キセキ（笠井先生）
- FAIRY TAIL（2012年 - 2024年、ローグ・チェーニ） - 4シリーズ
- マギ（2012年 - 2013年、夏黄文） - 2シリーズ

2013年
- 宇宙戦艦ヤマト2199（島大介） - 2012年劇場先行公開
- 俺の彼女と幼なじみが修羅場すぎる（坂上拓也）
- ガイストクラッシャー（サイファ）
- 京騒戯画（明恵）
- COPPELION（黒澤遥人）
- 戦勇。（フォイフォイ）
- 幕末義人伝 浪漫（鈴木孫一）
- BROTHERS CONFLICT（朝日奈椿）

2014年
- Wake Up, Girls!（2014年 - 2018年、早坂相） - 2シリーズ
- ガンダムビルドファイターズトライ（キジマ・ウィルフリッド）
- キャプテン・アース（アマラ）
- ソウルイーターノット!（キリク・ルング）
- 旦那が何を言っているかわからない件（2014年 - 2015年、旦那 / 十一） - 2シリーズ
- 曇天に笑う（比良裏）
- Free! シリーズ（2014年 - 2018年、御子柴百太郎） - 2シリーズ
- ポケットモンスター XY（2014年 - 2016年、ツワブキ・ダイゴ） - 2シリーズ + 特別編
- 魔法戦争（伊田一三）

2015年
- おそ松さん（2015年 - 2025年、イヤミ、藤田陽一 他） - 4シリーズ + 特別編
- 終わりのセラフ（クローリー・ユースフォード）
- コンクリート・レボルティオ〜超人幻想〜（柴来人）
- ダイヤのA シリーズ（2015年 - 2019年、松原南朋） - 2シリーズ
- 美男高校地球防衛部LOVE!（逸茂一番）
- 監獄学園（シンゴ〈若本真吾〉）
- 六花の勇者（ハンス）

2016年
- 亜人（曽我部）
- 怪盗ジョーカー（偽ジョーカー）
- 学戦都市アスタリスク（ヨルベルト）
- シュヴァルツェスマーケン（テオドール・エーベルバッハ）
- 新あたしンち（水島純）
- タイガーマスクW（2016年 - 2017年、棚橋弘至 / イッツザエース）
- ドラえもん（テレビ朝日版第2期）（プテラ）
- なめこ〜せかいのともだち〜（マカロンなめこ）
- 初恋モンスター（高橋譲二）
- はんだくん（一宮旭）
- Fate/Grand Order（2016年 - 2020年、ロマニ・アーキマン） - 1シリーズ ＋ 特別編2作品
- 魔法少女?なりあ☆がーるず（魔獣）

2017年
- 宇宙戦艦ヤマト2202 愛の戦士たち（島大介）
- Re:CREATORS（弥勒寺優夜）
- コンビニカレシ（本田塔羽）
- カイトアンサ（ヨッチン）
- あはれ!名作くん（意味なし芳一、ンビ山）
- Infini-T Force（破裏拳ポリマー / 鎧武士）
- 血界戦線 & BEYOND（ザメドル・ルル・ジアズ・ナザムサンドリガ）
- スナックワールド（アシュラ）
- いつだって僕らの恋は10センチだった。（芹沢春輝）
- BORUTO-ボルト- -NARUTO NEXT GENERATIONS-（スケア）
- 魔法使いの嫁（2017年 - 2023年、アドルフ・ストラウド） - 2シリーズ

2018年
- キャプテン翼（第4作）（2018年 - 2024年、若林源三） - 2シリーズ
- 銀河英雄伝説 Die Neue These（2018年 - 2022年、ヤン・ウェンリー） - 3シリーズ
- イナズマイレブン アレスの天秤（2018年 - 2019年、西蔭政也） - 2シリーズ
- ニル・アドミラリの天秤（汀紫鶴）
- 夢王国と眠れる100人の王子様（アヴィ）
- 深夜!天才バカボン（バカズミ）
- SSSS.GRIDMAN（2018年 - 2021年、アンチ / グリッドナイト、ヂリバー） - 2023年に劇場総集編公開

2019年
- 文豪ストレイドッグス（2019年 - 2023年、田山花袋） - 2シリーズ
- 炎炎ノ消防隊（2019年 - 2025年、武久火縄） - 3シリーズ
- 鬼滅の刃（2019年 - 2024年、伊黒小芭内） - 5シリーズ
- ハイスコアガールII（高田馬場サガット）

2020年
- ＜Infinite Dendrogram＞-インフィニット・デンドログラム-（フィガロ）
- 織田シナモン信長（真田マルタロウ幸村） - 「鈴村犬一」名義
- ハクション大魔王2020（スイゾウ）
- せいぜいがんばれ!魔法少女くるみ（2020年 - 2021年、バロン）
- ぐらぶるっ!（サンダルフォン）

2021年
- バクテン!!（陸奥洋二郎）
- MARS RED（スワ）
- ゴジラ S.P ＜シンギュラポイント＞（海建宏）
- 灼熱カバディ（高谷煉）
- SSSS.DYNAZENON（ナイト / グリッドナイト） - 2023年に劇場総集編公開
- のりものまん モービルランドのカークン（2021年 - 2022年、グリーン）
- うらみちお兄さん（上武裁人）
- 異世界食堂2（フライングパピー店長）
- MUTEKING THE Dancing HERO（オーウェン）
- 境界戦機（2021年 - 2022年、末永ユウセイ） - 2シリーズ
- メガトン級ムサシ（2021年 - 2023年、ユグラ・デファングル） - 2シリーズ

2022年
- 乙女ゲー世界はモブに厳しい世界です（ユリウス・ラファ・ホルファート）
- ポケットモンスター（ツワブキ・ダイゴ）
- カードファイト!! ヴァンガード will+Dress（2022年 - 2023年、熊取リク） - 2シリーズ
- 異世界おじさん（2022年 - 2023年、エドガー）
- デジモンゴーストゲーム（アンティラモン）
- ブルーロック（2022年 - 2023年、吉良涼介）
- 弱虫ペダル LIMIT BREAK（浦久保優策）
- 忍の一時（鬼神丸）

2023年
- 神達に拾われた男2（ピオロ）
- 【推しの子】（2023年 - 2024年、雷田澄彰） - 2シリーズ
- BLEACH 千年血戦篇-訣別譚-（ジェイムズ）
- EDENS ZERO（ポセイドン・シュラ）
- ドッグシグナル（2023年 - 2024年、丹羽眞一郎）
- るろうに剣心 -明治剣客浪漫譚- (2023)（桂小五郎）

2024年
- 貼りまわれ!こいぬ（サラリーマン犬、スタッフA）
- 勇気爆発バーンブレイバーン（ブレイバーン）
- かつて魔法少女と悪は敵対していた。（フォーマルハウト）
- 逃げ上手の若君（楠木正成）
- 妖怪学校の先生はじめました!（安倍 父）

2025年
- 戦隊レッド 異世界で冒険者になる（ヴィダン）
- 3年Z組銀八先生（沖田総悟）
- 東島丹三郎は仮面ライダーになりたい（島村一葉）

### 劇場アニメ
2001年
- クレヨンしんちゃん 嵐を呼ぶ モーレツ!オトナ帝国の逆襲（ソバ屋、隊員）
- メトロポリス

2002年
- エクスドライバー the Movie（マイケル）

2004年
- ハードル 真実と勇気の間で（小田良平）

2007年
- 空の境界（2007年 - 2013年、黒桐幹也） - 8部作+『未来福音』

2010年
- 劇場版 銀魂 新訳紅桜篇（沖田総悟）

2011年
- 劇場版アニメ 忍たま乱太郎 忍術学園 全員出動!の段（清八）

2013年
- 劇場版 銀魂 完結篇 万事屋よ永遠なれ（沖田総悟）

2014年
- 宇宙戦艦ヤマト2199 星巡る方舟（島大介）

2015年
- Wake Up, Girls! 続・劇場版（早坂相）

2016年
- アクセル・ワールド INFINITE∞BURST（アッシュ・ローラー）
- 亜人 -衝突-（曽我部）
- 告白実行委員会〜恋愛シリーズ〜（芹沢春輝） - 2作品

2017年
- 劇場版 黒子のバスケ LAST GAME（紫原敦）
- Free!シリーズ（御子柴百太郎） - 3作品
- 夜明け告げるルーのうた（照夫）
- DCスーパーヒーローズvs鷹の爪団（スーパーマン）

2018年
- 劇場版Infini-T Force/ガッチャマン さらば友よ（鎧武士 / 破裏拳ポリマー）
- GODZILLA 星を喰う者（アキラ・サカキ）

2019年
- えいがのおそ松さん（イヤミ）
- 劇場版 うたの☆プリンスさまっ♪ マジLOVEシリーズ（2019年 - 2022年、聖川真斗） - 2作品

2020年
- 劇場版 SHIROBAKO（三崎芳雄）
- 劇場版 鬼滅の刃 無限列車編（伊黒小芭内）
- 劇場版 Fate/Grand Order（2020年 - 2021年、ロマニ・アーキマン / ソロモン） - 3作品

2021年
- 銀魂 THE FINAL（沖田総悟）
- 名探偵コナン 緋色の弾丸（井上治）

2022年
- おそ松さん〜ヒピポ族と輝く果実〜（イヤミ）
- 映画 バクテン!!（陸奥洋二郎）

2023年
- グリッドマン ユニバース（アンチ / ナイト）
- おそ松さん〜魂のたこ焼きパーティーと伝説のお泊り会〜（イヤミ）
- 駒田蒸留所へようこそ（斉藤祐介）

2024年
- 機動戦士ガンダムSEED FREEDOM（シン・アスカ）
- 劇場版ブルーロック -EPISODE 凪-（吉良涼介）
- 劇場版 イナズマイレブン 新たなる英雄たちの序章（下鶴改）

2025年
- 劇場版 鬼滅の刃 無限城編 第一章 猗窩座再来（伊黒小芭内）

### OVA
1996年
- Ninja者（カヲル）

1997年
- でたとこプリンセス（健康兵）
- またまたセイバーマリオネットJ（越後屋）

1998年
- 紺碧の艦隊（独・U-3333聴音手）
- スライム冒険記 ウルフくん がんばるの巻（道具屋のおやじ）

1999年
- 銀河英雄伝説外伝 螺旋迷宮
- 卒業M〜オレ達のカーニバル〜（レポーター）
- Piaキャロットへようこそ!!2 DX（前田耕治）
- BREAK-AGE（仁村桐生）

2000年
- ジオブリーダーズ2 魍魎遊撃隊 File-XX 乱戦突破（栗梨瑞穂）
- 創世聖紀デヴァダシー（亜納ケイ）
- 超人ロック ミラーリング（ロック）

2001年
- うさぎちゃんでCue!!（的木ハル）
- X-予兆-（司狼神威）

2002年
- ガレリアンズ：リオン（レインハート）
- ふたりエッチ（岡浜）
- マクロス ゼロ（工藤シン）

2003年
- HAND MAID マイ（小津日出生）
- 羊のうた（木ノ下）
- 円盤皇女ワるきゅーレ SPECIAL（時野和人）

2004年
- いちご100%（2004年 - 2006年、真中淳平） - 『恋が始まる!?撮影合宿』『オリジナルDVDアニメ』
- くじびきアンバランス（六原麦男）
- 少年科學倶楽部（ジャック）

2005年
- 円盤皇女ワるきゅーレ 星霊節の花嫁（時野和人）
- 銀魂（2005年 - 2015年、沖田総悟） - ジャンプアニメツアー2008&2005、コミックス第58巻DVD同梱版
- セイント・ビースト〜幾千の昼と夜 編〜（風牙のマヤ）
- FINAL FANTASY VII ADVENT CHILDREN（ザックス）
- LAST ORDER FINAL FANTASY VII（ザックス・フェア）

2006年
- 円盤皇女ワるきゅーレ 時と夢と銀河の宴（時野和人）
- BALDR FORCE EXE RESOLUTION（相馬透）
- 蜜×蜜ドロップス（煉夏可威）

2007年
- 最後のドアを閉めろ!（永井篤）

2008年
- イマジンあにめ（リュウタロス）

2009年
- 少女ファイト（式島未散） - コミックス第6巻特装版

2010年
- トリコ バーバリアンアイビーを捕獲せよ!（サニー）
- ひよ恋（広瀬結心） - 夏ドキッ★りぼんっ子パーティー55上映作品・りぼん2010年11月号付録

2011年
- エア・ギア 黒の羽と眠りの森 -Break on the sky-（武内空） - コミックス第31巻・32巻限定版付属

2012年
- 流れ星レンズ（フジモン） - りぼん2012年6月超特大号付録
- Holy Knight（プラム）

2014年
- 十三支演義 〜偃月三国伝〜 外伝 幽州幻夜（趙雲）

2015年
- 創勢のアクエリオンEVOL（カイエン・スズシロ）
- BROTHERS CONFLICT（朝日奈椿）

2016年
- 終わりのセラフ（クローリー・ユースフォード） - コミックス第11巻アニメDVD同梱版
- 監獄学園（シンゴ〈若本真吾〉） - コミックス第20巻BD付き特装版

2017年
- 宇宙戦艦ヤマト2202 愛の戦士たち（島大介）
- 初恋モンスター（高橋譲二） - 単行本第8巻アニメDVD付き特装版
- Landreaall（DX・ルッカフォート） - コミックス第29巻限定版
- 夏目友人帳（遊蔓） - 「夏目友人帳 伍」5巻 特別編エピソード

2019年
- ハイスコアガール（高田馬場サガット）

### Webアニメ
2010年代
- Starry☆Sky（2010年、天羽翼）
- 京騒戯画（2011年 - 2012年、明恵）
- NEXT A-Class（2012年、粕谷マキト）
- Fate/Grand Order -絶対魔獣戦線バビロニア- Episode 0 Initium Iter（2019年、ロマニ・アーキマン）
- バトルスピリッツ サーガブレイヴ（2019年 - 2020年、イザーズ）
- 銀魂 〜モンスターストライク編〜（2019年、沖田総悟）

2020年代
- ハレルヤ -運命の選択-（2020年、マシンスピード先輩）
- 銀魂 THE SEMI-FINAL（2021年、沖田総悟）
- ブライト：サムライソウル（2021年、大久保）
- 「犬光ランド」アニメーション企画『ペンペとピンピ』（2022年、ピンピ）
- Fate/Grand Order 藤丸立香はわからない（2023年、俵藤太）
- T・Pぼん（2024年、未来のタイムパトロール隊員）
- 終末のワルキューレIII（2025年、アポロン）

### ゲーム
1998年
- ファイアーウーマン纏組（式岐宗久）

1999年
- ガレリアンズ（レインハート）
- Spiritual Soul（ジュノー）
- 戦国美少女絵巻 空を斬る!! 〜春風の章〜（アド）
- デジモンワールド（少年）
- Little Lovers SHE SO GAME（一条正紀）

2000年
- スキャンダル（澤木蓮）
- トラック狂走曲（不知火隼人）
- ヘキサムーン・ガーディアンズ（轟堂大地）
- MARVEL VS. CAPCOM 2 NEW AGE OF HEROES（アミンゴ）
- photogenic（木庭駿介）

2001年
- EVE The Fatal Attraction（美村貴史）
- 風のクロノア2（ゴーストパレス執事）
- シェンムーII（胡士全）
- 新世紀エヴァンゲリオン 綾波育成計画（三尉〈プレイヤーキャラクター〉）

2002年
- 兎-野性の闘牌-（武田俊）
- X -エックス- 運命の選択（司狼神威）
- 神無ノ鳥（イカル）
- ギガンティック ドライブ（月岡直人）
- キャプテン翼 黄金世代の挑戦（若林源三）
- サーヴィランス 監視者（榊悠輔）
- ZOIDS VS.（ゼル・ユピート）
- デュアルハーツ（マクトゥーブ）
- 星のまほろば（宇津木火足）
- 放課後の怪談 彼らの棲む場所（浅野恵太）

2003年
- アークザラッド 精霊の黄昏（ダーク）
- ANUBIS ZONE OF THE ENDERS（レオ・ステンバック）
- OVER THE MONOCHROME RAINBOW featuring SHOGO HAMADA（主人公）
- 学園ヘヴン BOY'S LOVE SCRAMBLE!（滝俊介）
- サモンナイト3（イスラ）
- 十二国記 -紅蓮の標 黄塵の路-（楽俊）
- FINAL FANTASY X-2（ギップル）
- ワイルドアームズ アルターコード:エフ（ロディ・ラグナイト）
- 星海宝烈伝（柏木・舜）

2004年
- アークザラッドジェネレーション（ダーク）
- エトワールの方程式（五嶋智也）
- 学園ヘヴン BOY'S LOVE SCRAMBLE! Type B（滝俊介）
- 機動戦士ガンダムSEED DESTINY（シン・アスカ）
- 十二国記 -赫々たる王道 紅緑の羽化-（楽俊）
- スーパーロボット大戦MX（スバル）
- デジモンバトルクロニクル（ダスクモン）

2005年
- いちご100% ストロベリーダイアリー（真中淳平）
- 学園ヘヴン おかわりっ! BOY'S LOVE ATTACK（滝俊介）
- 機動戦士ガンダムSEED DESTINY GENERATION of C.E.（シン・アスカ）
- 機動戦士ガンダムSEED 連合vs.Z.A.F.T.（シン・アスカ）
- キングダム ハーツII（デミックス）
- テイルズ オブ レジェンディア（セネル・クーリッジ）
- 魔法先生ネギま! 1時間目 お子ちゃま先生は魔法使い!（ナギ・スプリングフィールド）
- 水の旋律（新野憲吾）
- LIVE×EVIL 灼熱のエデマ（セイジュ・ウライ）

2006年
- SDガンダム GGENERATION（2006年 - 2025年、シン・アスカ） - 7作品
- Lしたいね!（明石望）
- カオスウォーズ（ゼオンシルト）
- 機動戦士ガンダムSEED DESTINY 連合vs.Z.A.F.T.II（シン・アスカ）
- 機動戦士ガンダムSEED DESTINY 連合vs.Z.A.F.T.II PLUS（シン・アスカ）
- 銀魂でぃ〜えす・万事屋大騒動!（沖田総悟）
- 銀魂 銀時vs土方!? かぶき町銀玉大争奪戦!!（沖田総悟）
- ゼーガペイン XOR（ソー・バーヴィンスキー）
- そしてこの宇宙にきらめく君の詩（アッシュ）
- テイルズ オブ ザ ワールド レディアント マイソロジー（セネル）
- 転生學園月光録（結崎亮）
- ときめきメモリアル Girl's Side 2nd Kiss（針谷幸之進）
- 花帰葬（十季）※PSP版
- フルハウスキス2（東條葵）
- 水の旋律2 〜緋の記憶〜（新野憲吾）
- 蜜×蜜ドロップス LOVE×LOVE HONEY LIFE（煉夏可威）
- Love☆Drops（ロイ）

2007年
- 桜蘭高校ホスト部（常陸院光）
- 銀魂 銀さんと一緒! ボクのかぶき町日記（沖田総悟）
- 銀魂 万事屋ちゅ〜ぶ ツッコマブル動画（沖田総悟）
- 銀魂 銀玉くえすと 銀さんが転職したり世界を救ったり（沖田総悟）
- CRISIS CORE -FINAL FANTASY VII-（ザックス・フェア）
- キングダム ハーツII ファイナル ミックス（デミックス）
- グローランサーVI precarious world（ゼオンシルト）
- 獣神演武DS（岱燈獅麗）
- 少年陰陽師 翼よいま天（そら）へ還れ（朱雀）
- スーパーロボット大戦Scramble Commander the 2nd（シン・アスカ、工藤シン）
- セイント・ビースト 〜螺旋の章〜（風牙のマヤ）
- そしてこの宇宙にきらめく君の詩XXX（アッシュ）
- D.Gray-man 神ノ使徒達（ラビ）
- ときめきメモリアル Girl's Side 2nd Kiss タイピング（針谷幸之進）
- とらぶるふぉうちゅんCOMPANY☆はぴCURE（高瀬律）
- フルハウスキス2 〜恋愛迷宮〜（東條葵）
- LIVE×EVIL 熱砂のプロメテウス（セイジュ・ウライ）
- LIVE×EVIL OFFICIAL DATA FILE（セイジュ・ウライ）
- らぶ☆どろ 〜Love Drops〜（ロイ）

2008年
- カヌチ 白き翼の章（ハヤノ・セミサイ）
- 仮面ライダーバトル ガンバライド（リュウタロス / 仮面ライダー電王 ガンフォーム）
- ガンダム無双2（シン・アスカ）
- 機動戦士ガンダム ガンダムVS.ガンダム（シン・アスカ）
- クリムゾン・エンパイア〜Circumstance to serve a noble〜（エドワルド＝ウィンフリー）
- 幻想水滸伝ティアクライス（アスアド）
- スーパーロボット大戦Z（シン・アスカ、紅エイジ）
- D.Gray-man 奏者ノ資格（ラビ）
- ときめきメモリアル Girl's Side 2nd Season（針谷幸之進）
- 花宵ロマネスク 愛と哀しみ－それは君のためのアリア（宝生菫）
- MEDICAL 91（石神皇）
- ユア・メモリーズオフ〜Girl's Style〜（2008年 - 2009年、羽根秀巳） - 2作品

2009年
- R-TYPE TACTICS II -Operation BITTER CHOCOLATE-（クロード・ラウ）
- 悪魔城ドラキュラ ジャッジメント（シモン・ベルモンド）
- Another Time Another Leaf 鏡の中の探偵（水品昂）
- 桜蘭高校ホスト部 DS（常陸院光）
- 仮面ライダー クライマックスヒーローズ（2009年 - 2012年、仮面ライダー電王 ガンフォーム） - 5作品
- 恋する私の王子様 -KISS TO MY PRINCE-（千石拓海）
- 機動戦士ガンダム ガンダムVS.ガンダムNEXT（シン・アスカ）
- 機動戦士ガンダム ガンダムVS.ガンダムNEXT PLUS（シン・アスカ）
- キングダム ハーツ 358/2 Days（デミックス）
- クリムゾン・ロワイヤル〜Circumstance to serve a noble〜（エドワルド＝ウィンフリー）
- Starry☆Sky 〜in Winter〜（天羽翼）
- テイルズ オブ ザ ワールド レディアント マイソロジー2（セネル・クーリッジ）
- テイルズ オブ バーサス（セネル・クーリッジ）
- Bloody Call（渉）
- マクロスアルティメットフロンティア（工藤シン）
- 妄想彼氏学園（相馬一希）
- ワンド オブ フォーチュン（アルバロ・ガレイ）

2010年
- Another Century's Episode:R（シン・アスカ、工藤シン）
- 維新恋華 龍馬外伝（高杉晋作）
- うたの☆プリンスさまっ♪（聖川真斗）
- うたの☆プリンスさまっ♪ -Amazing Aria-（聖川真斗）
- うみねこのなく頃に 〜真実と幻想の夜想曲〜（右代宮譲治）
- ELSWORD（エルス）
- ガンダム無双3（シン・アスカ）
- 機動戦士ガンダム エクストリームバーサス（2010年 - 2016年、シン・アスカ） - 5作品
- キングダム ハーツ バース バイ スリープ（ザックス）
- 恋する私の剣士様（斎藤一）
- 修学旅行ナイショの恋（奥宮完治）
- 戦国 華咲く恋の陣（真田幸村）
- ナイプリ! 月下のナイト&プリンセス（美剣純）
- 幕末恋愛革命（坂本龍馬）
- Happy☆Magic! 〜ハピ☆マジ!〜（新島雅黒）
- 原宿探偵学園 スチールウッド（松山悠）
- B's-LOG パーティー♪（宝生菫）
- プロジェクトケルベルス（時任将路）
- 僕は君と恋に落ちる（辻潤也）
- 大和彼氏（芦屋縁）
- ラブ彼〜恋愛偏差値上昇中!〜（結城千春）
- ワンド オブ フォーチュン ポータブル（アルバロ・ガレイ）
- ワンド オブ フォーチュン 〜未来へのプロローグ〜（アルバロ・ガレイ）
- ワンド オブ フォーチュン 〜未来へのプロローグ〜 ポータブル（アルバロ・ガレイ）

2011年
- AIKA ONLINE（スナイパー）
- Another Century's Episode Portable（シン・アスカ）
- うたの☆プリンスさまっ♪ Repeat（聖川真斗）
- うたの☆プリンスさまっ♪ MUSIC（聖川真斗）
- うみねこのなく頃にPortable I（右代宮譲治）
- うみねこのなく頃にPortable II（右代宮譲治）
- うみねこのなく頃に散 〜真実と幻想の夜想曲〜（右代宮譲治）
- 黄金夢想曲X（右代宮譲治）
- オール仮面ライダー ライダージェネレーション（仮面ライダー電王 ガンフォーム）
- ガンダムメモリーズ 〜戦いの記憶〜（シン・アスカ）
- グラナド・エスパダ（リオネル）
- 恋と仕事と君のプロデュース（雨宮凌）
- Starry☆Sky 〜in Winter〜 ポータブル（天羽翼）
- 第2次スーパーロボット大戦Z 破界篇 / 再世篇（2011年 - 2012年、シン・アスカ、紅エイジ） - 2作品
- テイルズ オブ ザ ワールド レディアント マイソロジー3（セネル・クーリッジ）
- TOKYOヤマノテBOYS HONEY MILK（二之宮悠斗）
- TOKYOヤマノテBOYS SUPER MINT（二之宮悠斗）
- TOKYOヤマノテBOYS DARK CHERRY（二之宮悠斗）
- ノーラと刻の工房 霧の森の魔女（ルッツ・アレニウス）
- 華鬼 〜恋い初める刻 永久の印〜（堀川響）
- 遙かなる時空の中で5（坂本龍馬）
- ファイナルファンタジー 零式（ジャック）
- ファントムブレイカー（蓮）
- FRONTIER GATE（エミリオ）
- 文明開華葵座異聞録（寿鬼格）
- マクロストライアングルフロンティア（工藤シン）
- 恋愛×伝奇 転生学園（結崎亮）
- ワンド オブ フォーチュン2 〜時空に沈む黙示録〜（アルバロ・ガレイ）

2012年
- アクセル・ワールド -Stage1:銀翼の覚醒-（アッシュ・ローラー）
- unENDing Bloody Call（渉）
- うたの☆プリンスさまっ♪ Debut（聖川真斗）
- 機動戦士ガンダム オンライン（男性パイロット1）
- 機動戦士ガンダムSEED BATTLE DESTINY（シン・アスカ）
- 黒子のバスケ キセキの試合（紫原敦）
- クロヒョウ2 龍が如く 阿修羅編（坂本信司）
- 十三支演義 〜偃月三国伝〜（趙雲）
- Starry☆Sky 〜After Winter〜（天羽翼）
- ソールトリガー（クロト）
- テイルズ オブ ザ ヒーローズ ツインブレイヴ（セネル・クーリッジ）
- TOKYOヤマノテBOYS SWEET JELLY BEANS（二之宮悠斗）
- TOKYOヤマノテBOYS BLACK VANILLA（二之宮悠斗）
- TOKYOヤマノテBOYS Portable HONEY MILK（二之宮悠斗）
- 那由多の軌跡（シグナ・アルハゼン）
- 24時の鐘とシンデレラ〜Halloween Wedding〜（ルイス＝リード）
- バクダン★ハンダン（士道昴流）
- 幕末志士の恋愛事情 iOS版（中岡慎太郎）
- 華鬼 〜夢のつづき〜（堀川響）
- 遙かなる時空の中で5 風花記（坂本龍馬）
- BROTHERS CONFLICT PASSION PINK（朝日奈椿）
- 文明開華 葵座異聞録 再演（寿鬼格）
- 真剣で私に恋しなさい!!R（師岡卓也）
- 嫁コレ（坂本龍馬、刻）
- ロリポップチェーンソー（ニック）
- ワンド オブ フォーチュン2 FD 〜君に捧げるエピローグ〜（アルバロ・ガレイ）

2013年
- Unlight（アイザック）
- イクシオン サーガ（ヒーローF〈男性〉）
- いっしょにごはん。PORTABLE（海野力）
- うたの☆プリンスさまっ♪ All Star（聖川真斗）
- うたの☆プリンスさまっ♪ MUSIC 2（聖川真斗）
- 裏語 薄桜鬼（岡田以蔵）
- XBLAZE CODE:EMBRYO（リッパー）
- O*G*A 鬼ごっこロワイアル ハンターは孤島で恋をする（桜ヶ樹歩）
- ガイストクラッシャー（サイファ）
- 仮面ライダーバトル ガンバライジング（2013年 - 2019年、リュウタロス / 仮面ライダー電王）
- 仮面ライダー バトライド・ウォー（リュウタロス / 仮面ライダー電王）
- キングダム ハーツ HD 1.5 リミックス（デミックス）
- 銀魂のすごろく（沖田総悟）
- 神撃のバハムート（2013年 - 2020年、レオネル、サンダルフォン）
- スーパーロボット大戦Operation Extend（シン・アスカ）
- スーパーロボット大戦UX（シン・アスカ）
- 地球防衛軍4（レンジャー、エアレイダー、フェンサー）
- NARUTO -ナルト- 疾風伝 ナルティメットストーム3（ウタカタ）
- はつカレッ☆恋愛デビュー宣言!（名執瞬一郎）
- 花咲くまにまに（谷和助）
- HEROES' VS（仮面ライダー電王 ガンフォーム）
- ファントムブレイカー: エクストラ（帯刀蓮）
- BROTHERS CONFLICT BRILLIANT BLUE（朝日奈椿）
- ペルソナ4 ジ・アルティマックス ウルトラスープレックスホールド（皆月翔 / ミナヅキ・ショウ）
- ボーイフレンド（仮）（桃越ハル）
- マクロス30 銀河を繋ぐ歌声（工藤シン）
- マブラヴ オルタネイティヴ トータル・イクリプス（指導者）

2014年
- あかやあかしやあやかしの（嵐昼）
- 裏語 薄桜鬼 〜暁の調べ〜（岡田以蔵）
- 仮面ライダー サモンライド!（リュウタロス / 仮面ライダー電王）
- 仮面ライダー バトライド・ウォーII（リュウタロス / 仮面ライダー電王）
- キングダム ハーツ HD 2.5 リミックス（デミックス、ザックス）
- 黒子のバスケ 勝利へのキセキ（紫原敦）
- 里見八犬伝 八珠之記（犬川荘助）
- 里見八犬伝 浜路姫之記（犬川荘助）
- 三国志英歌（曹操）
- 十三支演義 〜偃月三国伝2〜（趙雲）
- 神話帝国ソウルサークル
- SHORT PEACE 月極蘭子のいちばん長い日（紅廉、他全ての男性キャラクター）
- スーパーヒーロージェネレーション（リュウタロス / 仮面ライダー電王、ガラガランダ）
- スカイ・ロア（ファントム）
- 第3次スーパーロボット大戦Z 時獄篇 / 天獄篇（2014年 - 2015年、シン・アスカ、カイエン・スズシロ） - 2作品
- テイルズ オブ ザ ワールド レーヴ ユナイティア（セネル・クーリッジ）
- NARUTO -ナルト- 疾風伝 ナルティメットストームレボリューション（ウタカタ）
- BinaryStar（カノウ・チカイ）
- 放課後colorful＊step 〜ぶんかぶ!〜（春夏冬空知）

2015年
- うたの☆プリンスさまっ♪ All Star After Secret（聖川真斗）
- XBLAZE LOST:MEMORIES（リッパー、キリ）
- ECHO OF SOUL（ローグ）
- 終わりのセラフ 運命の始まり（クローリー・ユースフォード）
- 黒子のバスケ 未来へのキズナ（紫原敦）
- ザクセスヘブン（會火蒼馬、イプシロン）
- 里見八犬伝 村雨丸之記（犬川荘助）
- シュヴァルツェスマーケン 紅血の紋章（テオドール・エーベルバッハ）
- 戦国修羅SOUL（木下藤吉郎）
- 地球防衛軍4.1 THE SHADOW OF NEW DESPAIR（レンジャー、エアレイダー、フェンサー）
- パズル戦隊デナレンジャー（不屈忍 / デナレッド）
- パズルワンダーランド（アルベルト）
- 遙かなる時空の中で6（ダリウス）
- BELIEVER!（ルイード）
- ファイナルファンタジー 零式 HD（ジャック）
- Fate/Grand Order（俵藤太、ソロモン）
- ポケモントレッタ（ダイゴ）
- 夢王国と眠れる100人の王子様（アヴィ、言祝）
- ROOT∞REXX（黒瀬環）
- ロストヒーローズ BONUS EDITION / 2（リュウタロス / 仮面ライダー電王） - 2作品

2016年
- うたの☆プリンスさまっ♪ MUSIC 3（聖川真斗）
- おそ松さんのへそくりウォーズ 〜ニートの攻防〜（イヤミ）
- 仮面ライダー バトライド・ウォー創生（リュウタロス / 仮面ライダー電王）
- サモンナイト6 失われた境界たち（イスラ）
- Shadowverse（エルフの王子・レオネル、レヴィオンヴァンガード・ジェノ、オウルガーディアン）
- 白猫プロジェクト（ブラッド）
- スーパーロボット大戦X-Ω（シン・アスカ）
- デジモンワールド -next 0rder-（マメオ）
- NARUTO -ナルト- 疾風伝 ナルティメットストーム4（ウタカタ）
- ニル・アドミラリの天秤 帝都幻惑綺譚（汀紫鶴）
- 遙かなる時空の中で6 幻燈ロンド（ダリウス）
- ファンタシースターオンライン2（亜贄萩斗 / ハギト・フェムト）
- マクロスΔスクランブル（工藤シン）
- シュヴァルツェスマーケン 殉教者たち（テオドール・エーベルバッハ）
- シドマイヤーズ シヴィライゼーション VI（ナレーター）
- 夢色キャスト（藍沢湧太郎）

2017年
- ニューダンガンロンパV3 みんなのコロシアイ新学期（真宮寺是清）
- 蒼き革命のヴァルキュリア（マクシム）
- 陰陽師（白無常）
- スーパーロボット大戦V（シン・アスカ、島大介）
- グランブルーファンタジー（2017年 - 2024年、サンダルフォン、ジェノ、沖田総悟） - 3作品
- アクセル・ワールド VS ソードアート・オンライン 千年の黄昏（アッシュ・ローラー）
- ファタモルガーナの館 -COLLECTED EDITION-（ユキマサ）
- 無双☆スターズ（ダリウス）
- キャプテン翼 〜たたかえドリームチーム〜（サリナス）
- おそ松さん THE GAME はちゃめちゃ就職アドバイス -デッド オア ワーク-（イヤミ）
- うたの☆プリンスさまっ♪ Shining Live（聖川真斗）
- ニル・アドミラリの天秤 クロユリ炎陽譚（汀紫鶴）
- ハイリゲンシュタットの歌（クラヴィア）
- レイヤードストーリーズ ゼロ（霧鳴彩十、ジェイコブ、ルーキフェル）
- 仮面ライダー クライマックスファイターズ（リュウタロス / 仮面ライダー電王）
- テイルズ オブ ザ レイズ（2017年 - 2020年、セネル・クーリッジ、沖田総悟）

2018年
- 銀魂乱舞（沖田総悟）
- ファイアーエムブレム ヒーローズ（2018年 - 2025年、リーフ、キュアン）
- ペルソナ3 ダンシング・ムーンナイト（皆月翔）
- ペルソナ5 ダンシング・スターナイト（皆月翔）
- ワイルドアームズ ミリオンメモリーズ（ロディ・ラグナイト）
- THE KING OF FIGHTERS ALLSTAR（沖田総悟）
- キャプテン翼ZERO 〜決めろ！ミラクルシュート〜（若林源三）
- 機動戦士ガンダム エクストリームバーサス2（2018年 - 2025年、シン・アスカ、キジマ・ウィルフリッド） - 4作品
- 仮面ライダー クライマックススクランブル ジオウ（リュウタロス / 仮面ライダー電王）
- CharadeManiacs（萬城トモセ）
- 真紅の焔 真田忍法帳（筧十蔵）
- レゴ インクレディブル・ファミリー（トニー・ライディンジャー）
- 夢間集（飛燕）

2019年
- キングダム ハーツIII（デミックス）
- 妖怪ウォッチ ぷにぷに（西蔭政也）
- ラストクラウディア（カイル）
- 快感♥フレーズ CLIMAX -NEXT GENERATION-（桐生敦郎）
- 私立ベルばら学園 〜ベルサイユのばらRe*imagination〜（安藤礼二）
- ドラゴンクエストライバルズ（邪神官ハーゴン、破壊神シドー）
- アイドリッシュセブン（ベルナルド・ケンネス）
- 東方キャノンボール（森近霖之助）
- ワールドフリッパー（レシタール）

2020年
- 共闘ことばRPG コトダマン（2020年 - 2022年、沖田総悟、伊黒小芭内、武久火縄）
- ファイナルファンタジーVII リメイク（ザックス・フェア）
- 遙かなる時空の中で7（天野五月）
- FAIRY TAIL（ローグ・チェーニ）
- キャプテン翼 RISE OF NEW CHAMPIONS（若林源三）
- クイズRPG 魔法使いと黒猫のウィズ（ルダン・カカルガ、沖田総悟）
- エリオスライジングヒーローズ（ディノ・アルバーニ）
- HoneyWorks Premium Live（芹沢春輝）

2021年
- ぷよぷよ!!クエスト（沖田総悟）
- うみねこのなく頃に咲 〜猫箱と夢想の交響曲〜（右代宮譲治）
- ラクガキ キングダム（シノ・メーア）
- BLAZBLUE ALTERNATIVE DARKWAR（リッパー）
- BALAN WONDERWORLD（バラン）
- MARS RED 〜彼ハ誰時ノ詩〜（スワ）
- 鬼滅の刃 ヒノカミ血風譚（伊黒小芭内）
- スーパーロボット大戦30（アンチ / グリッドナイト）
- 千銃士: Rhodoknight（八九）

2022年
- 乙女ゲームの破滅フラグしかない悪役令嬢に転生してしまった… 〜波乱を呼ぶ海賊〜（ロジー・リンド）
- 夢職人と忘れじの黒い妖精（ランヌ）
- 風のクロノア 1&2アンコール（ゴーストパレス執事）
- SDガンダム バトルアライアンス（シン・アスカ）
- ノーモア★ヒーローズ3（ビショップ・シダックス）
- クライシス コア -ファイナルファンタジーVII- リユニオン（ザックス・フェア）

2023年
- ファイアーエムブレム エンゲージ（リーフ）
- 仮面ライダーバトル ガンバレジェンズ（リュウタロス / 仮面ライダー電王）
- ワンド・オブ・フォーチュンR2 FD 〜君に捧げるエピローグ〜（アルバロ・ガレイ）
- スーパーロボット大戦DD（2023年 - 2025年、アンチ、シン・アスカ、ブレイバーン）
- 信長の野望 出陣（明智光秀）
- 機動戦士ガンダム アーセナルベース（2023年 - 2024年、シン・アスカ）

2024年
- モンスターストライク（シン・アスカ、武久火縄）
- ファイナルファンタジーVII リバース（ザックス・フェア）
- マクロス -Shooting Insight-（工藤シン）
- REYNATIS/レナティス（國府八雲）
- 銀河英雄伝説 Die Neue Saga（ヤン・ウェンリー）
- ドラゴンクエストIII そして伝説へ…（HD-2D版）

2025年
- パズル&ドラゴンズ（シン・アスカ）
- 鬼滅の刃 ヒノカミ血風譚2（伊黒小芭内）
- スーパーロボット大戦Y（シン・アスカ、グリットナイト / カイゼルグリットナイト）

### ドラマCD
- Aiデス・ガン（アルキオン）
- 愛を歌うより俺に溺れろ! 〜恋敵宣言!!愛と欲望の文化祭〜（榊新之助）
- 青春鉄道（東武東上線）
- 「あかやあかしやあやかしの」アンソロジードラマCD1・3（嵐昼）
- あつまれ! 学園天国（高屋蒼）
- あまつきシリーズ（銀朱）
- アラバーナの海賊たち 幕開けは嵐とともに（アブウ）
- アンジェリーク外伝4 虹の記憶（イシュト）
- いちご100%（真中淳平）
- いっしょにごはん。 シリーズ（海野力）
  - いっしょにごはん。 3・5
  - いっしょにごはん。あらかると 米田 光
  - いっしょにごはん。あらかると 伴場 軍司
  - いっしょにごはん。あらかると 多摩 卵丸
  - いっしょにごはん。あらかると 海野 力
- イルゲネス -The Genetic Sodom ILEGENES-（レイ・レアティーズ）
- うたの☆プリンスさまっ♪シリーズ（聖川真斗）
  - うたの☆プリンスさまっ♪ ドラマCD vol.1[320]
  - キャラクタードラマCD 音也&トキヤ[321]
  - キャラクタードラマCD 真斗&レン[322]
  - キャラクタードラマCD 那月&翔[323]
  - うたの☆プリンスさまっ♪ AAディスク[324]
  - うたの☆プリンスさまっ♪ デュエットドラマCD 真斗&レン[325]
  - うたの☆プリンスさまっ♪ Debut ユニットドラマCD 蘭丸&真斗&レン[326]
  - うたの☆プリンスさまっ♪ シャッフルユニットCD 藍&真斗&翔[327]
  - うたの☆プリンスさまっ♪ 劇団シャイニング 天下無敵の忍び道[328]
  - うたの☆プリンスさまっ♪ シアターシャイニング BLOODY SHADOWS[329]
  - うたの☆プリンスさまっ♪ Shining Masterpiece Show Lost Alice[330]
  - うたの☆プリンスさまっ♪ Shining Masterpiece Show トロワ－剣と絆の物語－[331]
  - うたの☆プリンスさまっ♪ Shining Masterpiece Show リコリスの森[332]
  - うたの☆プリンスさまっ♪ Dramatic Masterpiece Show NEVER AGAIN NEVERLAND
- うみねこのなく頃に（右代宮譲治）
- 裏語 薄桜鬼 〜暁の調べ〜 ドラマCD 立待月騒動（岡田以蔵）
- ABC殺人事件（ドナルド・フレイザー）
- 英国妖異譚シリーズ（ユウリ・フォーダム）
  - 英国妖異譚
  - 英国妖異譚2 嘆きの肖像画
  - 英国妖異譚3 囚われの一角獣
  - 英国妖異譚4 終わりなきドルイドの誓約
- 英雄になりたい！（ラインハルト）
- EX!（大和一哉）
- ETERNAL GUARDIAN〜聖戦士伝説〜 第一部第一章『テンペスト』（デイビー）
- 王立王子学園 Vol.7 - 9（神崎薫）
- 王立王子学園〜re:fairy-tale〜 vol.1 - 3（神崎春）
- 王子様（笑）シリーズ（「シンデレラ」の王子様）
  - 王子様（笑）シリーズ ドラマCD 第1巻
  - 王子様（笑）シリーズ ドラマCD 〜王子様はカエル〜
  - 王子様（笑）シリーズ バラエティドラマCD 1st Vacation
  - 王子様（笑）シリーズ ドラマCD 〜王子様と人魚の恋〜
  - 王子様（笑）シリーズ ドラマCD if 〜王子様（笑）学園〜
  - 王子様（笑）シリーズ デートCD 第1巻
  - 王子様（笑）シリーズ ドラマCD if 〜王子様（笑）学園2学期〜
  - 王子様（笑）シリーズ バラエティドラマCD 4th Legend
  - 王子様（笑）シリーズ ドラマCD 最終章 第2巻
- 桜蘭高校ホスト部（常陸院馨、(アニメ化以降)常陸院光）
- O*G*A 鬼ごっこロワイアル ドラマCD STEP.1 - 3（桜ヶ樹歩）
- お狐様の言うとおりッ! ドラマCD 第1巻（シデン）
- お兄ちゃんと一緒（宮下剛）
- 乙女ゲームの破滅フラグしかない悪役令嬢に転生してしまった… 〜波乱を呼ぶ海賊〜（ロジー・リンド）※限定版特典ドラマCD
- 親指からロマンス（森泉陽介）
- 俺たちのステップ（浪速太郎）
- 御界/ON-KAI（春野圭太）
- 音恐怪話「BEYOND」（結城章吾）
- 革命の日（中河大誠）
- 快感♥フレーズ〜リインカーネーション（桐生敦郎）
- かつて魔法少女と悪は敵対していた。（フォーマルハウト）
- 仮面ライダー剣 -切り札の行方-（青年）
- KiKKa MYSTERY side シリーズ（有栖川有栖）
  - 46番目の密室
  - スイス時計の謎
  - 屋根裏の散歩者
  - 絶叫城殺人事件
  - 長い廊下がある家
  - 猿の左手
  - 残酷な揺り籠
- 機動戦士ガンダムSEED featuring SUIT CD vol.6（シン・アスカ）
- 君と僕。（塚原要）
- キューカンバー×サンドイッチ（篠宮夏彦）
- 〜鏡花あやかし秘帖〜 夜叉の恋路（香月真澄）
- 霧 - the route of infection KANARIA.（ロックウェル）
  - Are you Alice? VS 霧 「金のカナリア 銀のアリス」（ロックウェル）
- 金曜紳士倶楽部（金森拓海）
- くだみみの猫（切神新月[333]）※コミックス第3巻ドラマCD付きアニメイト限定版
- クリムゾン・エンパイア（エドワルド＝ウィンフリー）※「クリムゾン・エンパイア-公式ファンブック-」「クリムゾン・エンパイア-公式サイドブック-」付録
- グローランサーシリーズ（ゼオンシルト）
  - グローランサーV
  - グローランサーVI
- 黒子のバスケ シリーズ（紫原敦）
  - TVアニメ 黒子のバスケ DRAMA THEATER 2nd GAMES それがボクたちのバスケです
  - TVアニメ 黒子のバスケ DRAMA THEATER 3rd GAMES すれ違っているかもしれません
- 血液型男子。 キャラクタードラマCD セカンドシーズン A型（栄木春希〈A型〉）
- GATE シリーズ（南山茂）
  - GATE 1【契約】
  - GATE 2【始動】
- 原獣文書 2（張春生）
- 幻想水滸伝シリーズ（ティル・マクドール）
  - 幻想水滸伝 Vol.1・2
  - 幻想水滸伝II
- こいこい シリーズ（睦月）
  - こいこい 一ノ巻
  - こいこい 第二幕 現鑑〜いまかがみ〜 一ノ巻
- 恋してキャバ嬢 デートCD Vol.2（真山要）
- 恋するレッスン シリーズ（桜沢光世）
  - 桜沢光世のキラキラレッスン
  - 梨本史哉のプラチナレッスン
- TVアニメ『恋と選挙とチョコレート』オリジナルドラマCD「消えた大島棒を探せ!?」（毛利夜雲）
- 胡鶴捕物帳 第弐巻（萬嘉膠亀）
- コンビニカレシ（本田塔羽）
- PSYCHO-PASS サイコパス/ゼロ 名前のない怪物 上・下巻（藤間幸三郎[334]）
- されど月に手は届かず 魍魎の都（平季武）
- 時空警察ハイペリオン外伝 幕末異聞伝（高杉晋作）
- 地獄堂霊界通信（早乙女先生）※コミックス第6巻特装版付属
- 42ネ申 No.04 Musette & Luca〜Three of a Kind ゲームをしようよ〜（ミュゼット）
- Shuffle 時を紡ぐ勇者たち vol.5 -戦国智略絵巻編-（竹中半兵衛）
- 修学旅行ナイショの恋（奥宮完治）
- 十五少年漂流記〜二年間の夏休み〜（ブリアン）
- 十三支演義 〜偃月三国伝〜 シリーズ（趙雲）
  - 十三支演義 〜偃月三国伝〜 ドラマCD 演技余聞
  - 十三支演義 〜偃月三国伝〜 ドラマCD The Sweetheart of Three Kingdom 〜深夜城の宴〜
  - 十三支演義 〜偃月三国伝〜 ドラマCD 恋歌繚乱[335]
  - 十三支演義 〜偃月三国伝〜 ドラマCD 洛陽猫攻防戦
  - 十三支演義 偃月三国伝2 ドラマCD 第1弾「猫族名菓祭」
  - 十三支演義 偃月三国伝2 シチュエーションドラマCD 第一弾 桃園恋綴り 張飛・趙雲編 〜看病の巻〜
- 十二国記 夢三章（楽俊）
- 10年初恋 シリーズ（生野諒太）
  - 10年初恋 〜生野諒太
  - 10年初恋 星空のクリスマスキャロル
  - 10年初恋 〜砂原陽也
  - 10年初恋 春にして想うこと
  - 10年初恋 after the marriage 生野諒太
- 少女ファイト（式島未散）※コミックス第5巻特装版付属
- 少年陰陽師シリーズ（朱雀）
  - 少年陰陽師 風音編 ドラマCD 第一巻「禍つ鎖を解き放て」
  - 少年陰陽師 風音編 ドラマCD 第三巻「黄泉に誘う風を追え」
  - 少年陰陽師 風音編 ドラマCD 第四巻「焔の刃を研ぎ澄ませ」
  - 少年陰陽師 天狐編 ドラマCD 第三巻 「冥夜の帳を切り開け」
  - 少年陰陽師 サウンドトラック&ドラマCD 第一巻
- 私立クレアール学園 学園祭で華になれ!（功刀沢聖）
- 白アリッッ（アリス）
- 好きだよっ!（神田淳）
- 「スクラッチ!!」Disc1 - 3（エネルジコ）
- Starry☆Skyシリーズ（天羽翼）
  - プラネタリウムCD Starry☆Sky 〜in Winter〜
  - Starry☆Sky 〜in Winter〜 星的大掃除浪漫譚
  - Starry☆Sky 〜in bitter season〜
  - Starry☆Sky 〜13 constellation〜
  - Starry☆Sky Film Festival Vol.01 〜Tears of the Polestar〜
  - Starry☆Sky Film Festival Vol.03 〜Fragments of the Past〜
  - Starry☆Sky Film Festival Vol.04 〜Zodiac sign〜
  - Starry☆Sky 〜bitter graduation〜
- S・A（滝島彗）
- セイント・ビーストシリーズ（風牙のマヤ）
  - セイント・ビースト 全9巻
  - セイント・ビースト 悠久の章〜楽園喪失〜 全3巻
  - セイント・ビースト 恩讐の章〜聖獣封印〜 第1・3巻
  - セイント・ビースト SPECIAL BOX
  - セイント・ビースト エンジェルクロニクルズ 第2巻
  - セイント・ビースト アナザードラマCD 第1〜3巻
  - セイント・ビースト コメディドラマCD
  - ボーカル&ドラマアルバム「Saint Beast」
  - セイント・ビースト〜聖獣降臨編〜 ヴォーカル&ドラマ Legend of the BEAST
  - セイント・ビースト ドラマCD「Short Stories」〜天使たちの横顔〜
- 絶対彼氏。 フィギアなDARLING 1・2（天城ナイト）
- 瀬戸の花嫁（満潮永澄）
- 『戦国IXA』ドラマCD -絆-、其ノ弐（犬千代/前田利家）
- ZONE-00シリーズ（千両）
  - ZONE-00 劇-I section CHERRY
  - ZONE-00 劇-II section KNIGHT
  - ZONE-00 劇-III section ANGEL
- ZOMBIE-LOAN シリーズ（赤月知佳）
- ダブルキャスト ザ・ドラマCD（主人公）
- 月と闇の戦記（火田）
- D・N・ANGELシリーズ（佐賀）
- D.Gray-man（ラビ）
- テイルズ オブ シリーズ（セネル・クーリッジ）
  - テイルズ オブ レジェンディア オリジナルサウンドトラック
  - テイルズ オブ レジェンディア voice of character quest 1・2
- てけてけマイハート（吉田しげる）
- 転生學園月光録（結崎亮）
- Dollyholic case:01 Natan 罪と罰とミルクココア（ナタン）
- DOLLS（御子柴笑太）
- ドヴォルザークの休日（富武亮）
- 東京騎士王国（天河飛鳥）
- TOKYOヤマノテBOYS RED HOT ICE CREAM（二之宮悠斗）
- 刻の男組 第4弾 チビッコ☆一寸法師（一寸法師）
- ときめきメモリアル Girl's Side 2nd Kiss ドラマ&イメージソングアルバム Vol.2（針谷幸之進）
- ときめきメモリアル 旅立ちの詩 so long 〜館林見晴〜（俺）
- 特殊戦闘員育成機関 ヒーローアカデミーJ（本郷守）
- となりの怪物くん（吉田春）※コミックス7、9巻特装版付属CD
- とらぶるふぉうちゅんCOMPANY☆はぴCURE（高瀬律）
- ななぶん シリーズ（南太一）
  - ななぶん〜七崎高校文化祭実行委員会
  - ななぶん -Graduation- 七崎高校卒業式
- 虹色の王子様（ルドルフ・クラウゼヴィッツ）
- 忍たま乱太郎 ドラマCD 会計委員会の段（清八）
- 信長協奏曲（羽柴秀長）※『ゲッサン』2014年10月号付録
- バイトでウィザード（一条京介）
- ハカセがっ!!（ハカセ）
- 幕末志士の恋愛事情 シリーズ（中岡慎太郎）
  - 幕末志士の恋愛事情 ドラマCD 〜姫こう夜伽 ひかる君の手〜
  - 幕末志士の恋愛事情 ドラマCD あまつ乙女の争奪さわぎ 〜ほろ酔い祇園の夢一夜〜[336]
- 走れ!T校バスケット部（田所陽一）
- はじめての甲子園（雨四光桜）
- はちみつカフェ（月原音）
- 初恋モンスター（高橋譲二）※コミックス第5巻特装版付属
- 華鬼 〜恋い初める刻 永久の印〜 シリーズ（堀川響）
  - 華鬼 〜恋い初める刻 永久の印〜 ドラマCD 「神無のホストクラブ体験記」
  - 華鬼 〜恋い初める刻 永久の印〜 ドラマCD 「スノウガーデン」
- 花帰葬 prologue -黒い翼-（十季）
- 花ざかりの君たちへ（ヤマト）
- 花咲くまにまに シリーズ（谷和助）
  - 花咲くまにまに ドラマCD 〜School of Dreams〜
  - 花咲くまにまに 落花流水 其ノ壱 谷和助・藤重宝良 編
- 花と悪魔（クラウス）※花とゆめ 2008年18・19号全員サービス
- 花宵ロマネスクシリーズ（宝生菫）
- パフェちっく!（新保大也）
- Barico シリーズ（マコト〈誠〉・アキノ〈秋野〉）
  - Barico 珈琲円舞曲 -coffee waltz-
  - Barico 子猫狂詩曲 -kitten rhapsody-
  - Barico 銀色行進曲 -silver march-
  - Barico 珈琲と猫、それから…
  - Barico 名もなき交響曲 -no name symphony-
  - Barico 長靴と猫、それから…
  - Barico サヨナラ四重奏 -Good bye Quartet-
  - Barico 水曜日のチョコレート
  - Barico 水曜日のお砂糖とスパイス
  - Barico 日曜喫茶 What a beautiful Sunday! Perfect
  - mini Barico comics CD「Coffee & Love for all seasons」
- 遙かなる時空の中で5 夜明け前 壱（坂本龍馬）
- 遙かなる時空の中で6 黒キ万華鏡 〜其ノ一〜（ダリウス）
- バレスタサード 全5巻（遠藤晃）
- BUS GAMER（美柴鴇）
- ファタモルガーナの館II 〜あなたに寄り添う音の物語 慟哭の章〜（貿易商の男[337]）
- 封殺鬼（戸倉聖/酒呑童子）
- Fate/Grand Order（Dr.ロマン〈ロマニ・アーキマン〉）
  - First Take - 『TYPE-MOONエース Fate/Grand Order』付録[338]
  - The Blue Bird - 『コンプティーク』2016年4月号付録
  - 劇場版 Fate/Grand Order -神聖円卓領域キャメロット- 後編 Paladin; Agateram 豪華版パンフレット付属「Character Radio CD」
- 覆面系ノイズ（黒瀬歩） - 『花とゆめ』2014年7号付録
- ふしぎ工房症候群シリーズ
  - ふしぎ工房症候群 ドラマCD 第2弾「ひとりぼっちの誕生日」（彼）
  - ふしぎ工房症候群 ドラマCD 第3弾「女性恐怖症なおします」（僕）
- BROTHERS CONFLICT シリーズ（朝日奈椿）
  - BROTHERS CONFLICT 存在の不確かな神サマだから
  - BROTHERS CONFLICT 兄弟らのにちじょう
  - BROTHERS CONFLICT 13Bros.MTG
  - BROTHERS CONELICT MY 6 LOVERS
- Bloody Call ドラマCD・II 〜フライコール編〜（渉）
- Free!-Eternal Summer- ドラマCD 岩鳶・鮫柄水泳部 合同活動日誌 1.2（御子柴百太郎）
- プリンセスVer.1 ドキドキおふろ大作戦!?（武流）※ちゃお 2003年9月号付録
- フルーツバスケット（真鍋翔）
- 文豪シリーズ 文豪探偵団（江戸川乱歩）
- 文明開華 葵座異聞録 桜花爛漫〜酔いどれ浪漫紀〜（寿鬼格）
- ベルサイユのばらシリーズ（アンドレ・グランディエ）
  - ベルサイユのばら I・II
  - ベルサイユのばらFIN
  - ベルサイユのばら外伝〜黒衣の伯爵夫人〜
- VELVET UNDERWORLD シリーズ（クロ）
  - Drama Album VELVET UNDERWORLD Fragment story #0 “The Fool”
  - VELVET UNDERWORLD Drama Album Fragment story #1 “The Wheel of Fortune”
  - VELVET UNDERWORLD Drama Album Fragment story #2 “The Death”
- ペンギンゑにし 第一譚 迷子ゆうれい（西牧健人）
- ホーリートーカー（天草千歳）※コミックス第4巻限定版付属
- ぼくたちと駐在さんの700日戦争シリーズ（ママチャリ）
- 僕のショパン シリーズ（フレデリック・ショパン）
  - 僕のショパン 名曲集&ドラマCD #1 - 4
  - 僕のショパン 名曲集&ドラマCD #5 ※全巻購入特典
  - 僕のショパン 公式フォトブック付属CD
- ボーグル I・II（大神雅人）
- 舞姫恋風伝（陸昇貴）※初回限定特装版付属CD
- まおゆう魔王勇者 外伝 砂丘の国の弓使い（剣士）※アニメBD&DVD第5巻・第6巻特典オーディオドラマ
- 真剣で私に恋しなさい!!シリーズ（師岡卓也）
- マスケティア・ルージュ（ラスタード）
- 丸川くん家の猫たち シリーズ（ニシキ）
  - 丸川くん家の猫たち
  - 丸川くん家の猫たち 第二席 夏キネマ
  - 丸川くん家の猫たち 第三席 猫灯籠
  - 丸川くん家の猫たち 第四席 打ち上げ花火
  - 丸川くん家の猫たち 第五席 晩夏のメリークリスマス
- Mr.FULLSWING（鳥居剣菱）
- 水の旋律シリーズ（新野憲吾）
  - 水の旋律 花篝〜はなかがり〜
  - 水の旋律 〜夢想組曲〜
- 蜜×蜜ドロップス（煉夏可威）
- 名作文学（笑）ドラマCD「注文の多い第六天魔王」（秀吉）
- バラエティドラマCD 大和彼氏 恋の天下は俺が獲る! 〜近畿VS東北編〜（芦屋緑）
- 大和彼氏 SWEET DRAMA SELECTION CD（芦屋縁）※大和彼氏 THE COMPLETE BOX封入
- ユア・メモリーズオフ〜Girl's Style〜 ドラマCD Road of the Your 完全盤（羽根秀巳）
- 夢色ハッピーエンド【パレット】（七色勇斗）※オリジナルミニドラマCD付フィギュア
- 四龍島シリーズ「龍は微睡む」（弟分B）
- ラストゲーム（吉田先輩）※コミックス第8巻特装版付属
- Rust Blaster（セティエーム）
- Landreaall（DX・ルッカフォート）
- ラブ彼〜恋愛偏差値上昇中!〜 シリーズ（結城千春）
  - キャラクターソング&ドラマCD ラブ彼〜恋愛偏差値上昇中!〜恋のはじまり編
  - キャラクターソング&ドラマCD ラブ彼〜恋愛偏差値上昇中!〜永遠の誓い編
- レイスイーパー（ヘリオ）
- 六蓮国物語（臨宗成）※連動応募者全員サービスドラマCD
- WORKING!!（小鳥遊宗太）
- ワンド オブ フォーチュン シリーズ（アルバロ・ガレイ）
  - ワンド オブ フォーチュン ドラマCD 〜呪われた予告状〜
  - ワンド オブ フォーチュン ドラマCD 〜ちいさなまほうのものがたり〜
  - ワンド オブ フォーチュン ドラマCD 〜ルルのいない朝〜
  - ワンド オブ フォーチュン2 〜時空に沈む黙示録〜 ドラマCD「巡り会えた奇跡」
  - ワンド オブ フォーチュン2 〜時空に沈む黙示録〜 ドラマCD「歓迎!ミルス・クレア病院」（麻酔科医アルバロ[339]）
  - ワンド オブ フォーチュン2 FD 〜君に捧げるエピローグ〜 ドラマCD「7つの時空でパパといっしょ!」[340]
- ONE×3（紫兎翔）

### BLCD
- 愛かもしれない ―山田ユギバンブーセレクションCD2―（北原）
- 愛されすぎて孤独（大空千尋）
  - 愛し過ぎた至福（大空千尋）
- 赤の神紋シリーズ（来宮ワタル）
- アクマのひみつ♥（マウロ）
- 悪魔の論理学シリーズ（杵島大志）
- 兄貴上等（矢井豆流生）
- アフター5はKissの雨（川村）
- あふれそうなプール2（木津瞬）
- 甘い罪のカケラ（立花智雪）
- 彩おとこシリーズ（石川蘇芳）
- 嵐のあと（美山洸平）
- アンバサダーは夜に囁く（森郁夫）
- インテグラ（松秀麻績）
- 嘘つきはだれだ（小林市太）
- 美しき獣たち（夕飛）
- YEBISUセレブリティーズシリーズ（藤波はるか）
- ESCAPE 5（森下嵐）
- えんどうくんの観察日記（神崎）
- おい!田中くん十番勝負〜みんなケダモノ☆今宵私を狂わせて〜（田中建司、松岡アキラ）
- 王様な奴隷（田中）
- オオカミさんに気をつけて（高城一海）
- 鍵シリーズ（北実浩/矢野実浩）
- 学園ヘヴンシリーズ（滝俊介）
- 駆け引きのレシピ（高橋若菜）
- カジノ・リリィ（由利真輝）
- カフェラテ・ラプソディ（芹沢基）
- 仮面侯爵に囚われて（睦月）
- 彼氏シリーズ（槙田悠司）
- 可愛いひと（篠田ナツ）
- 神無ノ鳥（イカル）※神無ノ鳥オフィシャルファンブック付属
- 奇跡-Innocent Blue-（高槻唯人）
- きみだけのプリンスになりたい（柳瀬呉羽）
- きみには勝てない!（北條颯）
- キミは無糖（宮川公彦）
- 金曜紳士倶楽部（金森拓海）
- くされ縁の法則シリーズ（杉本哲史）
- くちびるの行方（笠原裕輔）
- クローゼットで奪いたい（山口夏希）
- 君主サマの恋は勝手!（藤緒隆也）
- 恋の話がしたい（真川直広）
- 最後のドアを閉めろ!シリーズ（永井篤）
- されど不敵なヤツら（仲原航）
- しあわせにできるシリーズ（各務保）
- GP学園情報処理部シリーズ（天ノ原凛）
- CIEL★Mix Special Drama CD ※CIEL (雑誌)2007年9月号・11月号連動全員サービス
  - 愛はどこだ（亮）
  - ソウル・キッス（原朔太郎）
  - 天気予報ノ恋人（天沢千歳）
  - デリシャス†プリンス（成宮優）
- 週末の部屋で（矢野実浩）
- 少年花嫁シリーズ（松浦忍）
- スペードのキングも僕のもの♥（柳瀬呉羽、朝比奈蓮）
- スリルがいっぱいシリーズ（不二丸直）
- 世界が終わるまできみと（速水有理）
- 世界のすべてが敵だとしても（門真千裕）
- セクシーボイスで囁いて（宝蓮華亮）
- Sexy Boy's（上原大輔）
- 絶対服従メディカルプレイ（篠田先生、桜井芳紀）
- その指だけが知っているシリーズ（藤井渉）
- 抱きしめても怒りませんか?（弘樹）
- タクミくんシリーズ そして春風にささやいて（葉山尚人）
- DOUBLE CALLシリーズ（国東洸一）
- チェリーボーイ作戦シリーズ（松岡アキラ）
- 月に狼（蓮）
- つよがり（夏田）
- デビジェル・クロニクル〜闇の封印、甘い傷跡〜（長江優斗）
- 電光石火BOYS（小笠原七央）
- 天使か悪魔か（佐々木輝一）
- TOKYOジャンク1（吉川トール）
- ドキドキレンアイ（桜田ちひろ）
- DRは龍に乗る（氷川諒一）
- 囚われの恋人（森敦志）
- 虜にさせるキスをしよう シリーズ（杉崎藤也）
  - そのくちびるで惑わせて
- 生意気（酒井一八）
- 生意気な遺伝子〜Long Version〜（生沢真琴）
- ニューヨーク・ニューヨーク（警官A）
- 願い叶えたまえ シリーズ（絹川祐介）
- ねかせないで（京吾）
- 熱砂の王（久我善也）
- 白衣の悪魔シリーズ（藤重水琴）
- 花色バージンソイル（浅月凪紗）
- 花嫁くん（宇野葵）
- HANON ハノン（月島涼）
- 薔薇の砂漠（東生海）
- 春を抱いていた5（由利真輝）
- BL裏話 Vol.3、4
- 緋色の邂逅（拓真）
- ひとり占めセオリー（立花）
- ヒ・ミ・ツの家庭教師（井上隆文）
- ピンクのショパンシリーズ（城山千歳）
- ブレックファースト・クラブI - III（三木彰）
- 放課後の悩めるカンケイ（岡本和宏）
- 星のまほろば（宇津木火足）
- ホストなあいつ（暁人）
- 僕は君の鳥になりたい。（小山炯）
- まなざしのレジスタンス（杉崎藤也）
- まほデミー週番日誌シリーズ（デーモン・ミカエル・アシュレイ）
- 真夜中にお会いしましょう（海堂寺紺）
- 右手にメス、左手に花束シリーズ（永福篤臣）
- ミックス★ミックス★チョコレート（小笠原）
- ミルククラウンのためいき（雪下希）
- 胸さわぎシリーズ（西尾葉月）
- メールボーイシリーズ（高蔵貴巳）
- 桃缶シリーズ（白桃）
- 優しいだけじゃ足りなくて〜Not full only in the sweetness...〜（坂上譲）
- 優しくて棘があるシリーズ（浅倉梁）
- 唯我独尊な男（幾浦恭夜）
  - 唯我独尊な男 Extra
- 誘惑レシピシリーズ（植田智秋）
- 予感（アキラ）
- 旅行鞄をしまえる日（坂巻敬太）
- レンアイ・アラカルト!（泉水省吾）
- レッスンシリーズ（越前谷文篤）
- 恋愛トラップ（辻井忍）
- 恋情のキズあと（秋川唯）
- 若!! シリーズ（緋ノ山宝）
- 若社長の優雅な休日（野矢慎二郎）
- わがままプリズナー（生沢真琴、浅倉梁）
- わりとよくある男子校的恋愛事情（水沢大和）
- 悪 -WARU-（三階堂由宇士）

### 朗読・シチュエーションCD
- Voice Colors Series 05.〜真情〜
- うたの☆プリンスさまっ♪ ささやきCD〜Sweet Holiday〜（聖川真斗）
- 王子様(笑)シリーズ 読み語りCD 〜君に捧ぐ物語〜 第1集（「シンデレラ」の王子様）
- オリジナル朗読CDシリーズ The Time Walkers 4 森蘭丸
- 会長はメイド様! ビタミンメッセージCD（五十嵐虎）※『LaLa』2010年6月・7月・8月号全員サービス
- 官能昔話6 〜戦国恋絵巻〜
- KISS×KISS collections Vol.12 イノセンスキス（藤本歩）
- 月刊男前図鑑 年下編 黒盤（大学生）
- 心あたたまる物語 Vol.4（〜恋愛編〜「婚活模様」）
- 心あたたまる物語外伝 その2（「コンプレックス」）
- 心あたたまる物語外伝 SP 限定オマケディスク 〜二十四の台詞集〜（「圭二のプロポーズ」）
- 心に響く物語 VOL.2「初めての友だち」（「クマのぬいぐるみ編」）
- 心に響く物語 限定オマケディスク（「おやじさんの悲しみ」）
- Starry☆Sky シリーズ（天羽翼）
  - 星座彼氏シリーズ Starry☆Sky 〜Aquarius〜
  - 星座旦那シリーズ Starry☆Sky 〜Capricorn & Aquarius〜
- セイント・ビースト 心模様〜ForYou〜 『日溜まりの中で寄り添って……』（風牙のマヤ）
- Story of 365 days〜chapter.CLUB（クラブのジャック）
- 戦国武将歌留多
- 戦国物語&猫姉妹物語
- 戦国武将物語〜大名編その壱〜（第一話「今川義元物語」）
- 戦国武将物語外伝〜14の大名物語〜（今川義元物語外伝「義元の政治改革」）
- でぃあーず せかいのものがたり〜青の本〜（第一話『王様の耳はロバの耳』）
- でぃあーず せかいのものがたり〜夢の本〜（第一話『旅人と狩人』）
- TOKYOヤマノテBOYS 〜Secret.2〜 ナイショの束縛王子（二之宮悠斗）
- 幕末志士物語〜薩摩・長州編〜（「桂小五郎物語」）
- 幕末志士物語外伝〜14の新選組&薩摩・長州編〜（「桂小五郎物語外伝」）
- 88星座物語〜ペガススの章〜（第三章）
- 88星座物語〜外伝〜 12の星の物語（「ペルセウス座の物語」）
- Happy☆Magic! ラブ×2デートCD 新島雅黒（新島雅黒）
- honeybee 羊でおやすみシリーズ vol.10 「僕が数えてもいいの?」
- honeybee ミツバチ声薬 「Quntax」（古賀）
- honeybee MESSAGE 4Uシリーズ vol.2 I'm sorry to U（クリストファー）
- 花宵ロマネスク 花緊縛ノ綾芽、菫（宝生菫）
- 部活彼氏シリーズ『放課後colorful*step〜Theatrical club〜』（春夏冬空知）
- ふしぎ工房症候群 オリジナル朗読CD EPISODE.2「女性恐怖症なおします」
- ブラザーアンドロイド -02.ユウ-（ユウ）
- BROTHERS CONFLICT シリーズ（朝日奈椿）
  - BROTHERS CONFLICT キャラクターCD (1) with 椿&弥
  - BROTHERS CONFLICT キャラクターCD 2ndシリーズ 1 with 椿&梓
- もう一つの日本史 知られざる武将たちの宴 その肆「竹中半兵衛 対 黒田官兵衛」（「黒田官兵衛」）
- もう一つの日本史 知られざる武将たちの宴 限定オマケディスク（黒田官兵衛「千鳥足」）
- もう一つの日本史 知られざる武将たちの宴&心に響く物語 同時購入特典 限定オマケディスク（台詞集）（「半兵衛へ 黒田官兵衛」「愛を語ろう」）
- ラブプレゼンター（秀次）
- 歴史NEO講談 夭折の天才剣士 沖田総司（沖田総司）※『歴史魂』Vol.6付録

### ラジオドラマ
- O*G*A 鬼ごっこロワイアル（桜ヶ樹歩）
- ときめきメモリアル Girl's Station 「遊くん奮闘記」（針谷幸之進）
- (有)チェリーベル
  - 16-sixteen-（まりん）
  - treasure（梶）
- 鹿の王(ホッサル)
- NISSAN あ、安部礼司〜BEYOND THE AVERAGE（亀井玲音）[341]
- サラリーマンBLACK（サボロー）[342]

### 吹き替え

#### 映画
- アンツ・イン・ザ・パンツ!（フロリアン〈トビアス・シェンケ〉）
- イフ・アイ・ステイ 愛が還る場所（アダム〈ジェイミー・ブラックリー〉）
- キル・ボクスン（ハン・ヒソン〈ク・ギョファン〉）
- グリンチ（スチュー・ルー・フー〈T・J・サイン〉）※劇場公開版
- ザ・トゥルーロマンス（チャーリー・スタークウェザー〈ブレント・テイラー〉）
- 霜花店 運命、その愛（恭愍王）
- ソーラー・デストラクション 地球壊滅（ライリー〈クリス・ブロシュー〉）
- ツールボックス・マーダー
- 第三の男（ハリー・ライム〈オーソン・ウェルズ〉[343]）※N.E.M版
- 太極神拳（ジャッキー）※DVD版
- 太陽がいっぱい（フィリップ・グリンリーフ〈モーリス・ロネ〉[344]）※スター・チャンネル版
- チム〜あこがれの人〜（ジュンヒョク）
- チャーリーズ・エンジェル フルスロットル（マックス〈シャイア・ラブーフ〉）※劇場公開版（ソフト収録）
- ニュースの天才（スティーブン・グラス〈ヘイデン・クリステンセン〉）
- ハード・ラック（チャン）
- 穴/HOLES（イカ〈ジェイク・M・スミス〉）
- マイ・フレンド・メモリー
- レニー・ハーリン コベナント 幻魔降臨（リード〈トビー・ヘミングウェイ〉）
- ワイルド・スピード（ジョニー〈リック・ユーン〉[345]）※ザ・シネマ版

#### ドラマ
- iCarly（ピート、スティーブン）
- ER緊急救命室
- 女の香り（キム・ジュンス〈本人〉）
- ギレルモ・デル・トロの驚異の部屋（ウィリアム・サーバー〈ベン・バーンズ〉[346]）
- glee/グリー シーズン4（ハンター）
- このエリアのクレイジーX（ノ・フィオ〈チョン・ウ〉）
- ジーニアス:世紀の天才 アインシュタイン（モーリス・ソロヴィーヌ[347]）
- シリコンバレー（ケビン）
- ステージド（トム[348]、本人[349]）
- 製パン王 キム・タック（ク・マジュン〈チュウォン〉）
- フィジカル100（アナウンサー）
- リトビネンコ暗殺（アレクサンドル・リトビネンコ〈デイヴィッド・テナント〉[350]）

#### アニメ
- インクレディブル・ファミリー（トニー・ライディンジャー[351]）
- スピリット スタリオン・オブ・ザ・シマロン（リトル・クローク）
- DC がんばれ!スーパーペット（キース[352]）
- テレサ アンナ ヘレナ 3つごのだいぼうけん（オーリー）
- FLY!/フライ!（グーグー[353]）
- Mr.インクレディブル（トニー・ライディンジャー）

### デジタルコミック
- VOMIC 絶対覚醒天使ミストレス☆フォーチュン（羽柴銀色）
- VOMIC 夢みる太陽（中城善）
- 真・週刊コミックTV+ いっしょにごはん。-炊きたて!-（海野力）

### 特撮
2007年
- 仮面ライダー電王（リュウタロスの声、ゲッコーイマジンの声、ナレーション）
- 劇場版 仮面ライダー電王 俺、誕生!（リュウタロスの声、ゲッコーイマジンの声）
- モモタロスのなつやすみ（リュウタロスの声）
- てれびくん全員サービスDVD「仮面ライダー電王超バトルDVD うたっておどって大とっくん!!」（リュウタロスの声）

2008年
- 劇場版 仮面ライダーキバ 魔界城の王（サッカー部員）※友情出演
- 劇場版 仮面ライダー電王&キバ クライマックス刑事（リュウタロスの声）
- 仮面ライダーキバ&電王 デンライナー宇宙へ!（リュウタロスの声）
- モモタロスのキバっていくぜ!（リュウタロスの声）
- モモタロスのまっかっか城の王（リュウタロスの声）
- 劇場版 さらば仮面ライダー電王 ファイナル・カウントダウン（リュウタロスの声）

2009年
- 仮面ライダーディケイド（リュウタロスの声）
- 劇場版 超・仮面ライダー電王&ディケイド NEOジェネレーションズ 鬼ヶ島の戦艦（リュウタロスの声）
- 劇場版 仮面ライダーディケイド オールライダー対大ショッカー（Xの声、ガラガランダの声）
- ネット版 仮面ライダーディケイド オールライダー超スピンオフ（本人役）

2010年
- 仮面ライダー×仮面ライダー×仮面ライダー THE MOVIE 超・電王トリロジー（リュウタロスの声）
  - EPISODE RED ゼロのスタートウィンクル
  - EPISODE BLUE 派遣イマジンはNEWトラル
  - EPISODE YELLOW お宝DEエンド・パイレーツ

2011年
- オーズ・電王・オールライダー レッツゴー仮面ライダー（リュウタロスの声、ガラガランダの声）

2012年
- 仮面ライダー×スーパー戦隊 スーパーヒーロー大戦（リュウタロスの声、仮面ライダーWの声）
- 特命戦隊ゴーバスターズ（フィルムロイドの声）

2014年
- 宇宙刑事シャイダー NEXT GENERATION（不思議獣ピタピタの声）
- キカイダー REBOOT（アナウンサーの声）
- 平成ライダー対昭和ライダー 仮面ライダー大戦 feat.スーパー戦隊（仮面ライダーフォーゼの声、仮面ライダーBLACK RXの声、ヤマアラシロイドの声 他）

2018年
- 平成仮面ライダー20作記念 仮面ライダー平成ジェネレーションズ FOREVER（リュウタロスの声）

2019年
- 仮面ライダージオウ（リュウタロスの声）

2020年
- 魔進戦隊キラメイジャー（2020年 - 2021年、魔進ファイヤ / レッドキラメイストーンの声） - 1シリーズ + 3作品
- がんばれいわ!!ロボコン ウララ〜!恋する汁なしタンタンメン!!の巻（2020年、汁なしタンタンメンの声）
- 仮面ライダー電王 プリティ電王とうじょう!（リュウタロスの声）

2021年
- グリッドナイトファイト（グリッドナイトの声）
- セイバー+ゼンカイジャー スーパーヒーロー戦記（リュウタロスの声）

2022年
- 仮面ライダーリバイス（鈴村健一）

### ラジオ
※はインターネット配信。
- VOICE CREW（2000年、NACK5）
- セイント・ビースト ケダモノたちのHEAVEN'S PARTY（2003年 - 2010年、アニメイトTV※）
- (有)チェリーベル（2003年 - 2008年、文化放送・2008年 - 2015年、超!A&G+※）
- 岩田光央・鈴村健一 スウィートイグニッション（2003年 - 、ラジオ大阪）
- Radio ZERO-SUM（2003年 - 2005年、文化放送）
- 週刊レディオSEED DESTINY（2004年 - 2005年、ラジオ大阪）
- ラヂオ 花宵ロマネスク（2005年 - 2008年、BBQR※）
- おTOKKOのRADIO（2006年、音泉※）
- 桑鈴ラジオZOMBIE-LOAN（2007年、文化放送）
- 獣神RAVE〜獣神演武RADIO〜（2007年 - 2008年、メディファクラジオ※）
- ファミ通キャラクターズDX（2008年 - 2013年、ファミ通DX内コンテンツ※）
- ヒーローアカデミーJ 鈴村健一の放課後ラジオ!（2008年、音泉※）
- ラジオ幻想水滸伝 集まれ!108星!（ティル・マクドール）（2008年、KONAMI STATION※）
- 仮面ライダー電王webラジオ「ラジタロス」（2008年、劇場版 さらば仮面ライダー電王 ファイナル・カウントダウン公式サイト内コンテンツ※）
- ママチャリと駐在さんのぼくちゅうラジオ!（2009年）
- 鈴村健一のSay!You Young（2010年、超!A&G+※）
- 鈴村&下野のキスよりすごい うた☆プリ放送室（2010年、アニメイトTV※）
  - 鈴村&下野の共に愛を奏でる うた☆プリ放送室Debut（2012年、アニメイトTV※）
  - 鈴村&下野の2人でも うた☆プリ放送局All Star（2012年、アニメイトTV※）
  - 鈴村&下野の愛を届ける うた☆プリ放送局（2013年 - 2014年、アニメイトTV※）
  - 鈴村&下野の帰ってきた! うた☆プリ放送局（2018年、アニメイトタイムズ※）[364]
  - 鈴村&下野のうた☆プリ放送局〜10th Anniversary〜（2020年、アニメイトタイムズ※）
  - 鈴村&下野のうた☆プリ放送局　アゲイン（2022年、YouTube※）
- Blendy stick スマート男子とキレカワ女子のスティックブレイク（2011年、BBQR※）
- TOKYOヤマノテBOYS Web Radio 「ヤマノテ ステーション」（2011年 - 2012年、アニメイトTV※）※第1回 - 第6回パーソナリティ
- 鈴村健一・前野智昭『彼氏いりませんか？』（2011年 - 2012年、ニコニコ生放送※）
- バンプレステーション（2012年 - 2013年、ニコニコ動画※）
- ラジオ コード：ブレイカー ―目には目を、歯には歯を、ラジオにはラジオを!?―（2012年 - 2013年、HiBiKi Radio Station※、音泉※）
- 東映公認 鈴村健一・神谷浩史の仮面ラジレンジャー（2012年 - 、文化放送）
- ネットラジオ「京騒戯画 〜コトと明恵のお茶の間通信〜」（2013年、日本コロムビア特設サイト※）
- ユニゾン!（2015年 - 2018年、文化放送・東海ラジオ、木曜日パーソナリティ）
- TVアニメ「おそ松さん」WEBラジオ シェーWAVE おそ松ステーション（2015年 - 2016年、2017年 - 2018年、2020年 - 2021年、アニメ公式サイト※・アニメイトTV※・アニメイトタイムズ※）[365]
- ONE MORNING（2019年4月1日 - 2021年3月31日、TOKYO FM・JFNC） - 初代メインパーソナリティ[366][367][368]
- JFN年末年始特別番組 ONE LOVE 声でつなぐ、2019 → 2020（2019年12月31日、TOKYO FM・JFNC）
- 司馬遼太郎短篇傑作選（ラジオ大阪）
  - 「駿河御前」（2020年6月6日 - 7月4日）
  - 「理心流異聞」（2021年4月3日 - 5月8日）
  - 「若江堤の霧」（2021年10月2日 - 11月13日）
  - 「冷泉斬り」（2022年10月1日 - 11月12日）
  - 「馬上少年過ぐ」（2023年12月30日 - 2024年2月17日)
- 鈴村健一のアイスム 週末ダイニング（2021年10月3日 - 2022年9月25日、TOKYO FM）[369]
- Lantis EXPO（2021年12月、TOKYO FM）
- 鈴村健一のラジベース（2022年 - 、超!A&G+※・HAKUNA※・YouTube※・文化放送）[370]
  - 鈴村健一のラジベースRX（2022年 - 2024年、超!A&G+※・ABEMA※・文化放送）[371]
  - 鈴村健一のラジベースDUO（2024年 - 2025年、超!A&G+※・ABEMA※）[372]

### ラジオCD / DJCD
- ラジオ イクシオン サーガ PR Vol.2
- 岩田光央・鈴村健一 スウィートイグニッション シリーズ
  - 飛び出せ!!スウィートイグニッション
  - 飛び出せ!!スウィートイグニッション2-ありがとう!丹沢ホーム篇-
  - 飛び出せ!!スウィートイグニッション3-萌える伊香保篇-
  - 飛び出せ!!スウィートイグニッションπ
  - 飛び出せ!!スウィートイグニッションπr²-ウクレレ・ソング大全集-
  - 飛び出せ!!スウィートイグニッション4-Vステ夏の陣で西へ篇-
  - 飛び出せ!!スウィートイグニッション5-甘酒横丁の口説きバー篇-
  - 飛び出せ!!スウィートイグニッション6-えっ? 飛び出してない?-
  - 飛び出せ!!スウィートイグニッション7 GREATEST HITS & SUMMER BREAK200Q
  - 飛び出せ!!スウィートイグニッション8
  - 飛び出せスウィートイグニッション9shu
  - 飛び出せスウィートイグニッション10勝（とかち）
  - 飛び出せ!!スウィートイグニッション まだまだディケイド ラジオCD
- DJCD「うみねこのなく頃に 」EpisodeR -Radio of the golden witch- 第2巻
- 「王子様（笑）シリーズ」ラジオドラマCD 第1巻
- 学園ヘブン BL学園放送部『ベル☆ラジ』
- 空の境界 DJCD the Garden of listeners 第1・2巻
- 京騒戯画NETラジオ 〜コトと明恵のお茶の間通信〜
- ラジオCD 「黒子のバスケ 放送委員会」vol.4
- ラジオ コード：ブレイカー-目には目を、歯には歯を、ラジオにはラジオを!?- Vol.1
- DJCD サンラジオ・レジデンス vol.1、4
- CBC, Rush Out!! 〜The 2nd Anniversary〜 LIVE CD ダイジェスト版
- 獣神RAVE〜獣神演武ラジオ〜
- 少年陰陽師 ラジオCD 第九巻 彼方に放つ声をきけ〜略して孫ラジ
- 鈴村健一の超人タイツ ジャイアント CDとネタ男 〜69番地の朝日〜
- 鈴村健一の超人タイツ ジャイアント CDとネタ男 第2弾 〜ザ・フロンティア〜
- 鈴村健一の放課後ラジオの放課後
- うたの☆プリンスさまっ♪シリーズ
  - 鈴村&下野のキスよりすごい うた☆プリ放送室
  - お前のハートを愛で温めてあげる冬のDJCD 鈴村&下野のキスよりすごい うた☆プリ放送室
  - DJCD「鈴村&下野の共に愛を奏でる うた☆プリ放送室Debut」Vol.1、2
  - 君に捧げる愛のDJCD「鈴村&下野の2人でもうた☆プリ放送局All Star」
  - DJCD「鈴村&下野の愛を届ける うた☆プリ放送局」Vol.1、2
  - DJCD 鈴村&下野の帰ってきた! うた☆プリ放送局
  - DJCD-ROM 鈴村&下野のうた☆プリ放送局 MEMORIAL BOX
  - DJCD 鈴村＆下野のうた☆プリ放送局〜10th Anniversary〜
- セイント・ビースト ケダモノたちのHEAVEN'S PARTY シリーズ
  - セイント・ビースト DJCD Chat.1 - 5
  - セイント・ビースト ラジオCD 第1巻 - 第3巻
  - セイント・ビースト DJ&サントラCD 第1巻
- 創刊8周年記念CD『ゼロサムトークパック』※コミックZERO-SUM 5月号付録
- 高橋広樹の BE YOURSELF SPECIAL
- 高橋広樹のモモっとトーークCD 鈴村健一盤
- DJCD 男子高校生の日常会話
- (有)チェリーベル シリーズ
  - チェリーベル残業手当シリーズvol.1 - 7、9 - 11
  - チェリーベル休日出勤シリーズvol.1 - 10
  - チェリーベルサイドビジネスシリーズvol.1 - 8
  - チェリーベルサイドビジネスシリーズFINAL!/vol.9『チェリベ金融道』、vol.10『僕らの失業保険』
  - チェリーベル分室『日雇い フラグラ・アイランド!』special.3
  - チェリーベルサービス残業CD『365日 毎朝聞ける マメマメマメ知識 モーニング・チェリーベル 8月号』
  - チェリーベルマーケティングシリーズ第1弾 - 第4弾、第6弾 - 第8弾・第10弾・第11弾
  - チェリーベルディスカバリーシリーズ第2弾『声優イベントで盛り上がる？ゲームカタログ』
- TOKYO ヤマノテ BOYS DJCD ヤマノテステーション Record.Ⅱ
- DJCD NARUTO Radio 疾風迅雷 13
- ファミ通キャラクターズDX〜ボクらのTVゲーム〜 Season1、2
- DJCD 「監獄ラジオ学園」特別編
- DJCD「ママチャリと駐在さんのぼくちゅうラジオ!」
- ラジオ 潮風放送局 みなとSTATIONらじお! 〜風間ファミリー編〜 #02
- Radio ZERO-SUM TALK PACK 1 - 4

### CM
- アニ店特急2008夏（ラジオCM：2008年）
- 宇宙戦艦ヤマト2199 第二章（TVCM：2012年）
- ガンガンパワード（TVCM：2007年）
- ガンダムウォー（TVCM：2005年）
- ガンプラ（TVCM：2005年）
  - SDガンダムGジェネレーションプラモデルシリーズ（TVCM：2000年）
- 機動戦士ガンダムSEED DESTINY〜GENERATION of C.E〜（TVCM：2005年）
- 機動戦士ガンダムSEED DESTINY DVD（TVCM、ラジオCM：2005年）
- 機動戦士ガンダムSEED DESTINY 連合vs.Z.A.F.T.II PLUS（TVCM：2006年）
- CRISIS CORE -FINAL FANTASY VII-（TVCM：2007年）
- 月刊Asuka（TVCM）
- 月刊Gファンタジー（TVCM：2007年）
- 月刊ニュータイプ（TVCM）
- 講談社X文庫ホワイトハート（ラジオCM：2006年4月 -）
- スクウェア・エニックスコミックス（TVCM）
- ソニー・ミュージックエンタテインメント系 機動戦士ガンダムSEED DESTINY 主題歌（ラジオCM）
  - T.M.Revolution「ignited -イグナイテッド-」
  - HIGH and MIGHTY COLOR「PRIDE」
  - 高橋瞳「僕たちの行方」
  - CHEMISTRY「Wings of Words」
  - 玉置成実「Reason」
  - Rie fu「I Wanna Go To A Place...」
- テイルズ オブ レジェンディア（TVCM、ラジオCM：2005年）
- NTT東日本/NTT西日本フレッツ・スクウェア（TVCM：2004年10月 - 2005年9月）
- モスバーガー「ナン・タコス、ナン・タコス マリネ」（TVCM：2012年[373]）
- メルセデス・ベンツ・AクラスPRアニメーション「NEXT A-CLASS」（2012年）
- 極主夫道 第2巻発売記念CMPV、雅役（2018年）
- リステリン　トータルケア＋（TVCM、2022年[374][375]）
- ボストン美術館展 芸術×力（TVCM、2022年[376]）

### ナレーション
- OVER THE MONOCHROME RAINBOW REBIRTH ドキュメントオブアニメーション（ゲーム『OVER THE MONOCHROME RAINBOW』メイキングブック＋アニメ収録DVD、2003年11月10日）
- 魂TV（TOKYO MX、2005年5月 - 7月）
- 水樹奈々 スマイルギャング 5周年記念! シャッス4!!（万田フトシ<進行ナレーション>）
- 第二回声優アワード永久保存版オフィシャルDVD 〜授賞式から舞台裏!受賞者たちの感動記〜（2008年10月1日）
- ママさんバレーでつかまえて（NHK、冒頭ナレーション：2008年10月4日・番宣ナレーション：2009年）
- ワールドグランプリ2009 火の鳥NIPPON 誕生スペシャル!（フジテレビ、2009年8月）
- 「まっすぐな男」放送直前ストレイトナビ!（関西テレビ、2010年1月）
- Hey!Say!7の春高開幕ガンバレッツゴー!（フジテレビ、2010年3月）
- VOLLEYBALL NATION（フジテレビ、2010年・2011年）
- 女子バレーボール ワールドグランプリ2010（フジテレビ、2010年8月）
- ゲームライブラリシリーズ「ザ・裏ワザ」シリーズ（DVD）
  - ゲームライブラリシリーズ「ザ・裏ワザ」ファミコン編1 （2010年8月27日）
  - ゲームライブラリシリーズ「ザ・裏ワザ」 メガドライブ編1 （2010年8月27日）
  - ゲームライブラリシリーズ「ザ・裏ワザ」 ファミコン編2 〜ディスクシステム〜 （2011年2月25日）
  - ゲームライブラリシリーズ「ザ・裏ワザ」 PCエンジン編1 （2011年2月25日）
  - ゲームライブラリシリーズ「ザ・裏ワザSP」スーパーマリオ編（2011年12月22日）
- もっと強く〜羽生結弦 16歳の挑戦〜（NHK、2011年1月10日）
- 1年1組 平成教育学院（フジテレビ、2011年4月17日 - 9月11日）※べんきょう小僧の声も担当
- ワールドカップバレー2011パーフェクトガイド!（フジテレビ、2011年6月、8月、9月）
- あにてれ Presents アニソンぷらす+（テレビ東京、2011年8月）
- バレーもつなぐぞ!ロンドンへ!ワールドカップバレー速攻ガイド（フジテレビ、2011年10月29日）
- ワールドカップバレー2011（フジテレビ、2011年11月 - 12月）
- こちら!夜のお台場ガンバレー部 〜ロンドン五輪バレーボール世界最終予選直前スペシャル〜（フジテレビ、2012年5月6日、13日）
- 行くぞ!ロンドン五輪バレーボール世界最終予選今夜開幕スペシャル（フジテレビ、2012年5月19日）
- 2012ロンドンオリンピックバレーボール世界最終予選（フジテレビ、2012年5月 - 6月）
- 宇宙刑事ギャバン伝説（テレビマガジン11月号付録DVD、2012年10月1日）
- virtual trip ヘリテージジャパン シリーズ（BD/DVD）
  - virtual trip ヘリテージジャパン 東京・隅田川・下町クルーズ （2015年5月20日）
  - virtual trip ヘリテージジャパン 京都 水と桜の千年百景（2015年6月17日）
  - virtual trip ヘリテージジャパン 長崎 旧居留地と天主堂巡礼（2015年7月15日）
  - virtual trip ヘリテージジャパン 軍艦島 廃墟の迷宮（2015年7月15日）
- もうすぐ！連続テレビ小説「とと姉ちゃん」（NHK、2016年3月21日）
- ありえへん∞世界（2016年）ボイスオーバー
- 〜夢のオーディションバラエティー〜Dreamer Z（テレビ東京、2021年10月24日 - ）
- ハロドリ。（テレビ東京、2022年5月2日 - 2023年3月28日）

### テレビドラマ
- トクサツガガガ（2019年、ナレーション、エマージェイソンの声[377]）

### テレビ番組
- 関口さんII・関口さん1（万田フトシ）
- 玉ニュータウン（2008年6月4日 - 2013年3月15日、テレ玉）市長・ヒデオの声
- Club AT-X すずまお荘（2015年4月4日 - 2018年2月17日、AT-X） - MC（M・A・Oと共同）
- AD-LIVE TV（2018年2月18日、TOKYO MX）
- アニソン!プレミアム!（2019年4月7日 - 4月28日、NHK BSプレミアム） - 4月期MC

### WEB番組
- 鈴村健一の超人タイツ（2004年7月 - 2006年6月、声優Wave for Girls）
  - 鈴村健一の超人タイツ ジャイアント（2006年11月2日 - 2018年3月29日、アニメイトタイムズ）
- バンプレラボ〜俺たちバンプレ宣伝隊〜 → プレバンラボ〜俺たちプレバン宣伝隊〜（2013年4月18日 - 2023年9月21日、ニコニコ生放送・YouTube「BANDAI SPIRITS / バンダイスピリッツ」[378]）
  - 教えてプレバン宣伝隊（2023月10年5日 - 、YouTube「BANDAI SPIRITS / バンダイスピリッツ」）
- ファミ通ゲーマーズDX（2013年10月24日 - 2020年10月22日、ニコニコ生放送）

### 映像商品
- Animelo Summer Live 2012 -INFINITY∞- 8.26
- Animelo Summer Live 2013 -FLAG NINE- 8.25
- ULTIMATE DIAMOND（水樹奈々7thアルバム）初回限定盤付属DVD 『新宿コマ劇場座長公演「水樹奈々 大いに唄う」』（近藤伊予守）
- 岩田光央・鈴村健一 スウィートイグニッション シリーズ
  - 鈴村健一の挑戦! ちゃりんこアーバンライナー
  - 鈴村健一39歳の挑戦! 富士山〜大阪390キロ全力中年チャリンコの旅
  - SOUL IGNITION 岩田光央×鈴村健一 SWEET IGNITION FIRST LIVE
  - 飛び出せ!! スウィートイグニッション The Motion Picture
  - スウィートイグニッションDX Thank You 39LIVE
  - スウィートイグニッションDX IWATE ふるさと Walker
  - スウィートイグニッションDX DOMINO DREAM MAKERS
  - Vステ Spring Live（スウィートイグニッション・AN'S ALL STARS）
- うたの☆プリンスさまっ♪シリーズ
  - ライブ うたの☆プリンスさまっ♪ マジLOVELIVE1000%
  - ライブ うたの☆プリンスさまっ♪ マジLOVELIVE1000% 2nd STAGE
  - ライブ うたの☆プリンスさまっ♪ マジLOVELIVE 3rd STAGE
  - ライブ うたの☆プリンスさまっ♪ マジLOVELIVE 4th STAGE
  - ライブ うたの☆プリンスさまっ♪ マジLOVELIVE 5th STAGE
  - ライブ うたの☆プリンスさまっ♪ マジLOVELIVE 6th STAGE
  - うたの☆プリンスさまっ♪ ST☆RISHファンミーティング Welcome to ST☆RISH world!!
  - イベント うたの☆プリンスさまっ♪ うた☆プリWEBラジオ合同オンラインイベント
  - うたの☆プリンスさまっ♪ マジLOVEキングダム Special Program ST☆RISH Welcome to ST☆RISH room!!
  - ライブ うたの☆プリンスさまっ♪ マジLOVELIVE 7th STAGE
  - ライブ うたの☆プリンスさまっ♪ ST☆RISH LIVE STAR TREASURE -SUNSHINE-
  - ライブ うたの☆プリンスさまっ♪ ST☆RISH LIVE STAR TREASURE -MOONSHINE-
- おそ松さん シリーズ
  - おそ松さんスペシャルイベント フェス松さん'16
  - おそ松さんスペシャルイベント フェス松さん'18
  - おそ松さんスペシャルイベント フェス松さん'21
- オトメイトパーティー♪ 2010・2012 - 2019
- Original Entertainment Paradise “おれパラ”シリーズ
  - Original Entertainment Paradise “おれパラ”ライブDVD
  - Original Entertainment Paradise “おれパラ” 2009 LIVE DVD
  - Original Entertainment Paradise “おれパラ” 2010 LIVE DVD
  - おれパラ Original Entertainment Paradise 2011 〜常・照・継・光〜 LIVE DVD/BD
  - Original Entertainment Paradise 2012 PARADISE＠GoGo!! LIVE Blu-ray/DVD Disc 神戸ワールド記念ホール
  - Original Entertainment Paradise 2012 PARADISE＠GoGo!! LIVE Blu-ray/DVD Disc 東京両国国技館
  - Original Entertainment Paradise 2013 ROCK ON!!!! LIVE Blu-ray/DVD Disc 神戸ワールド記念ホール
  - Original Entertainment Paradise 2013 ROCK ON!!!! LIVE Blu-ray/DVD Disc 東京両国国技館
  - Original Entertainment Paradise 2014 -Rainbow Carnival&Festival
  - Original Entertainment Paradise -おれパラ- 2015 UNITED FLAG
  - Original Entertainment Paradise -おれパラ- 2016 〜IX'mas Magic〜
  - Original Entertainment Paradise -おれパラ- 2017 10th Anniversary 〜ORE!!SUMMER〜＆〜Welcome to おれたちのパラダイス〜 Blu-ray/DVD
  - Original Entertainment Paradise -おれパラ- 2018 〜We'lluminate☆PARTY〜
  - Original Entertainment Paradise -おれパラ- 2019 〜WA!!!!〜
  - Original Entertainment Paradise -おれパラ- 2020 Be with
  - Original Entertainment Paradise -おれパラ- 2021 TERMINAL
  - Original Entertainment Paradise -おれパラ- 2022 THIS 15 IT
  - Original Entertainment Paradise -おれパラ- 2023 RIDE ON!!!!
- 仮面ライダー電王 シリーズ
  - 仮面ライダー電王 スペシャルトークショー〜イマジン大集合!クライマックスだぜー!!〜
  - 劇場版 仮面ライダー電王 俺、誕生! コレクターズパック
  - 仮面ライダー電王 ファイナルステージ&番組キャストトークショー
  - さらば仮面ライダー電王スペシャルイベント -さらばイマジン!日本全国クライマックスだぜー!!-
  - MASKED RIDER LIVE&SHOW 〜十年祭〜
  - イマジン超クライマックスツアー2010
- Kiramune シリーズ（CONNECT名義）
  - Kiramune Music Festival 2009・2010・2012 Live DVD
  - Kiramune Music Festival 2013 Live Blu-ray/DVD
  - CONNECT 2nd Live "CONNECT"LIVE DVD
  - Kiramune Music Festival 2014 at YOKOHAMA ARENA Lice Blu-ray/DVD
  - Kiramune Music Festival〜10th Anniversary〜 Blu-ray
- 銀魂
  - 銀魂春祭り2010（仮）
  - 銀魂桜祭り2011（仮）
  - 劇場版銀魂 銀幕前夜祭り2013
  - 銀魂晴祭り2016（仮）
  - 銀魂華祭り2017（仮）
- 少年陰陽師 "孫"感謝祭〜風雅に響く詩を聴け〜
- 黒子のバスケ/イベント KUROBAS CUP 2015
- 新感覚音楽朗読劇 MARS RED
- 朗読劇 シアトリカルライブ 第4弾 THE BLACK PRINCE
- 人狼バトル〜人狼VS探偵〜[379]
- 鈴村健一の超人タイツ シリーズ
  - 鈴村健一の超人タイツ
  - 鈴村健一の超・超人タイツジャイアント 〜微妙にスケジュールがあいました・IWATA&SAKURAI〜
  - 鈴村健一の超・超人タイツジャイアント 〜アカパン〜、〜アオパン〜
  - 鈴村健一の超・超人タイツジャイアント 〜ついにスケジュールがあいました 2012秋〜 上巻・下巻
- AD-LIVE シリーズ
  - アドリブ（AD-LIVE）2014〜第3 - 5巻〜
  - アドリブ（AD-LIVE）2015〜第1 - 6巻〜
  - アドリブ（AD-LIVE）2016〜第1巻〜
  - アドリブ（AD-LIVE）2017〜第1巻〜
  - アドリブ（AD-LIVE）2018〜第1 - 8巻〜
  - アドリブ（AD-LIVE）10th Anniversary stage〜とてもスケジュールがあいました〜 11月17日・18日公演
  - アドリブ（AD-LIVE）ZERO〜第2・5巻〜
  - アドリブ（AD-LIVE）2020〜第3巻〜
  - アドリブ（AD-LIVE）2021〜第1 - 6巻〜
  - アドリブ（AD-LIVE）2022〜第1 - 6巻〜
- 第二回声優アワード 永久保存版オフィシャルDVD 〜授賞式から舞台裏!受賞者たちの感動記〜
- セイント・ビースト シリーズ
  - セイント・ビースト 2nd - 4th Party
  - セイント・ビースト ケダモノたちの聖なる宴 トーク編
  - セイント・ビースト ケダモノたちの聖なる宴 ライブ編
  - セイント・ビースト ケダモノたちの聖なる宴 コンプリート版
- テイルズ オブ フェスティバル 2010・2011・2015・2016
- 東映公認 鈴村健一・神谷浩史の仮面ラジレンジャー シリーズ
  - 「東映公認 鈴村健一・神谷浩史の仮面ラジレンジャー」2013公開収録夏祭り
  - 東映公認 鈴村健一・神谷浩史の仮面ラジレンジャー ラジレンまつり2014
  - 東映公認 鈴村健一・神谷浩史の仮面ラジレンジャー ラジレンまつり2015
  - 東映公認 鈴村健一・神谷浩史の仮面ラジレンジャー 仮面ラジレンジャーニー 〜神谷浩史爆誕祭 ! 〜
  - 東映公認 鈴村健一・神谷浩史の仮面ラジレンジャー ヒーロー宴!!!
- ときめきメモリアル Girl's Side DAYS 2014 〜White Date〜 DVD
- ユニゾン!真夏の学園祭 〜Supported by ボーイフレンド(仮)〜
- 堀内賢雄 60th Anniversary 〜生まれ直しやりなおし〜
- 謎の新ユニットSTA☆MEN シリーズ
  - 謎の新ユニットSTA☆MENアワー ぶっちゃけ!つるっとなるはや
  - 謎の新ユニットSTA☆MENアワー 大自然リフレッシュ!地獄の超人決定戦
  - 謎の新ユニットSTA☆MENアワー ソリマチ
  - 謎の新ユニットSTA☆MENアワー エガヲ
  - 謎の新ユニットSTA☆MENアワー 陸!海!空! ぼくらのなつやすみ 〜心の旅〜
  - 結成10周年記念作品 謎の新ユニットSTA☆MENアワー HITOSHI-仁- 〜最後の晩餐〜
  - ヘロスタ。豚ロース味
  - ヘロスタ。つゆだく味
  - ヘロスタ。からくち味
  - ヘロスタ。おおもり味
  - 謎の新ユニットSTA☆MENアワー さらば青春のスター☆メン
- 浪川大輔のヤバい!たのしくなってきちゃった! VOL.1
- ネオロマンスシリーズ
  - バラエティDVD 遙かなる時空の中で 八葉爛漫
  - バラエティDVD 遙かなる時空の中で5 八葉爛漫2
  - ライブビデオ ネオロマンス♥フェスタ 遙か祭2011 〜初春時代絵巻〜
  - ライブビデオ ネオロマンス♥フェスタ 遙か祭2011 〜桜花恋模様〜
  - ライブビデオ ネオロマンス♥フェスタ 遙か祭2012
  - ライブビデオ ネオロマンス♥フェスタ 遙か祭2015 〜十五年の宴〜
  - ライブビデオ ネオロマンス♥フェスタ 遙か祭2016
- 花宵ロマネスク 君に逢ひし刻 2006〜鈴蘭と牡丹
- 花宵ロマネスク 君に逢ひし刻 2008〜さざんかと柊
- 舞台「激動-GEKIDO-」
- free!-Eternal Summer-スペシャルイベント 岩鳶・鮫柄 合同文化祭
- ビーズログTV 恋愛番長 DVD 保健
- P.S. おでかけです。孝宏 DVD
- BUS GAMER イベントDVD『〜TRICK ME?〜』
- フルハウスキス
  - フルハウスキス 祥慶祭ライブ2006☆
  - フルハウスキス 祥慶フェスティバル2007☆
  - フルハウスキス 祥慶フェスティバル2008☆
- 森川さんのはっぴーぼーらっきーVOL.1・2
- スワベジュンイチpresents. UNLIMITED MOTOR WORKS #2 feat. 三木眞一郎&鈴村健一
- 下野紘の目覚めしもの Vol.2
- 森川智之と檜山修之のおまえらのためだろ!
  - 森川智之と檜山修之のおまえらのためだろ! コノ鮹ガッ!
  - 森川智之と檜山修之のおまえらのためだろ! ハモります!ハマリます!鱧!!
  - 森川智之と檜山修之のおまえらのためだろ! 魚若 -WAKASAGI-
- (有)チェリーベル シリーズ
  - チェリーベル残業手当 THE DVD 頂上決戦KING OF S
  - 劇団松井 旗揚げ記念公演
  - (有)チェリーベル・オリジナル作品完成…してたらいいな披露試写会 盆bornヒゲボーン A面/B面
  - チェリーベルイベントユニバース2006Summer前〜去年より1700円安くしてみました〜
  - チェリーベルマーケティングシリーズ第5弾『イベントの癒し効果と効能の考察』
  - チェリーベルマーケティングシリーズ第9弾『イベントと鎧の癒し効果と効能の考察』
  - 有限会社チェリーベル ディスカバリーシリーズ第1弾 〜10周年だよ!全員集合!〜
- LIVE PASTEL COLLECTION
  - LIVE PASTEL COLLECTION on DVD
  - LIVE PASTEL COLLECTION 2006

#### 特典映像
- いちご100% TVシリーズ スペシャル とれたて編
- ウィッチブレイド Vol.6
- うたの☆プリンスさまっ♪ シリーズ
  - うたの☆プリンスさまっ♪ マジLOVE1000% 2、3
  - うたの☆プリンスさまっ♪ マジLOVE2000% 2
  - うたの☆プリンスさまっ♪ マジLOVEレボリューションズ 4
  - うたの☆プリンスさまっ♪ マジLOVEレジェンドスター 5、6
  - うたの☆プリンスさまっ♪ マジLOVEキングダム
  - うたの☆プリンスさまっ♪ マジLOVEスターリッシュツアーズ
- X -エックス-予兆
- 学園アリス8
- 学園ヘヴン
- 機動戦士ガンダムSEED DESTINY 13
- 銀魂 シリーズ
  - 劇場版 銀魂 新訳紅桜篇
  - 銀魂 よりぬき銀魂さん オンシアター2D 真選組動乱篇
  - 劇場版銀魂 完結篇 万事屋よ永遠なれ
- 時空転抄ナスカ volumen.1
- 獣神演武 -HERO TALES- 零巻、第壱巻
- 少年陰陽師 風音編 第2巻
- Starry☆Sky vol.10〜Episode Libra〜、11〜Episode Scorpio〜スペシャルエディション
- セイント・ビースト シリーズ
  - セイント・ビースト〜聖獣降臨編〜第1、3、4巻
  - セイント・ビースト〜聖獣降臨編〜New Price Edition Vol.2
  - セイント・ビースト〜聖獣降臨編〜スペシャルパッケージ
  - セイント・ビースト〜幾千の昼と夜編〜下巻
- ZOMBIE-LOAN VOL.1、4
- TOKKO phantom edition
- TOKKO hunter edition
- ピーチガール Vol.4
- マクロス ゼロ 5 最終章「鳥の人」
- まっすぐにいこう。 シリーズ
  - まっすぐにいこう。
  - まっすぐにいこう。メロンパン編
  - まっすぐにいこう。ロイヤルメロンパン編
- 円盤皇女ワるきゅーレ 第5巻

PV
- ghostnote「桜道」
- 仮面ライダーGIRLS「We are GIRLS !!!」（2022年）

### 実写映画
- 亜人 - 岩清水憲明 役[9]（2017年）
- 映画『ドキュメンターテイメント AD-LIVE』 - 主演（2019年）[380]
- スーパー戦闘 純烈ジャー - ナレーション（2021年）[381]
  - スーパー戦闘 純烈ジャー 追い焚き☆御免 - ナレーション（2022年）

### WEBドラマ
- 純烈のラブ湯〜 全国名湯巡り - ナレーション（2021年7月 - 9月〈全4話〉）

### 携帯コンテンツ・スマホアプリ
- ボイスノベル（音声付き携帯小説）「SNAKE DEAD」（桐生竜也）※(有)チェリーベル企画制作
- まぜてよ★生ボイス 携帯用ボイスサイト - かなめ、さとし 役
- 快感♥フレーズ〜リインカーネーション（2011年、桐生敦郎）
- 黎明のアルカナ（2012年、シーザ）

### テレビ人形劇
- Thunderbolt Fantasy 東離劍遊紀（2016年〜2024年、捲殘雲）

### 舞台
- AD-LIVE（2008年 - ） - 総合プロデューサー、脚本 他
- 新宿コマ劇場座長公演「水樹奈々大いに唄う」第二部 『歌姫華仕置 疾風の奈々参上！』（2008年10月11日、新宿コマ劇場） - 老中 近藤伊代守 役
- 舞台「激動」 - 津田 役[382]
- 舞台「叫べども叫べども、この夜の涯て」 - イワオイワオ 役[383]
- 本多劇場グループ PRESENTS「DISTANCE」(2020年6月6日、本多劇場)[384]
- 劇団ヘロヘロQカムパニー「立て！マジンガーZ!!」（2022年11月28日、こくみん共済 coop ホール／スペース・ゼロ） - 日替わりゲスト[385]

### 朗読劇
- 朗読劇 私の頭の中の消しゴム 4th letter（2012年5月2日・5日、天王洲 銀河劇場） - 浩介役
- SUPER SOUND THEATRE『MARS RED』（2013年6月・2015年9月、舞浜アンフィシアター） - スワ役
- SUPER SOUND THEATRE『Valkyrie』（2014年11月1日・2日、舞浜アンフィシアター） - ロキ役
- 音楽朗読劇『VOICARION』
  - クリエ プレミアム音楽朗読劇VOICARION「女王がいた客室」（2016年8月26日、シアタークリエ） - アレクサンドル・パーレン役[386]
  - クリエ プレミアム音楽朗読劇VOICARION II「Ghost Club」（2017年8月31日、シアタークリエ） - コナン・ドイル役[387]
  - 『VOICARION III 博多座声歌舞伎 -信長の犬- 』（2018年9月1日・2日、博多座） - 豊臣秀吉役[388]
  - 『VOICARION VI 博多座声歌舞伎 -信長の犬- 』（2019年7月20日・21日、博多座） - 豊臣秀吉役[389]
  - プレミアム音楽朗読劇VOICARION VII「女王がいた客室」（2020年2月29日、シアタークリエ） - アレクサンドル・パーレン役[390]
  - プレミアム音楽朗読劇VOICARION XIII「女王がいた客室」（2021年10月12日、シアタークリエ） - アレクサンドル・パーレン役[391]
  - プレミアム音楽朗読劇VOICARION XVII「スプーンの盾」（2024年1月7日、サンケイホールブリーゼ） - アントナン・カレーム役
- シアトリカル・ライブ『MARS RED 〜THE BLACK PRINCE〜』（2017年11月4日・5日、舞浜アンフィシアター） - エドワード黒太子役
- 野村道子プロデュース 朗読歌劇 LaBoheme『ラ・ボエーム』〜愛あるかぎり〜（2022年1月8日・9日、杉田劇場） - ロドルフォ役[392]
- 声優星空プラネタリウム朗読会 ほし×こえ（2023年1月14日・15日、さいたま市宇宙劇場プラネタリウム）
- コメディ朗読劇CONTELLING「とりあえずウーロン茶〜2023春〜」（2023年3月11日・12日、よみうり大手町ホール）
- リーディングシアター「四つの署名」（2023年8月6日、サンシャイン劇場）
- ボイスシネマ 声優口演ライブ2023 in 有楽町（2023年10月21日、有楽町よみうりホール）
- 声優星空プラネタリウム朗読会 ほし×こえ（2024年1月13日・14日、福井市自然史博物館分館〈セーレンプラネット〉）
- 特別朗読公演「オイヌとオウス～大口真神異聞～」（2025年10月4日・5日〈予定〉、ROKKO i PARK 9F アミュスタ！KOBE）
- 夜能〜語り部たちの夜〜「船弁慶 後之出留之伝」（2025年10月11日〈予定〉、宝生能楽堂）[393]

### イベント
- アニソン!プレミアム!Fes.2019 (2019年11月15日、NHKホール) - 司会[注 2]
- 佛教大学 第56回鷹陵祭トークショー（2022年11月5日）[394]

### オーディオドラマ
- あの歌がきこえる「22歳の別れ」（2007年）
- ママさんバレーでつかまえて（2009年、おむすにゃん）
- ラブボイスフェア「黎明のアルカナ」（2012年、シーザ）
- SSSS.DYNAZENON ボイスドラマ（2021年、ナイト）

### パチンコ・パチスロ
- パチスロ・俺の空（安田一平）
- CR 龍玉八犬伝（犬川カムイ）
- CRハチワンダイバー（菅田健太郎）
- スマパチ 仮面ライダー電王（リュウタロス）
- P銀河英雄伝説 Die Neue These（ヤン・ウェンリー）
- スマパチ SSSS.GRIDMAN（アンチ）

### 玩具
- 銀魂シリーズ
  - 銀魂 ボイスアラームクロック/真選組（沖田総悟）
  - 銀魂 ボイスアラームクロック/土方&沖田（沖田総悟）
  - 銀魂 豪華声優の名ゼリフCD付カルタ 「かる魂」（沖田総悟）
    - 銀魂 CD付きかるた〜かる魂2〜（沖田総悟）
- D.Gray-man シリーズ
  - D.Gray-man 音声入り目覚まし時計/アレン&ラビ（ラビ）
  - D.Gray-man 音声入り目覚まし時計/神田&ラビ（ラビ）
  - D.Gray-man ボイスアラームクロック「ラビ」
- うたの☆プリンスさまっ♪ シリーズ
  - うたの☆プリンスさまっ♪ トレーディング音声入りマスコット〜すぴこっと〜（聖川真斗）
  - うたの☆プリンスさまっ♪ ボイスアラームクロック 聖川真斗
  - うたの☆プリンスさまっ♪ ボイスアラームクロックミニ ボタニカルVer.「聖川真斗」
- セイントビースト 聖なる護り ボイスタリスマン 風牙のマヤ〜友好〜
- サウンドロップシリーズ
  - サウンドロップ 仮面ライダー電王〜俺の出番だぜぇ〜 ガンフォーム
  - サウンドロップ 仮面ライダー電王1.5 ガンフォーム
  - サウンドロップコンパクト 銀魂 沖田総悟
  - サウンドロップコンパクト Kiramune
- Voice I-doll シリーズ
  - Voice I-doll シン・アスカ
  - Voice I-doll ちびボイス 仮面ライダー電王 リュウタロス（憑依良太郎）
  - Voice I-doll ちびボイス 仮面ライダー電王2 リュウタロス
  - Voice I-doll ちびボイス 仮面ライダー電王 イマジンファイブ リュウタロス
  - Voice I-doll ちびボイス 銀魂 沖田総悟
  - Voice I-doll ちびボイス 銀魂3 沖田総悟
  - Voice I-doll ちびボイス 銀魂4 沖田総悟
  - Voice I-doll ちびボイス SEED Club シン・アスカ
- COMPLETE SELECTION MODIFICATION DEN-O BELT & K-TAROS（2017年9月） - リュウタロス　役
- 魔進戦隊キラメイジャー　シリーズ
  - 魔進戦隊キラメイジャー 煌輝変身ブレス DXキラメイチェンジャー（2020年3月7日）
  - 魔進戦隊キラメイジャー 最煌弓 DXキラフルゴーアロー（2020年10月3日）
  - 魔進戦隊キラメイジャー キラメイチェンジャー -MEMORIAL EDITION-（2022年11月）

### オーディオブック
- 「君の膵臓をたべたい」（2016年、僕[395]）
- 「ウェルテルタウンでやすらかに　R.I.P. werther town」（2022年、ナレーター[396]）

### その他コンテンツ
音声ガイド・アナウンス
- ゆりかもめ東京臨海新交通臨海線・駅構内音声案内アナウンス - お台場海浜公園駅
- 地球と宇宙の環境科学展〜消えた生き物の謎と秘密〜（日本科学未来館 1階 企画展示ゾーン） - 音声ガイド
- マチアソビ vol.5 眉山ロープウェイアナウンス（2011年1月22日 - 2月6日）
- 大分三愛メディカルセンター 病院内ナレーション（2020年[397]）※5月1日より他医療機関向けにも無償配信[398]
- 東京都美術館 ボストン美術館展 芸術×力（2022年7月23日 - 10月2日） - 音声ガイド[399]
- 新幹線車内ボイス 銀河英雄伝説 Die Neue These JRコラボ企画「同盟編」 - ヤン・ウェンリー 役

ナレーション
- アンドロメダストーリー ギリシャ神話の星空 Songs by 藤澤ノリマサ（コニカミノルタ プラネタリウム満天：2010年9月11日 - 11月28日）（勇者ペルセウス / ナレーション）
- 天空のリング 5.21金環日食（コニカミノルタ プラネタリウム満天：2012年1月1日 - 5月21日）（ナレーション）

教則ビデオ
- 東京ドーム警備員教則ビデオ
- ジャイアンツショップ店員教則ビデオ

コラボイヤホン
- TRUE WIRELESS STEREO EARPHONES 「鈴村健一」モデル（2021年、オリジナル音声[400]）
- 銀河英雄伝説 Die Neue These Zeeny Artist コラボレーションイヤフォン「ヤン・ウェンリー」モデル（2022年、録り下ろし音声[401]）
- ONKYO『夢職人と忘れじの黒い妖精』コラボイヤホン ランヌ 役（2024年、オリジナル音声[402]）
- ANIMA AOW01 アニメ「『鬼滅の刃』コラボモデル第二弾 「伊黒小芭内」モデル（2024年、録り下ろし音声）[403]
- AVIOT TE-V1R アニメ『グリッドマンユニバース』コラボイヤホン第2弾「ツーバース」ナイト 役（2024年、録り下ろし音声）[404]
- AVIOT TE-V1R-GTS 『銀魂』「真選組モデル」（2024年、完全新録音声）[405]

その他
- COLLECTION DVD イマジンあにめ2 第14話 決めゼリフを考えよう（脚本）
- NTT西日本コミュニケーション大賞 受賞作品朗読
  - 渡せなかったカメラ
  - ウルアの歌
  - お姉ちゃんのレシピ
  - 1985年7月1日
  - 青春と恋と子機
  - 600分の3の奇跡
  - 父との会話
  - 天国からの電話
  - 「待つ子供たち」
  - なんとなくだったんだよ
- 「鉄道ダンシ」（恋し浜レン 役）
- 「AKIBAスコープ」（A・木場 役）
- はんそくモンチッチーズ（モンチッチPRビデオ）（らんちっち 役）
- ているず おぶ 屋形船（2018年、セネル・クーリッジ）
- 小説「獣」PV - 東千尋 役[406]
- 推し声オーディオ EX-DUB1 オプション第一弾「推し声オーディオ専用USBメモリー USB-VA1」

## 書籍

### 雑誌連載
- 集英社『コーラス』- グルメレポート「っうま!」（連載終了）
- ホビージャパン『宇宙船』- コラム「我が暮らし特撮と共に」（2024年12月27日 - ）

### 写真集
- 鈴村健一1st写真集「晴レとけ」

### その他
- ドリー夢Voiceブック 〜鈴村健一〜

## ディスコグラフィ

### シングル
|            | 発売日         | タイトル            | 規格品番   | 規格品番   | オリコン 最高位 |
| 初回限定盤 | 発売日         | タイトル            | 通常盤     |            | オリコン 最高位 |
| ---------- | -------------- | ------------------- | ---------- | ---------- | --------------- |
| 1st        | 2008年10月8日  | INTENTION           |            | LACM-4518  | 14位            |
| 2nd        | 2009年2月4日   | 新しい音色          | LACM-4569  | 13位       |                 |
| 3rd        | 2009年6月24日  | ミトコンドリア      | LACM-4627  | 20位       |                 |
| 4th        | 2010年1月27日  | and Becoming        | LACM-4690  | 23位       |                 |
| 5th        | 2010年7月7日   | in my space         | LACM-4728  | 24位       |                 |
| 6th        | 2010年11月24日 | 月とストーブ        | LACM-4764  | 36位       |                 |
| 7th        | 2011年8月24日  | あすなろ            | LACM-34836 | LACM-4836  | 22位            |
| 8th        | 2012年5月16日  | messenger           |            | LACM-4930  | 24位            |
| 9th        | 2012年10月17日 | シロイカラス        | LACM-14005 | 16位       |                 |
| 10th       | 2013年10月30日 | All right           | LACM-34147 | LACM-14147 | 20位            |
| 11th       | 2015年5月13日  | 月と太陽のうた      |            | LACM-14329 | 33位            |
| 12th       | 2016年5月18日  | brand new           | LACM-14485 | 23位       |                 |
| 13th       | 2016年8月31日  | HIDE-AND-SEEK       | LACM-14526 | 27位       |                 |
| 14th       | 2019年5月15日  | My Life Summer Life | LACM-14874 | 26位       |                 |

### 配信シングル
|     | 発売日        | タイトル       | 備考                                                           |
| --- | ------------- | -------------- | -------------------------------------------------------------- |
| 1st | 2019年2月3日  | たのしいのうた | 映画『ドキュメンターテイメント AD-LIVE』主題歌。               |
| 2nd | 2020年10月8日 | リズム         |                                                                |
| 3rd | 2021年10月8日 | くものいと     | 4thアルバム『ぶらいと』リリースに先駆けての先行配信シングル。  |
| 4th | 2023年5月8日  | 明星           | 3rdミニアルバム『ROOTS』リリースに先駆けての先行配信シングル。 |

### アルバム
|            | 発売日         | タイトル                | 規格品番   | 規格品番   | オリコン 最高位 |
| 初回限定盤 | 発売日         | タイトル                | 通常盤     |            | オリコン 最高位 |
| ---------- | -------------- | ----------------------- | ---------- | ---------- | --------------- |
| 1st        | 2009年10月7日  | Becoming                | LACA-35968 | LACA-5968  | 14位            |
| 2nd        | 2011年3月9日   | CHRONICLE to the future | LACA-35103 | LACA-15103 | 21位            |
| 3rd        | 2014年5月14日  | VESSEL                  | LACA-35402 | LACA-15402 | 10位            |
| 4th        | 2021年11月24日 | ぶらいと                | LACA-35917 | LACA-15917 | 31位            |

|            | 発売日         | タイトル     | 規格品番   | 規格品番   | オリコン 最高位 |
| 初回限定盤 | 発売日         | タイトル     | 通常盤     |            | オリコン 最高位 |
| ---------- | -------------- | ------------ | ---------- | ---------- | --------------- |
|            | 2005年12月17日 | box universe |            | OBC-0512   |                 |
| 1st        | 2012年8月22日  | 互           | LACA-15225 | 20位       |                 |
| 2nd        | 2017年1月25日  | NAKED MAN    | LACA-15628 | 33位       |                 |
| 3rd        | 2023年5月24日  | ROOTS        | LACA-35050 | LACA-25050 | 24位            |

|     | 発売日       | タイトル                                             | 規格品番    | オリコン 最高位 |
| --- | ------------ | ---------------------------------------------------- | ----------- | --------------- |
| 1st | 2018年5月9日 | 鈴村健一 10th Anniversary Best Album “Going my rail” | LACA-9575/6 | 12位            |

### タイアップ曲
| 楽曲            | タイアップ                                               | 時期   |
| --------------- | -------------------------------------------------------- | ------ |
| INTENTION       | 音楽番組『アニソンぷらす』2008年10月度エンディングテーマ | 2008年 |
| ミトコンドリア  | 音楽番組『アニソンぷらす』2009年6月度エンディングテーマ  | 2009年 |
| The whole world | 音楽番組『アニソンぷらす』2009年10月度オープニングテーマ | 2009年 |
| あすなろ        | テレビアニメ『神様のメモ帳』エンディングテーマ           | 2011年 |
| シロイカラス    | テレビアニメ『CØDE:BREAKER』エンディングテーマ           | 2012年 |
| SHIPS           | 情報番組『アニメマシテ』5月度エンディングテーマ          | 2014年 |
| HIDE-AND-SEEK   | テレビアニメ『はんだくん』エンディングテーマ             | 2016年 |

### 映像作品
|      | 発売日         | タイトル                                                                     | 規格品番     | 規格品番    |
| DVD  | 発売日         | タイトル                                                                     | BD           |             |
| ---- | -------------- | ---------------------------------------------------------------------------- | ------------ | ----------- |
| 1st  | 2010年5月26日  | KENICHI SUZUMURA 1st Live Tour "Becoming"                                    | LABM-7065/6  | -           |
| 2nd  | 2011年8月10日  | 鈴村健一 Live Tour 2011 "CHRONICLE to the future"                            | LABM-7081    | -           |
| 3rd  | 2013年3月13日  | 鈴村健一 LIVE TOUR 「INTENTION 2012」                                        | LABM-7113/4  | LABX-8025/6 |
| 4th  | 2015年4月15日  | 鈴村健一 Live Tour 2014 VESSEL                                               | LABM-7162/3  | LABX-8066/7 |
| 5th  | 2015年12月9日  | 鈴村健一 満天LIVE 2015 〜luna×sol〜                                          | LABM-7179/80 | LABX-8088/9 |
| 6th  | 2016年12月7日  | 鈴村健一 満天LIVE 2016                                                       | LABM-7208/9  | LABX-8190/1 |
| 7th  | 2018年5月9日   | 鈴村健一 10th Anniversary Live “lo-op”                                       | LABM-7249    | LABX-8266/7 |
| 8th  | 2018年11月21日 | 鈴村健一 満天LIVE 2018 "Going my rail"                                       | LABM-7268/9  | LABX-8305/6 |
| 9th  | 2019年10月23日 | 鈴村健一 LIVE 2019 "WARAUTA"                                                 | -            | LABX-8370/1 |
| 10th | 2020年4月8日   | 鈴村健一 満天LIVE 2019 〜ぼくらの前夜祭・ぼくらの後夜祭〜                    | -            | LABX-8430/1 |
| 11th | 2024年5月15日  | 鈴村健一 LIVE TOUR 2023 "ROOTS" LIVE                                         | -            | LABX-8733/4 |
| 12th | 2025年7月30日  | 鈴村健一 “満天FES 2024 ～食べて、しゃべって、歌って、笑おうフェスティバル～” | -            | LABX-8778~9 |

### 作詞提供
- 寺島拓篤

「Kimikimishake feat.D」 作曲：森久保祥太郎、編曲：Shinnosuke

### キャラクターソング
| 発売日         | 商品名 | 歌 | 楽曲 | 備考                                                                                 |
| -------------- | --- | --- | --- | ------------------------------------------------------------------------------------ |
| 1996年 5月16日 | Ninja者 音楽集                                                                                              | Ninja boys | 「Try to Try〜こっちから行くぜ〜」                                                                            | OVA『Ninja者』関連曲                                                                 |
| 1996年 5月16日 | Ninja者 音楽集                                                                                              | ユメ（宮嶋ひとみ）、カヲル（鈴村健一） | 「リ・フ・レ・イ・ン」                                                                                        | OVA『Ninja者』関連曲                                                                 |
| 2001年 8月22日 | X-神威- | 司狼神威（鈴村健一） | 「約束〜featuring神威〜」 「神威-Dialogue Mix-」                                                              | テレビアニメ『X -エックス-』関連曲                                                   |
| 2002年 3月6日  | X -エックス- オリジナルサウンドトラックII                                                                   | 司狼神威（鈴村健一） | 「結晶」 | テレビアニメ『X -エックス-』関連曲                                                   |
| 3月13日        | キャプテン翼 song of kickers shoot.1                                                                        | 若林源三（鈴村健一） | 「SAVE YOUR BACK」                                                                                            | テレビアニメ『キャプテン翼』関連曲                                                   |
| 2003年 1月18日 | 神無ノ鳥 オリジナルサウンドトラック                                                                         | 綿貫琉宇（山口勝平）、イカル（鈴村健一） | 「刹那の羽」                                                                                                  | ゲーム『神無ノ鳥』関連曲                                                             |
| 4月25日        | 君主サマの恋は勝手! バラエティCD                                                                            | 藤緒隆也（鈴村健一）、黒巴織人（野島健児） | 「Before The True Love」 「Before The True Love〜Remix Ver.〜」                                               | ドラマCD『君主サマの恋は勝手』関連曲                                                 |
| 2004年 2月25日 | ヒカルの碁 光る未来へ                                                                                       | 伊角慎一郎（鈴村健一） | 「ひとつ」 | テレビアニメ『ヒカルの碁』関連曲                                                     |
| 7月22日        | Eternal Guardian 聖戦士伝説 序章                                                                            | アージャ（鳥海浩輔）、デイビー（鈴村健一） | 「Crossing Load」 「未来に吹く風」                                                                            | ドラマCD『ETERNAL GUARDIAN』関連曲                                                   |
| 8月25日        | 学園ヘヴン ヴォーカルアルバム〜SONG!MVP〜                                                                   | 滝俊介（鈴村健一）、海野聡（川上とも子） | 「トライ&Go!」                                                                                                | ゲーム『学園ヘヴン』関連曲                                                           |
| 8月25日        | 学園ヘヴン ヴォーカルアルバム〜SONG!MVP〜                                                                   | BL学園一同 | 「BL学園校歌」                                                                                                | ゲーム『学園ヘヴン』関連曲                                                           |
| 9月13日        | Sexy Boy's                                                                                                  | 上原大輔（鈴村健一） | 「Sexy Boy」                                                                                                  | ドラマCD『Sexy Boy's』主題歌                                                         |
| 9月23日        | ZOMBIE-LOAN VOCAL SERIES VOL.1                                                                              | 赤月知佳（鈴村健一） | 「DAMN IT!」 「DAMN IT!（ARRANGEMENT VERSION）」                                                              | テレビアニメ『ZOMBIE-LOAN』関連曲                                                    |
| 10月22日       | キャラメル!ポリスアカデミー キャラクターソングCD                                                            | バンディッド（鈴村健一）、パイレーツ（永井のあ） | 「Brother&sister」                                                                                            | ドラマCD『キャラメル!ポリスアカデミー』関連曲                                        |
| 12月22日       | 学園ヘヴン マキシシングル 〜SWEET CANDY〜                                                                   | BL学園一同 | 「WALK UP!」                                                                                                  | ゲーム『学園ヘヴン』関連曲                                                           |
| 12月22日       | 学園ヘヴン マキシシングル 〜BITTER CHOCOLATE〜                                                              | BL学園一同 | 「Little Wish」                                                                                               | ゲーム『学園ヘヴン』関連曲                                                           |
| 2005年 3月2日  | 学園アリス オリジナルサウンドトラック                                                                       | 毛利玲生（鈴村健一） | 「LAZY LOVE GUILTY LOVE」 「Venus」                                                                           | テレビアニメ『学園アリス』関連曲                                                     |
| 6月22日        | 機動戦士ガンダムSEED DESTINY SUIT CD vol.6 シン・アスカ×デスティニー                                        | シン・アスカ（鈴村健一） | 「Primal Innocence」                                                                                          | テレビアニメ『機動戦士ガンダムSEED DESTINY』関連曲                                   |
| 9月22日        | ETERNAL GUARDIAN キャラクターボーカル集                                                                     | アージャ（鳥海浩輔）、デイビー（鈴村健一） | 「未来に吹く風（リミックスver.）」 「まだ見ぬ君へ」                                                           | ドラマCD『ETERNAL GUARDIAN』関連曲                                                   |
| 2006年 3月4日  | 花宵ロマネスク キャラクターCD 宝生菫                                                                        | 宝生菫（鈴村健一） | 「モノクローム lost in you」                                                                                  | ゲーム『花宵ロマネスク』関連曲                                                       |
| 5月25日        | そしてこの宇宙にきらめく君の詩 ボーカル&サウンドトラック〜STARRY WORLD〜                                    | アッシュ（鈴村健一） | 「めぐりあえた奇跡」                                                                                          | ゲーム『そしてこの宇宙にきらめく君の詩』関連曲                                       |
| 7月7日         | 関口さんII 「どんぶり感情」                                                                                 | 万田兄弟（鈴村健一） | 「どんぶり感情」                                                                                              | テレビ番組『関口さんII』エンディングテーマ                                           |
| 7月26日        | 桜蘭高校ホスト部 サントラ&キャラソン集 後編                                                                 | 常陸院光（鈴村健一）&常陸院馨(藤田圭宣) | 「僕らのLove Style」                                                                                          | テレビアニメ『桜蘭高校ホスト部』関連曲                                               |
| 7月26日        | 桜蘭高校ホスト部 サントラ&キャラソン集 後編                                                                 | 桜蘭高校ホスト部 | 「また明日」                                                                                                  | テレビアニメ『桜蘭高校ホスト部』関連曲                                               |
| 8月23日        | One Kiss | 時野和人（鈴村健一） | 「それから」                                                                                                  | OVA 『円盤皇女ワるきゅーレ時と夢と銀河の宴』エンディングテーマ                       |
| 9月20日        | グローランサーV オリジナルキャラクターソングアルバム                                                        | ゼオンシルト（鈴村健一） | 「扉」 | ゲーム『グローランサーV』関連曲                                                      |
| 10月28日       | フルハウスキス シングルコレクション Vol.13 東條葵&中泉隆行                                                  | 東條葵（鈴村健一）、中泉隆行 （小野大輔） | 「青春AFTERMATH」                                                                                             | 『フルハウスキス』関連曲                                                             |
| 11月22日       | 機動戦士ガンダムSEED〜SEED DESTINY THE BRIDGE                                                               | シン・アスカ（鈴村健一） | 「Primal Innocence 〜Bridge version〜」                                                                       | テレビアニメ『機動戦士ガンダムSEED & SEED DESTINY』関連曲                            |
| 2007年 2月17日 | 花宵ロマネスク キャラクターCD 菫&ともゑ「Grace Again〜グレース アゲイン」                                   | 宝生菫（鈴村健一） & 城崎ともゑ(保志総一朗) | 「Grace Again〜グレース アゲイン」                                                                            | 『花宵ロマネスク』関連曲                                                             |
| 2月22日        | そしてこの宇宙にきらめく君の詩 ボーカルコレクション                                                         | アッシュ（鈴村健一） | 「∞（infinity）」 「めぐり逢えた奇跡（Remix ver.）」                                                          | PS2専用ソフト『そしてこの宇宙にきらめく君の詩』関連曲                                |
| 3月9日         | 「転生學園月光録」オリジナルキャラクターズ Vol.2                                                            | 結崎亮（鈴村健一） | 「Just do it,to the right」                                                                                   | 『転生學園月光録』関連曲                                                             |
| 3月21日        | 水の旋律 Sweet Box                                                                                          | 新野憲吾（鈴村健一） & 手塚京輔(谷山紀章) | 「Keep on smile」 「Keep on smile 新野憲吾ver」                                                               | PS2版ゲーム『水の旋律』関連曲                                                        |
| 4月27日        | Love☆Drops〜みらくる同居物語〜 キャラクターソング Vol.2 Roy&Hijiri                                          | ロイ（鈴村健一） | 「More Than a Feeling」                                                                                       | 『Love☆Drops〜みらくる同居物語〜』関連曲                                             |
| 5月23日        | ときめきメモリアル Girl's Side 2nd Kiss ドラマ&イメージソングアルバムVol.2                                  | 針谷幸之進（鈴村健一） | 「only you」                                                                                                  | ゲーム『ときめきメモリアル Girls Side 2nd Kiss』関連曲                               |
| 5月25日        | 少年陰陽師 キャラクターソング 風雅に響く詩を聴け 冬                                                         | 朱雀（鈴村健一）&天一（田中理恵） | 「山振」 | テレビアニメ『少年陰陽師』関連曲                                                     |
| 5月25日        | 少年陰陽師 キャラクターソング 花鳥風月〜白夜〜                                                              | 朱雀（鈴村健一） | 「双翼の炎」                                                                                                  | テレビアニメ『少年陰陽師』関連曲                                                     |
| 9月19日        | ZOMBIE-LOAN キャラクターアルバム                                                                            | 赤月知佳（鈴村健一）&橘思徒（櫻井孝宏） | 「Survive」                                                                                                   | アニメ『ZOMBIE-LOAN』関連曲                                                          |
| 9月19日        | ZOMBIE-LOAN キャラクターアルバム                                                                            | 赤月知佳（鈴村健一） | 「Another sky」                                                                                               | アニメ『ZOMBIE-LOAN』関連曲                                                          |
| 9月20日        | 桜蘭高校ホスト部 サントラ&キャラソン集 特別編                                                               | 桜蘭高校ホスト部 | 「また明日!（特別編ニューミックス）」                                                                         | テレビアニメ『桜蘭高校ホスト部』関連曲                                               |
| 11月22日       | Love☆Drops〜みらくる同居物語〜 キャラクターソング Vol.4 Floria&Roy&Hugo                                     | ロイ（鈴村健一）、フロリア（鳥海浩輔）& ロイ&ユーゴ（萩道彦） | 「キミハサクライロ」 「シュール・ロマンティック・マジック」                                                   | 『Love☆Drops〜みらくる同居物語〜』関連曲                                             |
| 2008年 1月30日 | 獣神演武 キャラクターソング+ミニドラマCD Vol.1 岱燈                                                         | 岱燈（鈴村健一） | 「BURNING STAR」                                                                                              | テレビアニメ『獣神演武』関連曲                                                       |
| 3月28日        | Stage of the hero                                                                                           | 本郷守（鈴村健一） | 「Stage of the hero」 「Boy's Dream」                                                                         | 『特殊戦闘員育成機関 ヒーローアカデミーJ』主題歌CD                                   |
| 4月23日        | TVアニメーション『BUS GAMER』サウンドファイル                                                               | 美柴鴇（鈴村健一） & 斉藤一雄(高橋広樹) &中条伸人(諏訪部順一) | 「NO NAME」 「Train」                                                                                         | テレビアニメ『BUS GAMER』 OP&ED テーマ                                               |
| 4月29日        | 花宵ロマネスク キャラクターCD 宝生菫・城崎ともゑ 「夜会〜美しき罠 甘い拒絶」                                | 宝生菫（鈴村健一） & 城崎ともゑ(保志総一朗) | 「夜会〜美しき罠 甘い拒絶」                                                                                   | PS2ゲーム『花宵ロマネスク 愛と哀しみ』オープニングテーマ                             |
| 6月25日        | ユア・メモリーズオフ〜Girl's Style〜 ドラマ&キャラクターソング Vol3. 羽根秀巳                               | 羽根秀巳（鈴村健一） | 「Beat」 | 『ユア・メモリーズオフ〜Girl's Style〜』関連曲                                       |
| 9月25日        | 「BUS GAMER」ボーカルファイル                                                                               | 美柴鴇（鈴村健一） | 「Half-moon」                                                                                                 | テレビアニメーション『BUS GAMER』関連曲                                              |
| 2009年 7月18日 | VELVET UNDERWORLD Fragment Parson 02 KURO                                                                   | クロ（鈴村健一） | 「REAL」 | アニメ『VELVET UNDERWORLD』関連曲                                                    |
| 11月6日        | うみねこのなく頃に キャラクターソング vol.2                                                                 | 右代宮譲治（鈴村健一） | 「愛の○○宣言」                                                                                                | テレビアニメ『うみねこのなく頃に』関連曲                                             |
| 2010年 2月24日 | うたの☆プリンスさまっ♪ オーディションソング4弾                                                              | 一十木音也(寺島拓篤) 聖川真斗（鈴村健一）, 四ノ宮那月(谷山紀章) | 「永遠のトライスター」                                                                                        | PSP『うたの☆プリンスさまっ♪ 』関連曲                                                 |
| 6月30日        | うたの☆プリンスさまっ♪ サウンドトラックCD                                                                   | 鈴村健一,寺島拓篤, 谷山紀章, 宮野真守, 諏訪部順一 & 下野紘 | 「Welcome to UTA☆PRI world!!」                                                                                | ゲーム『うたの☆プリンスさまっ♪』OP                                                   |
| 7月21日        | ワンド・オブ・フォーチュン キャラクターソングアルバム                                                       | アルバロ・ガレイ（鈴村健一） | 「Joker」 | PS2『ワンド・オブ・フォーチュン 』関連曲                                             |
| 8月13日        | ラブ彼 GO!GO!!GO!!!（555）「shining hearts」                                                                | 結城千春（鈴村健一） | 「shining hearts」                                                                                            | 携帯乙女ゲーム『ラブ彼 〜恋愛偏差値上昇中!〜』主題歌CD                               |
| 8月27日        | Barico 喫茶流行歌〜Cafe music〜                                                                             | マコト（鈴村健一） | 「landscaper」                                                                                                | ドラマCD『Barico』メインテーマ                                                       |
| 10月27日       | うたの☆プリンスさまっ♪ ハッピーラブソング 2                                                                 | 聖川真斗（鈴村健一） | 「BLUE×PRISM HEART」                                                                                          | ゲーム『うたの☆プリンスさまっ♪』関連曲                                               |
| 12月8日        | うたの☆プリンスさまっ♪ AAディスク                                                                           | 一十木音也(寺島拓篤), 聖川真斗（鈴村健一） & 四ノ宮那月(谷山紀章) | 「AMAZING LOVE」                                                                                              | PSP『うたの☆プリンスさまっ♪ -Amazing Aria-』主題歌                                   |
| 12月22日       | ラブ彼〜恋愛偏差値上昇中! 〜キャラクターソング&ドラマCD 恋のはじまり編                                      | 結城千春（鈴村健一） | 「恋のクロスオーバー」                                                                                        | 携帯乙女ゲーム『ラブ彼 〜恋愛偏差値上昇中!〜』関連曲                                 |
| 2011年 1月26日 | ラブ彼 〜恋愛偏差値上昇中!〜 キャラクターソング&ドラマCD 永遠の誓い編                                       | 結城千春（鈴村健一） | 「Hereafter 〜ほんとのきもち〜」                                                                              | 『ラブ彼 〜恋愛偏差値上昇中』関連曲                                                  |
| 2月22日        | うたの☆プリンスさまっ♪ デュエットドラマCD 真斗&レン                                                         | 聖川真斗（鈴村健一）&神宮寺レン(諏訪部順一) | 「DOUBLE WISH」                                                                                               | ゲーム『うたの☆プリンスさまっ♪』関連曲                                               |
| 4月6日         | 主題歌「愛の蜜」                                                                                            | 二之宮悠斗（鈴村健一）, 岬虎太郎(森久保祥太郎) & 百瀬歩夢(代永翼) | 「愛の蜜」 「約束」                                                                                           | PC『TOKYOヤマノテBOYS HONEY MILK DISC』OP&EDテーマ                                   |
| 4月6日         | 遙かなる時空の中で5 暁の恋唄                                                                                | 坂本龍馬（鈴村健一） | 「龍天翔」 | PSPゲーム『遙かなる時空の中で5』関連曲                                               |
| 4月27日        | 『Starry☆Sky』テーマソング「Starry☆Days」                                                                   | 土萌羊(緑川光)& 天羽翼（鈴村健一）& 木ノ瀬梓(福山潤) | 「Starry☆Days Vocal Version」                                                                                 | テレビアニメ『Starry☆Sky』主題歌                                                     |
| 5月11日        | TOKYOヤマノテBOYS 〜HONEY MILK DISC〜 キャラクターソング                                                    | 二之宮悠斗（鈴村健一） | 「情炎-secret flame-」                                                                                        | 『TOKYOヤマノテBOYS 〜HONEY MILK DISC〜』関連曲                                      |
| 5月13日        | となりの怪物くん 7 特装版                                                                                   | 吉田春（鈴村健一） & 夏目あさ子(巽悠衣子) | 「もしも友だち100人できたらどうするか会議」                                                                   | コミックス『となりの怪物くん 7 特装版』付属ドラマCD 劇中歌                           |
| 7月20日        | マジLOVE1000%                                                                                               | ST☆RISH | 「マジLOVE1000%」 「未来地図」                                                                                | テレビアニメ『うたの☆プリンスさまっ♪ マジLOVE1000%』エンディングテーマ               |
| 8月3日         | うたの☆プリンスさまっ♪ マジLOVE1000% アイドルソング 聖川真斗                                                | 聖川真斗（鈴村健一） | 「Knocking on the mind」 「Mostフォルティシモ」                                                               | テレビアニメ『うたの☆プリンスさまっ♪ マジLOVE1000%』関連曲                           |
| 8月24日        | 文明開華葵座異聞録 オリジナルサウンドトラック                                                               | 神鳴剣助(森久保祥太郎) & 寿鬼格（鈴村健一） | 「葵ノ風〜雲流るる果てに〜」                                                                                  | PSP『文明開華 葵座異聞録』主題歌                                                     |
| 9月30日        | O*G*A 鬼ごっこロワイアル ドラマCD STEP.1〜はじまりの季節〜                                                  | 輝白SEVEN | 「GO HUNT!」                                                                                                  | ドラマCD『O*G*A』テーマソング                                                        |
| 11月30日       | うたの☆プリンスさまっ♪ Debut ユニットドラマCD 蘭丸&真斗&レン                                                | 黒崎蘭丸(鈴木達央)、聖川真斗（鈴村健一） & 神宮寺レン(諏訪部順一) | 「Dream more than Love」                                                                                      | ゲーム『うたの☆プリンスさまっ♪ Debut』挿入歌                                         |
| 2012年 1月11日 | O*G*A 鬼ごっこロワイアル ドラマCD STEP.1〜はじまりの季節〜                                                  | 桜ヶ樹歩（鈴村健一）&天道乱(森久保祥太郎) | 「名もなき虹」                                                                                                | ドラマCD『O*G*A』テーマソング                                                        |
| 3月21日        | ヴォーカル集 遙かなる時空の中で5 〜淡雪の心唄（そうる）〜                                                   | 八葉 | 「時空（とき）を越えて」                                                                                      | PSP用ゲーム『遙かなる時空の中で5 風花記』関連曲                                      |
| 3月21日        | ヴォーカル集 遙かなる時空の中で5 〜淡雪の心唄（そうる）〜                                                   | 桐生瞬(寺島拓篤)&坂本龍馬（鈴村健一） | 「青天白日 〜吾ガ心晴天ナリ〜」                                                                               | PSP用ゲーム『遙かなる時空の中で5 風花記』関連曲                                      |
| 4月25日        | AFFECTIONS                                                                                                  | 朝日奈椿（鈴村健一）&梓(鳥海浩輔) | 「AFFECTIONS」 「SUNRISE DAYS」 「AFFECTIONS (Karaoke with Tsubaki)」 「SUNRISE DAYS (Karaoke with Tsubaki)」 | PSP版 『BROTHERS CONFLICT Passion Pink 』OP                                          |
| 4月27日        | Starry☆Sky 〜After Winter〜                                                                                 | 天羽翼（鈴村健一） | 「Song 4 U」                                                                                                  | PC『Starry☆Sky 〜After Winter〜』OPテーマ                                            |
| 5月17日        | 文明開華 葵座異聞録 再演                                                                                    | 神鳴剣助 (森久保祥太郎) & 寿鬼格（鈴村健一） | 「新・葵ノ風〜現世ゆめ芝居〜」                                                                                | PSP『文明開華 葵座異聞録 再演』主題歌                                                |
| 7月25日        | うたの☆プリンスさまっ♪ Shining All Star CD                                                                  | ST☆RISH | 「RAINBOW☆DREAM」                                                                                             | ゲーム『うたの☆プリンスさまっ♪ All Star』挿入歌                                      |
| 9月27日        | TOKYOヤマノテBOYS BLACK VANILLA DISC                                                                        | 二之宮悠斗（鈴村健一） | 「運命」 | PC 『TOKYOヤマノテBOYS BLACK VANILLA DISC』 主題歌                                   |
| 11月7日        | DT捨テル／レッツゴーED                                                                                      | ゴールデン・イクシオン・ボンバー DT | 「レッツゴーED」                                                                                              | テレビアニメ『イクシオン サーガ DT』エンディングテーマ                               |
| 11月28日       | コード:ブレイカー キャラクターソング Vol.1                                                                  | 刻（鈴村健一） | 「LIE 4 TRUTH」                                                                                               | テレビアニメ『コード:ブレイカー』関連曲                                              |
| 12月12日       | うたの☆プリンスさまっ♪ シャッフルユニットCD 藍&真斗&翔                                                      | 美風藍（蒼井翔太） & 聖川真斗（鈴村健一） & 来栖翔（下野紘） | 「Beautiful Love」                                                                                            | 『うたの☆プリンスさまっ♪』関連曲                                                     |
| 12月19日       | 主題歌CD 「魔法にかけられて - Hello,My Dear Princess -」                                                    | 二之宮悠斗（鈴村健一）、岬虎太郎（森久保祥太郎） & 百瀬歩夢（代永翼） | 「魔法にかけられて - Hello,My Dear Princess -」 「Ordinary」                                                  | PSP版『TOKYOヤマノテBOYS Portable HONEY MILK DISC』 OP&EDテーマ                      |
| 2013年 2月27日 | IXION SAGA DT GOLDEN BEST of ED                                                                             | ギュスターヴ（鈴村健一） | 「バツイチ」                                                                                                  | テレビアニメ『イクシオン サーガ DT』関連曲                                           |
| 2013年 2月27日 | IXION SAGA DT GOLDEN BEST of ED                                                                             | ED御一行 | 「Stand Up! ED」                                                                                              | テレビアニメ『イクシオン サーガ DT』関連曲                                           |
| 3月27日        | 幕末義人伝 浪漫 BGM&SONGS                                                                                   | 孫一（鈴村健一） | 「心奪われし人のバラード」                                                                                    | テレビアニメ『幕末義人伝 浪漫』キャラクターソング                                    |
| 3月27日        | 遙かなる時空の中で5 〜白妙の恋唄〜 1                                                                        | 坂本龍馬（鈴村健一） | 「時空を越えし約束」                                                                                          | 『遙かなる時空の中で5』関連曲                                                        |
| 4月24日        | マジLOVE2000%                                                                                               | ST☆RISH | 「マジLOVE2000%」 「夢追人へのSymphony」                                                                      | テレビアニメ『うたの☆プリンスさまっ♪ マジLOVE2000%』 エンディングテーマ              |
| 5月8日         | うたの☆プリンスさまっ♪ マジLOVE2000% アイドルソング 聖川真斗                                                | 聖川真斗（鈴村健一） | 「恋桜」 「Sanctuary」                                                                                        | TVアニメ『うたの☆プリンスさまっ♪ マジLOVE2000%』関連曲                               |
| 7月10日        | TVアニメ「戦勇。」の全てを詰め込んでみた。                                                                  | フォイフォイ（鈴村健一） | 「ブッ運命られた命運だ…勇者が俺の〜残忍な刃の深紅い涙〜」                                                     | テレビアニメ『戦勇。』関連曲                                                         |
| 7月31日        | BROTHERS CONFLICT エンディングテーマ                                                                        | ASAHINA Bros.+JULI | 「14 to 1」                                                                                                   | テレビアニメ『BROTHERS CONFLICT』エンディングテーマ                                  |
| 8月21日        | TVアニメ『BROTHERS CONFLICT』Vol.1 特典 CD                                                                  | 椿（鈴村健一） | 「1 to 1」 | テレビアニメ『BROTHERS CONFLICT』EDソロ歌唱                                          |
| 9月18日        | JEALOUSNESS                                                                                                 | 朝日奈椿（鈴村健一） & 梓 (鳥海浩輔) & 棗 (前野智昭) | 「JEALOUSNESS」 「JEALOUSNESS (Karaoke with Tsubaki)」 「INNOCENT BLUE (Karaoke with Tsubaki)」               | PSP用ゲーム 『BROTHERS CONFLICT Brilliant Blue』OPテーマ                             |
| 9月20日        | 「BROTHERS CONFLICT」キャラクターソング コンセプトミニアルバム(1) 「オ・ト・ナ」                            | 雅臣(興津和幸)&右京(平川大輔)&要(諏訪部順一)&光(岡本信彦)&椿（鈴村健一）&梓(鳥海浩輔)&棗(前野智昭) | 「オ・ト・ナ BREAKOUT」                                                                                       | テレビアニメ『BROTHERS CONFLICT』関連曲                                              |
| 9月20日        | 「BROTHERS CONFLICT」キャラクターソング コンセプトミニアルバム(1) 「オ・ト・ナ」                            | 椿（鈴村健一）&梓(鳥海浩輔) | 「DOUBLE☆☆CAST」                                                                                              | テレビアニメ『BROTHERS CONFLICT』関連曲                                              |
| 2014年 1月29日 | うたの☆プリンスさまっ♪ 劇団シャイニング 天下無敵の忍び道                                                    | 一十木音也（寺島拓篤） & 聖川真斗（鈴村健一） & 来栖翔（下野紘）& 愛島セシル（鳥海浩輔） | 「天下無敵の忍び道」                                                                                          | ドラマCD『うたの☆プリンスさまっ♪劇団シャイニング 天下無敵の忍び道』テーマ曲          |
| 1月29日        | 京騒戯画 歌暦－うたごよみ－                                                                                 | 明恵（鈴村健一） | 「流転の風」                                                                                                  | テレビアニメ『京騒戯画』関連曲                                                       |
| 3月5日         | TVアニメ 黒子のバスケ キャラクターソング SOLO SERIES Vol.16                                                 | 紫原敦（鈴村健一） | 「理不尽に、」 「LAZY LAZY」                                                                                  | テレビアニメ『黒子のバスケ』関連曲                                                   |
| 4月16日        | TVアニメ 黒子のバスケ キャラクターソング DUET SERIES Vol.8                                                  | 紫原敦（鈴村健一） & 氷室辰也（谷山紀章） | 「ZERO GAME」 「Till the last」                                                                               | テレビアニメ『黒子のバスケ』関連曲                                                   |
| 4月23日        | 魔法戦争キャラクターCD III                                                                                  | 伊田一三（鈴村健一） | 「Unlock your ability」                                                                                       | テレビアニメ『魔法戦争』関連曲                                                       |
| 10月15日       | TVアニメ Free!-Eternal Summer- キャラクターソングシリーズ Vol.8                                             | 御子柴百太郎（鈴村健一） | 「MOMO'S BEAT」 「MIRACLE MAKER」                                                                             | テレビアニメ『 Free!-Eternal Summer-』関連曲                                         |
| 11月26日       | 僕じゃダメですか?〜「告白実行委員会」キャラクターソング集〜                                                 | HoneyWorks feat.芹沢春輝（鈴村健一） | 「さよなら両片想」 「初恋の絵本 -another story-」                                                             | 『告白実行委員会〜恋愛シリーズ〜』関連曲                                             |
| 11月26日       | いいかげんにして、あなた〜旦那が何を言っているかわからない件〜主題歌・キャラソン                            | カオル（田村ゆかり）とハジメ（鈴村健一） | 「いいかげんにして、あなた」                                                                                  | テレビアニメ『旦那が何を言っているかわからない件』主題歌                             |
| 2015年 1月28日 | I LOVE YOUが聞こえない                                                                                      | ASAHINA Bros.+JULI | 「I LOVE YOUが聞こえない」                                                                                    | OVA「BROTHERS CONFLICT」 エンディングテーマ                                          |
| 2月25日        | TVアニメ 黒子のバスケ キャラクターソング DUET SERIES Vol.9                                                  | 紫原敦（鈴村健一） & 黒子テツヤ（小野賢章） | 「Different Minds」 「ケンカもしたけど」                                                                      | テレビアニメ『黒子のバスケ』関連曲                                                   |
| 4月8日         | マジLOVEレボリューションズ                                                                                  | ST☆RISH | 「マジLOVEレボリューションズ」 「サンキュ」                                                                   | テレビアニメ『うたの☆プリンスさまっ♪ マジLOVEレボリューションズ』 エンディングテーマ |
| 4月29日        | 黒子のバスケ 第3期 第2クール 帝光編 キャラクターソング                                                      | 紫原敦（鈴村健一） | 「REGAL GENERATION -Ver.紫原敦-」                                                                             | TVアニメ 『 黒子のバスケ 第3期 』関連曲                                              |
| 4月29日        | 黒子のバスケ 第3期 第2クール 帝光編 キャラクターソング                                                      | 黒子テツヤ（小野賢章）,黄瀬涼太（木村良平） 緑間真太郎（小野大輔）, 青峰大輝（諏訪部順一）,紫原敦（鈴村健一） , 赤司征十郎（神谷浩史） | 「REGAL GENERATION」                                                                                          | TVアニメ 『 黒子のバスケ 第3期 』関連曲                                              |
| 4月29日        | ゆるがぬふたり〜愛の讃歌〜                                                                                  | カオル（田村ゆかり）とハジメ（鈴村健一） | 「ゆるがぬふたり〜愛の讃歌〜」                                                                                | テレビアニメ『旦那が何を言っているかわからない件 2スレ目』主題歌                     |
| 5月27日        | うたの☆プリンスさまっ♪マジLOVEレボリューションズ クロスユニットアイドルソング 聖川真斗・一ノ瀬トキヤ        | 聖川真斗（鈴村健一） & 一ノ瀬トキヤ（宮野真守） | 「ORIGINAL RESONANCE」 「静炎ブレイブハート」                                                                 | テレビアニメ『うたの☆プリンスさまっ♪ マジLOVEレボリューションズ』関連曲              |
| 7月1日         | TVアニメ『うたの☆プリンスさまっ♪ マジLOVEレボリューションズ』Vol.1 特典 CD                                  | ST☆RISH、QUARTET NIGHT | 「GOLDEN☆STAR」                                                                                               | テレビアニメ『うたの☆プリンスさまっ♪ マジLOVEレボリューションズ』挿入歌              |
| 7月15日        | ヴォーカル集 遙かなる時空の中で6 浪漫ナル歌                                                                 | ダリウス | 「偽リノ境界線」                                                                                              | ゲーム 『 遙かなる時空の中で6』関連曲                                                |
| 7月15日        | ヴォーカル集 遙かなる時空の中で6 浪漫ナル歌                                                                 | 寺島拓篤、鈴村健一、阿部敦、岡本信彦、立花慎之介、竹本英史、四反田マイケル、安元洋貴 | 「時空（とき）を旅する君へ 」                                                                                 | ゲーム 『 遙かなる時空の中で6』関連曲                                                |
| 8月5日         | 愛のプリズン                                                                                                | 監獄男子 | 「愛のプリズン」                                                                                              | テレビアニメ『監獄学園』 OPテーマ                                                    |
| 8月5日         | 罪深き俺たちの讃歌                                                                                          | 監獄男子 | 「罪深き俺たちの讃歌」                                                                                        | テレビアニメ『監獄学園』 EDテーマ                                                    |
| 8月26日        | ボーイフレンド（仮）キャラクターCDシリーズ vol.6 芹澤悠吏&不破渓士&桃越ハル                                 | 桃越ハル（鈴村健一） | 「STAY WITH ME」                                                                                              | ゲーム『ボーイフレンド（仮）』関連曲                                                 |
| 9月30日        | うたの☆プリンスさまっ♪ Shining All Star CD2                                                                 | ST☆RISH | 「天空のミラクルスター」                                                                                      | ゲーム『うたの☆プリンスさまっ♪MUSIC3』挿入歌                                         |
| 10月9日        | SOLO MINI ALBUM Vol.6 紫原敦                                                                                | 紫原敦（鈴村健一）, 火神大我 (小野友樹)、氷室辰也 (谷山紀章)、岡村建一 (武田幸史)、福井健介 (石川界人)、劉偉 (須嵜成幸) | 「LONESOME BREAKER」 「Prime Position」 「イージスの誇り」 「涙の理由」 「LAZY LAZY 〜CRAZY CRAZY Remix〜」   | テレビアニメ『黒子のバスケ』関連曲                                                   |
| 11月18日       | うたの☆プリンスさまっ♪ 劇団シャイニング BLOODY SHADOWS                                                      | 聖川真斗（鈴村健一）,神宮寺レン(諏訪部順一) 美風藍(蒼井翔太) | 「BLOODY SHADOWS」                                                                                            | ドラマCD『うたの☆プリンスさまっ♪劇団シャイニング BLOODY SHADOWS』テーマ曲            |
| 12月16日       | SIX SAME FACES 〜今夜は最高!!!!!!〜                                                                         | イヤミ（鈴村健一） feat.おそ松（櫻井孝宏）×カラ松（中村悠一）×チョロ松（神谷浩史）×一松（福山潤）×十四松（小野大輔）×トド松（入野自由） | 「SIX SAME FACES 〜今夜は最高!!!!!!〜」                                                                       | テレビアニメ『おそ松さん』EDテーマ                                                   |
| 2016年 1月27日 | 「花咲くまにまに」キャラクターソングCDシリーズ 鏡歌水月                                                     | 谷和助（鈴村健一） | 「風となり雨となり」                                                                                          | ゲーム『花咲くまにまに』関連曲                                                       |
| 2016年 1月27日 | 「花咲くまにまに」キャラクターソングCDシリーズ 鏡歌水月                                                     | 谷和助（鈴村健一）,倉間楓(浪川大輔),白玖(櫻井孝宏)※語り | 「恋ノ花」 | ゲーム『花咲くまにまに』関連曲                                                       |
| 3月9日         | ボーイフレンド（仮） キャラクターソングアルバム vol.2                                                       | 芹澤悠吏（浪川大輔）、不破渓士（前野智昭）、桃越ハル（鈴村健一） | 「iiiiiLOVE YOU!!!!!」                                                                                        | ゲーム『ボーイフレンド（仮）』関連曲                                                 |
| 8月17日        | うたの☆プリンスさまっ♪ Shining Dream CD                                                                     | NIGHT DREAM | 「NIGHT DREAM」                                                                                               | イベント『Shining Dream Festa』テーマソング                                          |
| 9月7日         | おそ松さん Original Sound Track Album                                                                       | イヤミ（鈴村健一）、トト子（遠藤綾） feat.おそ松さんオールスターズ | 「SIX SAME FACES 〜今夜も最高!!!!!!!!!!!!!!〜 type FINAL」                                                    | テレビアニメ『おそ松さん』エンディングテーマ                                         |
| 10月5日        | マジLOVEレジェンドスター                                                                                    | ST☆RISH | 「マジLOVEレジェンドスター」                                                                                  | テレビアニメ『うたの☆プリンスさまっ♪ マジLOVEレジェンドスター』メインテーマ          |
| 10月5日        | マジLOVEレジェンドスター                                                                                    | ST☆RISH | 「未来、夢、ありがとう...そして！」                                                                           | テレビアニメ『うたの☆プリンスさまっ♪ マジLOVEレジェンドスター』挿入歌                |
| 11月30日       | うたの☆プリンスさまっ♪マジLOVEレジェンドスター デュエットアイドルソング 聖川真斗&皇綺羅                     | 聖川真斗（鈴村健一）、皇綺羅（小野大輔） | 「Lasting Oneness」                                                                                           | テレビアニメ『うたの☆プリンスさまっ♪ マジLOVEレジェンドスター』挿入歌                |
| 11月30日       | うたの☆プリンスさまっ♪マジLOVEレジェンドスター デュエットアイドルソング 聖川真斗&皇綺羅                     | 聖川真斗（鈴村健一） | 「I swear...」                                                                                                | テレビアニメ『うたの☆プリンスさまっ♪ マジLOVEレジェンドスター』関連曲                |
| 2017年 1月11日 | うたの☆プリンスさまっ♪ マジLOVE レジェンドスター BD・DVD第1巻特典CD                                         | ST☆RISH、QUARTET NIGHT、HE★VENS | 「夢を歌へと…！」                                                                                             | テレビアニメ『うたの☆プリンスさまっ♪ マジLOVEレジェンドスター』挿入歌                |
| 2月22日        | 何度だって、好き。〜告白実行委員会〜                                                                        | HoneyWorks feat.瀬戸口優（神谷浩史）、榎本夏樹（戸松遥）、望月蒼太（梶裕貴）、早坂あかり（阿澄佳奈）、芹沢春輝（鈴村健一）、合田美桜（豊崎愛生） | 「東京サマーセッション」                                                                                      | 『告白実行委員会〜恋愛シリーズ〜』関連曲                                             |
| 3月22日        | 遙かなる時空の中で6 幻燈ロンド ヴォーカル集 甘美ナル歌                                                      | ダリウス（鈴村健一） | 「真白きカンバス」                                                                                            | ゲーム『遙かなる時空の中で6 幻燈ロンド』関連曲                                       |
| 4月5日         | ボーイフレンド（仮） きらめき☆ノート コンプリートコレクション#01                                            | after school guys | 「Feel it.」                                                                                                  | ゲーム『ボーイフレンド（仮） きらめき☆ノート』関連曲                                 |
| 5月24日        | うたの☆プリンスさまっ♪ マジLOVE レジェンドスター BD・DVD第6巻特典CD                                         | ST☆RISH | 「WE ARE ST☆RISH!!」                                                                                          | テレビアニメ『うたの☆プリンスさまっ♪ マジLOVEレジェンドスター』挿入歌                |
| 11月8日        | REE-STYLE SPIRIT/What Wonderful Days!!                                                                      | 岩鳶町のゆかいな仲間たち | 「What Wonderful Days!!」                                                                                     | 劇場アニメ『特別版 Free!-Take Your Marks-』エンディングテーマ                        |
| 11月15日       | うたの☆プリンスさまっ♪ Shining LiveテーマソングCD                                                           | ST☆RISH | 「Shining☆Romance」                                                                                           | ゲーム『うたの☆プリンスさまっ♪ Shining Live』テーマソング                            |
| 12月6日        | 東京ウインターセッション feat.瀬戸口優・榎本夏樹・望月蒼太・早坂あかり・芹沢春輝・合田美桜                  | HoneyWorks feat.瀬戸口優（神谷浩史）、榎本夏樹（戸松遥）、望月蒼太（梶裕貴）、早坂あかり（阿澄佳奈）、芹沢春輝（鈴村健一）、合田美桜（豊崎愛生） | 「東京ウインターセッション」                                                                                  | テレビアニメ『いつだって僕らの恋は10センチだった。』エンディングテーマ               |
| 2018年 1月17日 | うたの☆プリンスさまっ♪ Shining Masterpiece Show Lost Alice                                                  | 寿嶺二（森久保祥太郎）、黒崎蘭丸（鈴木達央）、聖川真斗（鈴村健一）、四ノ宮那月（谷山紀章） | 「Lost Alice」                                                                                                | 『うたの☆プリンスさまっ♪』関連曲                                                     |
| 2月14日        | ウルトラブラスト                                                                                            | ST☆RISH | 「ウルトラブラスト」 「ファンタジック☆プレリュード」                                                          | 劇場アニメ『劇場版 うたの☆プリンスさまっ♪ マジLOVEキングダム』挿入歌                 |
| 7月18日        | ニル・アドミラリの天秤 キャラクターソングシリーズ                                                           | 汀紫鶴（鈴村健一） | 「暗青の月明かり」                                                                                            | テレビアニメ『ニル・アドミラリの天秤』関連曲                                         |
| 8月15日        | おそ松さん Original Sound Track Album2                                                                      | イヤミ（鈴村健一） | 「イヤミ音頭」                                                                                                | テレビアニメ『おそ松さん』第2期エンディングテーマ                                    |
| 8月29日        | 「燃えてヒーロー」コレクション 小学生編                                                                     | 若林源三（鈴村健一） | 「燃えてヒーロー」                                                                                            | テレビアニメ『キャプテン翼』エンディングテーマ                                       |
| 8月29日        | 「燃えてヒーロー」コレクション 小学生編                                                                     | 若林源三（鈴村健一）、日向小次郎（佐藤拓也） | 「燃えてヒーロー」                                                                                            | テレビアニメ『キャプテン翼』エンディングテーマ                                       |
| 8月29日        | 「燃えてヒーロー」コレクション 小学生編                                                                     | 大空翼（三瓶由布子）、若林源三（鈴村健一）、岬太郎（福原綾香）、日向小次郎（佐藤拓也）、三杉淳（斉藤壮馬） | 「燃えてヒーロー」                                                                                            | テレビアニメ『キャプテン翼』エンディングテーマ                                       |
| 8月29日        | Secret Dreams                                                                                               | アヴィ（鈴村健一）、キエル（宮崎遊） | 「Secret Dreams」                                                                                             | テレビアニメ『夢王国と眠れる100人の王子様』エンディングテーマ                        |
| 8月29日        | Secret Dreams                                                                                               | アヴィ（鈴村健一）、キエル（宮崎遊） | 「Secret Dreams Unplugged MIX」                                                                               | テレビアニメ『夢王国と眠れる100人の王子様』関連曲                                    |
| 11月21日       | うたの☆プリンスさまっ♪Eternal Song CD「雪月花」                                                             | 一十木音也（寺島拓篤）、聖川真斗（鈴村健一）、四ノ宮那月（谷山紀章）、一ノ瀬トキヤ（宮野真守）、神宮寺レン（諏訪部順一）、来栖翔（下野紘）、愛島セシル（鳥海浩輔）、寿嶺二（森久保祥太郎）、黒崎蘭丸（鈴木達央）、美風藍（蒼井翔太）、カミュ（前野智昭） | 「雪月花」 | ゲーム『うたの☆プリンスさまっ♪』関連曲                                               |
| 12月19日       | 「燃えてヒーロー」コレクション 中学生編                                                                     | 若林源三（鈴村健一）、岬太郎（福原綾香） | 「燃えてヒーロー（中学生編アレンジ）」                                                                        | テレビアニメ『キャプテン翼』エンディングテーマ                                       |
| 12月19日       | 「燃えてヒーロー」コレクション 中学生編                                                                     | 大空翼（三瓶由布子）、日向小次郎（佐藤拓也）、若島津健（梅原裕一郎）、松山光（羽多野渉）、三杉淳（斉藤壮馬）、若林源三（鈴村健一）、岬太郎（福原綾香）                                                                                                   | 「燃えてヒーロー（中学生編アレンジ）」                                                                        | テレビアニメ『キャプテン翼』エンディングテーマ                                       |
| 12月26日       | SSSS.GRIDMAN CHARACTER SONG.3                                                                               | アンチ（鈴村健一） | 「My Way」 | テレビアニメ『SSSS.GRIDMAN』関連曲                                                   |
| 12月26日       | Free!-Dive to the Future- キャラクターソングミニアルバム Vol.2 Close Up Memories                            | 似鳥愛一郎（宮田幸季）、御子柴百太郎（鈴村健一）、魚住拓也（相楽信頼）、美波一輝（菅原雅芳） | 「YES!! 鮫柄水泳部」                                                                                          | テレビアニメ『Free!-Dive to the Future-』関連曲                                      |
| 2019年 1月16日 | 劇場版 うたの☆プリンスさまっ♪ マジLOVEキングダム スペシャルユニットドラマCD 真斗・カミュ・瑛二              | 聖川真斗（鈴村健一）、カミュ（前野智昭）、鳳瑛二（内田雄馬） | 「Feather inthe hand」                                                                                        | 劇場アニメ『劇場版 うたの☆プリンスさまっ♪ マジLOVEキングダム』挿入歌                 |
| 2月26日        | 黒子のバスケ 2nd SEASON Blu-ray BOX 特典CD                                                                  | 紫原敦（鈴村健一） | 「限界突破FIGHT!!」                                                                                           | テレビアニメ『黒子のバスケ』関連曲                                                   |
| 2月27日        | トクサツガガガ オリジナル・サウンドトラック                                                                 | エマージェイソン（鈴村健一） | 「救急機 エマージェイソンのテーマ」                                                                           | テレビドラマ『トクサツガガガ』劇中歌                                                 |
| 3月27日        | 夢色キャスト GENESIS Vocal Collection                                                                       | 黒木崚介（古川慎）、灰羽拓真（斉藤壮馬）、藍沢湧太郎（鈴村健一）、白椋れい（山下大輝）、朱道岳（平川大輔） | 「Phantom Rain」 「Dears for Fears」                                                                          | ゲーム『夢色キャスト』関連曲                                                         |
| 3月27日        | 夢色キャスト GENESIS Vocal Collection                                                                       | 藍沢湧太郎（鈴村健一） | 「STOP! The Black Rule」                                                                                      | ゲーム『夢色キャスト』関連曲                                                         |
| 4月3日         | Ain Soph Aur 〜GRANBLUE FANTASY〜                                                                           | サンダルフォン（鈴村健一） | 「Ain Soph Aur」                                                                                              | ゲーム『グランブルーファンタジー』関連曲                                             |
| 4月24日        | We are VORPAL SWORDS!!                                                                                      | 黒子テツヤ（小野賢章）、火神大我（小野友樹）、赤司征十郎（神谷浩史）、青峰大輝（諏訪部順一）、緑間真太郎（小野大輔）、黄瀬涼太（木村良平）、紫原敦（鈴村健一）                                                                                           | 「We are VORPAL SWORDS!!」                                                                                    | 劇場アニメ『劇場版 黒子のバスケ LAST GAME』関連曲                                    |
| 6月5日         | うたの☆プリンスさまっ♪ソロベストアルバム 聖川真斗 「HOLY KNIGHT」                                           | 聖川真斗（鈴村健一） | 「真なる旋律は最愛を歌う」 「HOLY KNIGHT」                                                                    | 『うたの☆プリンスさまっ♪』関連曲                                                     |
| 8月28日        | うたの☆プリンスさまっ♪ Shining Live テーマソングCD2                                                         | 一十木音也（寺島拓篤）、聖川真斗（鈴村健一）、四ノ宮那月（谷山紀章）、一ノ瀬トキヤ（宮野真守）、神宮寺レン（諏訪部順一）、来栖翔（下野紘）、愛島セシル（鳥海浩輔）                                                                                       | 「WONDER☆RONDO」                                                                                              | ゲーム『うたの☆プリンスさまっ♪ Shining Live』テーマソング                            |
| 11月27日       | CharadeManiacs キャラクターソング&ドラマ Vol.1                                                              | 萬城トモセ（鈴村健一） | 「True Message」                                                                                              | ゲーム『CharadeManiacs』関連曲                                                       |
| 12月25日       | 劇場版 うたの☆プリンスさまっ♪ マジLOVEキングダム BD・DVD特典CD                                              | ST☆RISH、QUARTET NIGHT、HE★VENS | 「マジLOVEキングダム」 「Welocme to UTA☆PRI KINGDOM!!」                                                       | 劇場アニメ『劇場版 うたの☆プリンスさまっ♪ マジLOVEキングダム』挿入歌                 |
| 2020年 1月15日 | 好きすぎてやばい。〜告白実行委員会キャラクターソング集〜                                                    | HoneyWorks feat. 瀬戸口優（神谷浩史）、榎本夏樹（戸松遥）、望月蒼太（梶裕貴）、早坂あかり（阿澄佳奈）、芹沢春輝（鈴村健一）、合田美桜（豊崎愛生） | 「東京オータムセッション」                                                                                    | 『告白実行委員会〜恋愛シリーズ〜』関連曲                                             |
| 4月15日        | うたの☆プリンスさまっ♪ Another World〜WHITE&BLACK〜 テーマソングCD                                          | WHITE GRAVITY | 「WHITE GRAVITY」                                                                                             | イベント『うたの☆プリンスさまっ♪ Another World〜WHITE&BLACK〜』テーマソング          |
| 8月19日        | 遙かなる時空の中で7 ヴォーカル集 紺青の歌                                                                   | 天野五月（鈴村健一） | 「明日を拓く言霊」                                                                                            | ゲーム『遙かなる時空の中で7』関連曲                                                  |
| 9月16日        | SUPER STAR/THIS IS...!/Genesis HE★VENS                                                                      | 一十木音也（寺島拓篤）、聖川真斗（鈴村健一）、四ノ宮那月（谷山紀章）、一ノ瀬トキヤ（宮野真守）、神宮寺レン（諏訪部順一）、来栖翔（下野紘）、愛島セシル（鳥海浩輔）                                                                                       | 「SUPER STAR」                                                                                                | 『うたの☆プリンスさまっ♪』関連曲                                                     |
| 11月25日       | 婚約戦争 feat. 瀬戸口優×望月蒼太×芹沢春輝/さみしがりや feat. 柴崎健×柴崎愛蔵                                | HoneyWorks feat. 瀬戸口優（神谷浩史）、望月蒼太（梶裕貴）、芹沢春輝（鈴村健一） | 「婚約戦争」                                                                                                  | ゲーム『HoneyWorks Premium Live』オープニングテーマ                                  |
| 12月23日       | HELIOS Rising Heroes エンディングテーマ Vol.3                                                               | ディノ・アルバーニ（鈴村健一） | 「Come and back!」                                                                                            | ゲーム『エリオスライジングヒーローズ』エンディングテーマ                             |
| 2021年 2月24日 | Amazing Intelligence 〜クズは最高!!!!!!!!!!!!!♡♡△△〜                                                        | オムスビ（山本和臣） with おそ松さんオールスターズ | 「Amazing Intelligence 〜クズは最高!!!!!!!!!!!!!♡♡△△〜」                                                      | テレビアニメ『おそ松さん』第3期エンディングテーマ                                    |
| 6月2日         | うたの☆プリンスさまっ♪10th Anniversary CD                                                                   | 一十木音也（寺島拓篤）、聖川真斗（鈴村健一）、四ノ宮那月（谷山紀章）、一ノ瀬トキヤ（宮野真守）、神宮寺レン（諏訪部順一）、来栖翔（下野紘）、愛島セシル（鳥海浩輔）                                                                                       | 「STAR WISH」                                                                                                 | 『うたの☆プリンスさまっ♪』関連曲                                                     |
| 8月18日        | おそ松さん Original Sound Track Album3                                                                      | オムスビ（山本和臣） with おそ松さんオールスターズ | 「Amazing Intelligence 〜クズは最高!!!!!!!!!!!!!♡♡△△〜 Type FINAL」                                           | テレビアニメ『おそ松さん』第3期エンディングテーマ                                    |
| 8月25日        | うたの☆プリンスさまっ♪Shining All Star CD3                                                                  | 一十木音也（寺島拓篤）、聖川真斗（鈴村健一）、四ノ宮那月（谷山紀章）、一ノ瀬トキヤ（宮野真守）、神宮寺レン（諏訪部順一）、来栖翔（下野紘）、愛島セシル（鳥海浩輔）                                                                                       | 「Grateful friends, Graceful ways」                                                                           | 『うたの☆プリンスさまっ♪』関連曲                                                     |
| 2022年 4月6日  | 『劇場版 うたの☆プリンスさまっ♪ マジLOVEスターリッシュツアーズ』メインテーマ マジLOVEスターリッシュツアーズ | 一十木音也（寺島拓篤）、聖川真斗（鈴村健一）、四ノ宮那月（谷山紀章）、一ノ瀬トキヤ（宮野真守）、神宮寺レン（諏訪部順一）、来栖翔（下野紘）、愛島セシル（鳥海浩輔）                                                                                       | 「マジLOVEスターリッシュツアーズ」 「ST☆RT OURS」                                                             | 劇場アニメ『劇場版 うたの☆プリンスさまっ♪ マジLOVEスターリッシュツアーズ』挿入歌     |
| 6月1日         | 劇場版 うたの☆プリンスさまっ♪ マジLOVEスターリッシュツアーズ アイドルソング 聖川真斗                        | 聖川真斗（鈴村健一） | 「Snow Ballade」 「Stay with...」                                                                             | 劇場アニメ『劇場版 うたの☆プリンスさまっ♪ マジLOVEスターリッシュツアーズ』挿入歌     |
| 8月24日        | 劇場版 うたの☆プリンスさまっ♪ マジLOVEスターリッシュツアーズ クロスユニットアイドルソング                   | 一十木音也（寺島拓篤）、聖川真斗（鈴村健一）、四ノ宮那月（谷山紀章）、一ノ瀬トキヤ（宮野真守）、神宮寺レン（諏訪部順一）、来栖翔（下野紘）、愛島セシル（鳥海浩輔）                                                                                       | 「SAMURAIZM」                                                                                                 | 劇場アニメ『劇場版 うたの☆プリンスさまっ♪ マジLOVEスターリッシュツアーズ』挿入歌     |
| 9月2日         | SET LIST 2 〜劇場版 うたの☆プリンスさまっ♪ マジLOVEスターリッシュツアーズ 挿入歌集〜                        | 一十木音也（寺島拓篤）、聖川真斗（鈴村健一）、四ノ宮那月（谷山紀章）、一ノ瀬トキヤ（宮野真守）、神宮寺レン（諏訪部順一）、来栖翔（下野紘）、愛島セシル（鳥海浩輔）                                                                                       | 「続け…！ ISHの旅へ」                                                                                         | 劇場アニメ『劇場版 うたの☆プリンスさまっ♪ マジLOVEスターリッシュツアーズ』挿入歌     |
| 2023年 3月15日 | ねぇ、好きって痛いよ。 〜告白実行委員会キャラクターソング集〜                                               | HoneyWorks feat. 瀬戸口優（神谷浩史）、榎本夏樹（戸松遥）、望月蒼太（梶裕貴）、早坂あかり（阿澄佳奈）、芹沢春輝（鈴村健一）、合田美桜（豊崎愛生） | 「東京スプリングセッション」                                                                                  | 『告白実行委員会〜恋愛シリーズ〜』関連曲                                             |
| 2024年 3月6日  | ババーンと推参！バーンブレイバーン/双炎の肖像                                                               | ブレイバーン（鈴村健一） | 「ババーンと推参！バーンブレイバーン」                                                                        | テレビアニメ『勇気爆発バーンブレイバーン』オープニングテーマ                         |

### その他参加作品
| 発売日         | 商品名                                     | 歌 | 楽曲 | 備考                                                                                   |
| -------------- | ------------------------------------------ | --- | --- | -------------------------------------------------------------------------------------- |
| 2003年10月22日 | 沈まない太陽                               | R-16 | 「沈まない太陽」 「傾いた月」                                                                                 | ラジオ『有限会社チェリーベル』関連曲                                                   |
| 2004年3月26日  | Separate way                               | R-16 | 「STAND UP」 「傾いた月（space version）」 「沈まない太陽（silence version）」 「降り注ぐ雨〜SEPARATE WAY〜」 | ラジオ『有限会社チェリーベル』関連曲                                                   |
| 2013年11月20日 | 緊急発信！ラジレンジャー                   | 特撮戦隊 ラジレンジャーRX featuring 水木一郎 | 「緊急発信！ラジレンジャー」                                                                                  | ラジオ『東映公認 鈴村健一・神谷浩史の仮面ラジレンジャー』主題歌                        |
| 2013年11月20日 | 緊急発信！ラジレンジャー                   | 特撮戦隊 ラジレンジャーRX | 「ELEMENTS」                                                                                                  | ラジオ『東映公認 鈴村健一・神谷浩史の仮面ラジレンジャー』主題歌                        |
| 2014年7月10日  | Starting STYLE!!                           | ランティスのみんな | 「Starting STYLE!!」                                                                                          | イベント『ランティス祭り』テーマソング                                                 |
| 2017年10月25日 | 翼を持つ者 〜Not an angel Just a dreamer〜 | i☆Ris、井上あずみ、Wake Up, Girls!、内田真礼、串田アキラ、GRANRODEO、ささきいさお、下野紘、JAM Project、鈴木このみ、鈴村健一、竹達彩奈、茅原実里、TRUE、豊永利行、中川翔子、羽多野渉、堀江美都子、水木一郎、Minami、三森すずこ、May'n、米倉千尋 | 「翼を持つ者 〜Not an angel Just a dreamer〜」                                                                | 日本動画協会「アニメNEXT_100」プロジェクト公式ソング                                   |
| 2017年12月20日 | Shizuka Kudo Tribute                       | 鈴村健一 | 「嵐の素顔」                                                                                                  |                                                                                        |
| 2019年3月23日  | Starting STYLE!!2019                       | ランティスのみんな | 「Starting STYLE!!2019」                                                                                      | イベント『20th Anniversary Live ランティス祭り2019 A･R･I･G･A･T･O ANISONG』テーマソング |
| 2019年4月3日   | King&Rogueone                              | King&Rogueone | 「King&Rogueone」 「Catch your eyes」                                                                         |                                                                                        |

- box universe（2005年12月17日）
- SOUL IGNITION（2006年4月28日）
- 鈴村健一の超人タイツ ジャイアント 思い出のヒーローソング集（2007年9月21日）
- 鈴村健一の超人タイツ ジャイアント〜みんなが選ぶヒーローソングセレクション〜（2008年2月22日）
- That's WATANABE FLOWER SHOW SPECIAL!!（2008年8月27日）
  - 「僕の恋人 featuring 鈴村健一」
  - 「モーターバイクブギ featuring 宮野真守」（コーラス参加）
- 太陽がくれた季節 / 聖スタア☆メン学園高校校歌（2009年3月25日、謎の新ユニットSTA☆MEN名義）
- 鈴村健一の超人タイツ ジャイアント 続・思い出のヒーローソング集（2009年3月27日）
- ディズニー・デート 声の王子様（2012年2月22日）
  - 「ホール・ニュー・ワールド」
  - 「ミッキーマウス・マーチ」（参加声優全員で歌唱/Standard Editionのみ収録）
- バスターズ レディーゴー!/キズナ〜ゴーバスターズ!（2012年2月29日）
  - 「キズナ〜ゴーバスターズ!」（謎の新ユニットSTA☆MEN名義）：特撮『特命戦隊ゴーバスターズ』エンディングテーマ
- ランティスアーティスト アコースティックリアレンジアルバム Heart of Magic Garden（2012年6月27日、「INTENTION」収録）
- 有限会社チェリーベル 10周年記念ミニアルバム（2013年10月11日）
  - 「敗北者の詩」（ティースプーン静香名義）
  - 「ココロ」（チャーハンのりお名義）
  - 「10周年だよ!全員集合!」

風牙のマヤ（『セイント・ビースト』関連）
- セイント・ビースト〜聖獣降臨編〜 ヴォーカル&ドラマ Legend of the BEAST
  - 「Kitty」（Vo.風牙のマヤ）：テレビアニメ『セイント・ビースト〜聖獣降臨編〜』第6話エンディングテーマ
- セイント・ビースト カップリングCDシリーズ#5 流星のキラ×風牙のマヤ
  - 「荒野の風」（Vo.風牙のマヤ）
- セイント・ビースト ボーカルベスト vol.1
  - 「Kitty」（Vo.風牙のマヤ）
- セイント・ビースト ボーカルベスト vol.2
  - 「荒野の風」（Vo.風牙のマヤ）
  - 「闘え♥セイント・ビースト」（Vo.四聖獣&放浪天使）
- セイント・ビースト オリジナルサウンドトラック&キャラクターボーカルアルバム Trembled Melodies
  - 「悠久の旅路」（Vo.風牙のマヤ）
- セイント・ビースト 「烈・GO!GUY!/epilogue」
  - 「epilogue」（Vo.流星のキラ(杉田智和)&風牙のマヤ）：PS2『セイント・ビースト〜螺旋の章〜』エンディングテーマ

リュウタロス（『仮面ライダー電王』関連）
- 仮面ライダー電王 オリジナルサウンドトラック
  - 「Double-Action Gun form TV-SIZE EDIT.」（Vo.野上良太郎（佐藤健）&リュウタロス）
- 仮面ライダー電王 PERFECT-ACTION〜Double Action Complete Cllection〜
  - 「Double-Action Gun form」（Vo.野上良太郎（佐藤健）&リュウタロス）：『仮面ライダー電王』エンディングテーマ
- 仮面ライダー電王 「Climax Jump DEN-LINER form」
  - 「Climax Jump DEN-LINER form」（Vo.モモタロス（関俊彦）&ウラタロス（遊佐浩二）&キンタロス（てらそままさき）&リュウタロス）：『仮面ライダー電王』2ndオープニングテーマ
  - 「Climax Jump "答えは聞いてない!" Gun Re-Mix ver.」（Vo.リュウタロス）
- 仮面ライダー電王 COMPLETE CD-BOX
  - 「Climax Jump DEN-LINER form」（Vo.モモタロス（関俊彦）&ウラタロス（遊佐浩二）&キンタロス（てらそままさき）&リュウタロス）
  - 「Climax Jump "答えは聞いてない!" Gun Re-Mix ver.」（Vo.リュウタロス）
  - 「Double-Action Gun form」（Vo.野上良太郎（佐藤健）&リュウタロス）
- 仮面ライダー電王 「Double-Action CLIMAX form」
  - 「Double-Action CLIMAX form」（Vo.モモタロス〈関俊彦〉&ウラタロス〈遊佐浩二〉&キンタロス〈てらそままさき〉&リュウタロス&デネブ〈大塚芳忠〉）：劇場版『仮面ライダー電王&キバ クライマックス刑事』主題歌
- 仮面ライダー電王 「いーじゃん!いーじゃん!スゲーじゃん!?」
  - 「Climax Jump Gun form」（Vo.リュウタロス）
- 仮面ライダー電王「超 Climax Jump」
  - 「超 Climax Jump」（Vo.モモタロス〈関俊彦〉&ウラタロス〈遊佐浩二〉&キンタロス〈てらそままさき〉&リュウタロス&コハナ〈松元環季〉&ナオミ〈秋山莉奈〉&オーナー〈石丸謙二郎〉&野上幸太郎〈桜田通〉&テディ〈小野大輔〉）：劇場版『超・仮面ライダー電王&ディケイド NEOジェネレーションズ 鬼ヶ島の戦艦』主題歌

木村輝一など（『デジモンフロンティア』関連）
- デジモンフロンティア キャラクターソング・コレクション サラマンダー
  - 「Blader」（Vo.ダスクモン）：テレビアニメ『デジモンフロンティア』挿入歌
  - 「折れた翼で-With Broken Wings-」（Vo.木村輝一）：テレビアニメ『デジモンフロンティア』挿入歌
- デジモンフロンティア クリスマススマイル
  - 「More More Happy Christmas」（Vo.スピリットシンガーズ）
  - 「With The Will」（Vo.スピリットシンガーズ）
- デジモンフロンティア ベストヒットパレード
  - 「折れた翼で-With Broken Wings-」（Vo.木村輝一）
- デジモンミュージック100タイトル記念作品 We Love DiGiMONMUSiC
  - 「FIRE!」（Vo.神原拓也（竹内順子）&源輝二（神谷浩史）&柴山純平（天田真人）&氷見友樹（渡辺久美子）&木村輝一）
- デジモン挿入歌 ミラクルベストエボリューション
  - 「Blader」（Vo.ダスクモン）